# Skulpturen in Heilbronn

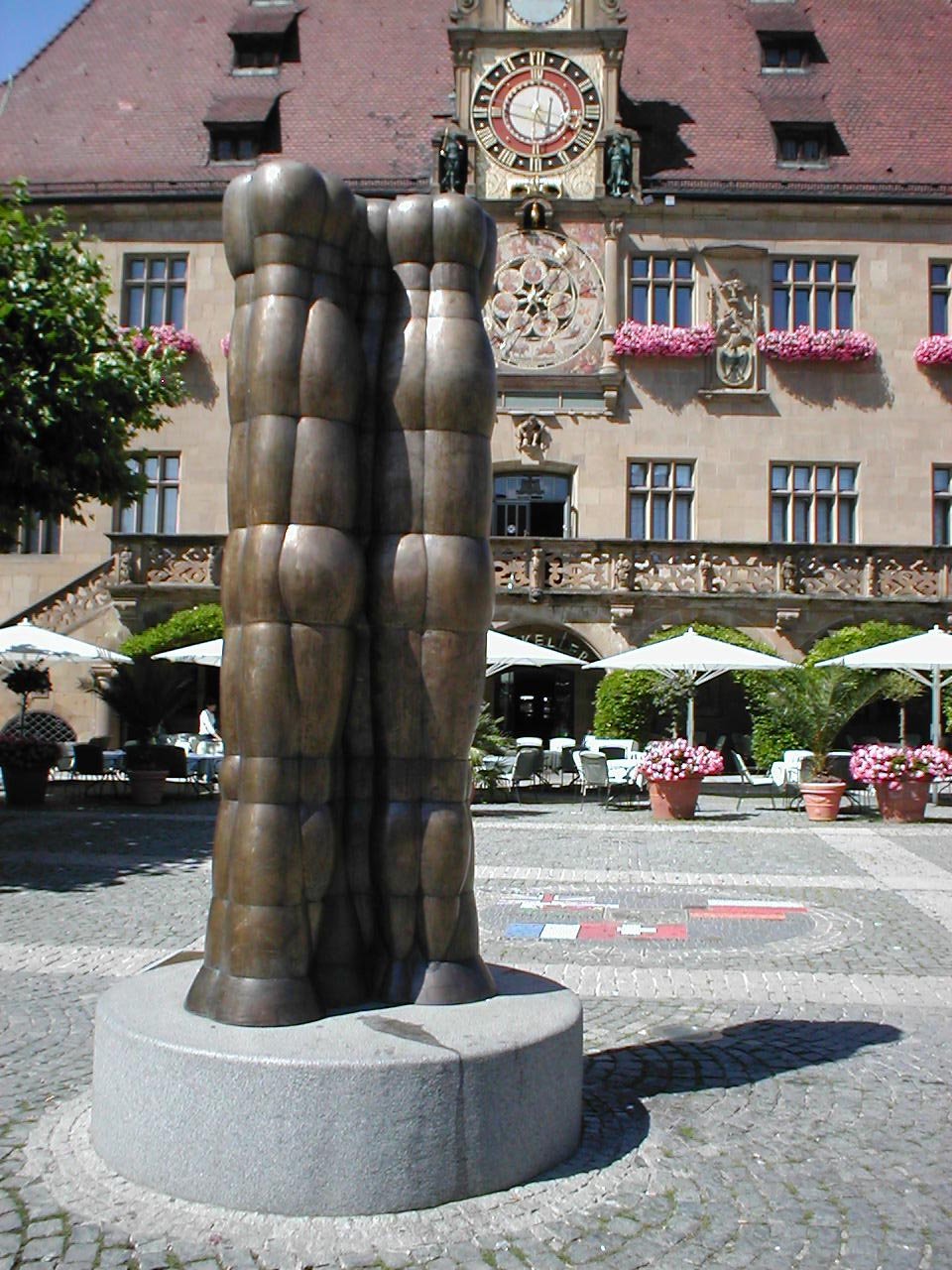
Skulptur von Joannis Avramidis vor dem Heilbronner Rathaus

Dieser Artikel stellt die Skulpturen in Heilbronn vor.
Denkmalsskulpturen sind im Artikel Denkmäler in Heilbronn erfasst, Brunnen und Relikte von solchen im Artikel Brunnen in Heilbronn.

## Vorbemerkung

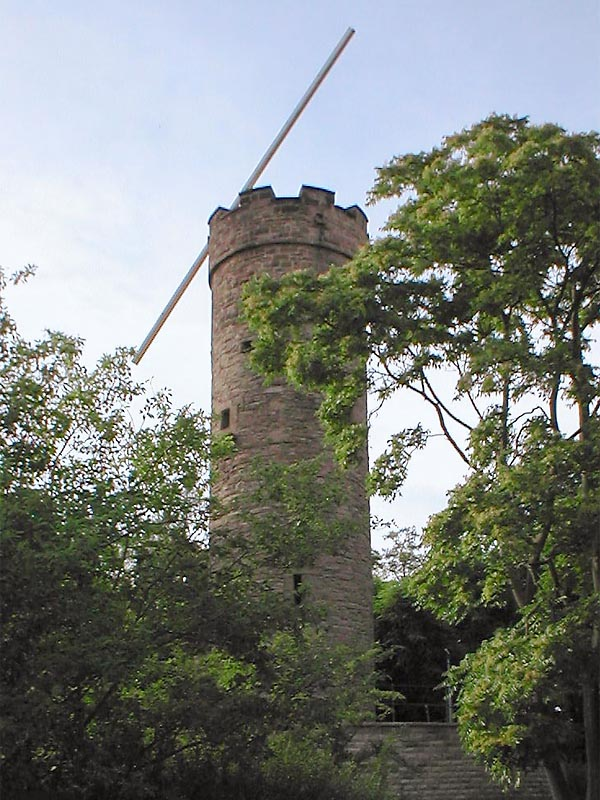
Lichtskulptur auf dem Wartbergturm

In Heilbronn im nördlichen Baden-Württemberg befindet sich eine größere Anzahl von Skulpturen im öffentlichen Raum. Die Stadt sieht sich wegen des rund 500 Jahre alten Bauschmucks der Kilianskirche, des Heilbronner Rathauses und verschiedener historischer Brunnen als traditionelle Skulpturenstadt, deren Kunst Ausdruck bürgerlichen Selbstverständnisses ist. Die Städtischen Museen haben sich seit 1977 schwerpunktmäßig dem Thema „Skulptur im öffentlichen Raum“ gewidmet, und es fanden mehrere größere Ausstellungen und Projekte in Heilbronn statt, die skulpturale Arbeiten zum Gegenstand hatten, so u. a. das vom Kunstverein ausgerufene Jahr der Plastiken 1978, die Skulpturenallee sowie das von Mechthild Bauer-Babel zur Landesgartenschau veranstaltete Bildhauersymposion 1985 oder die Skulpturenstadt 1996, von denen zahlreiche Skulpturen in Heilbronn verblieben sind. Dem Motto der Ausstellung von 1996 folgend, werden die Werke auch weiterhin unter dem Motto Skulpturenstadt Heilbronn präsentiert. Die meisten der über 80 dauerhaft aufgestellten Arbeiten befinden sich in der Innenstadt, eine größere Zahl ist aber auch am Wein-Panorama-Weg am Wartberg und auf dem ehemaligen Gartenschau-Gelände Wertwiesenpark zu finden. Weithin sichtbar auf dem Wartbergturm befindet sich seit 2002 die Lichtskulptur Sonnenstrahl für Heilbronn des niederländischen Künstlers Jan van Munster, die in den Stadtfarben leuchtet, tagsüber weiß und nachts abwechselnd rot und blau.

## Skulpturen in Heilbronn nach Standorten

### Innenstadt

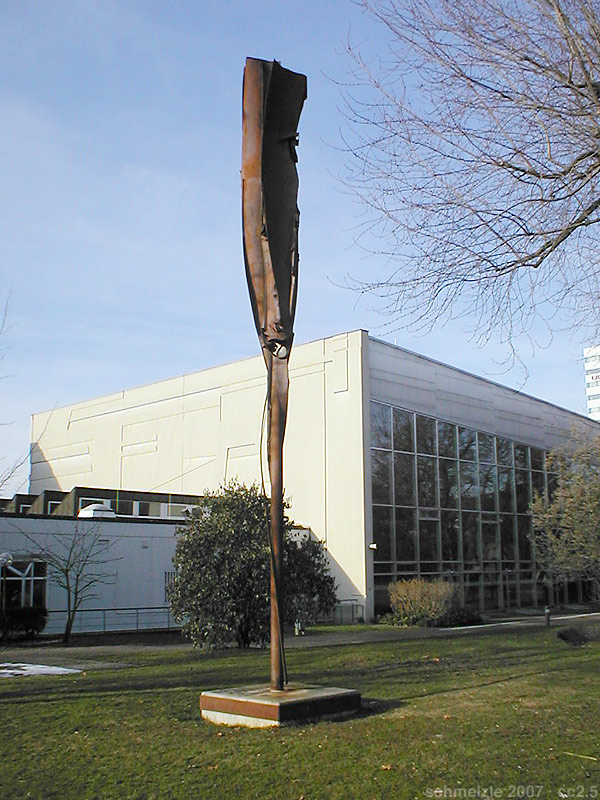
Friedensstele im Stadtgarten

- An exponierter Stelle auf dem Marktplatz vor dem Heilbronner Rathaus befindet sich die Große Dreifigurengruppe für Agora, eine Bronze-Skulptur von Joannis Avramidis von 1980. Am Rathaus selbst befinden sich an einem Pfeiler des Rathaus-Anbaus seit 1963 Amtsschimmel und Bachantinnen von Blasius Spreng.

- Im Stadtgarten beim Konzert- und Kongresszentrum Harmonie steht die Friedensstele (1984) aus geschweißten Corten-Stahlbändern, gefertigt von Erwin Wortelkamp. Eine Inschrift am Sockel der Stele zitiert ein Gedicht von Volker von Törner: „Das Unbegreifliche kann ich mit Händen greifen, verbissen in des Himmels Bläue schlage ich Wurzeln im Wind.“ Die Stele ist 8,90 m hoch und stand ehemals zwischen der Allee und der Harmonie. Nach deren Umbau 2001 wurde die Stele in den Stadtgarten versetzt. Dem Stadtgarten gegenüber steht vor dem ehemaligen Landeszentralbankgebäude in der Moltkestraße die auch über acht Meter hohe Skulptur 12/88 (1988) von Erich Hauser aus Nirosta-Stahl. Ebenfalls in der Moltkestraße befindet sich die 1,45 Meter hohe Bronzefigur eines Heiligen Florian von Jakob Wilhelm Fehrle (1950).

- Im Stadtgarten befinden sich außerdem die bronzenen Kraniche von Hermann Koziol (1959)[1], der 1962 auch den ursprünglich auf der Allee, heute in der Schöntaler Gasse aufgestellten Gänsebrunnen geschaffen hat. Vom selben Künstler stammt auch Das Leben im Haus an der Fassade des ehemaligen Verwaltungsgebäudes der Gewo an der Paulinenstraße[1] sowie die Statue Mädchen mit Fisch, die im Heilbronner Hauptbahnhof den Treppenaufgang des zweigeschossigen Westflügels ziert.

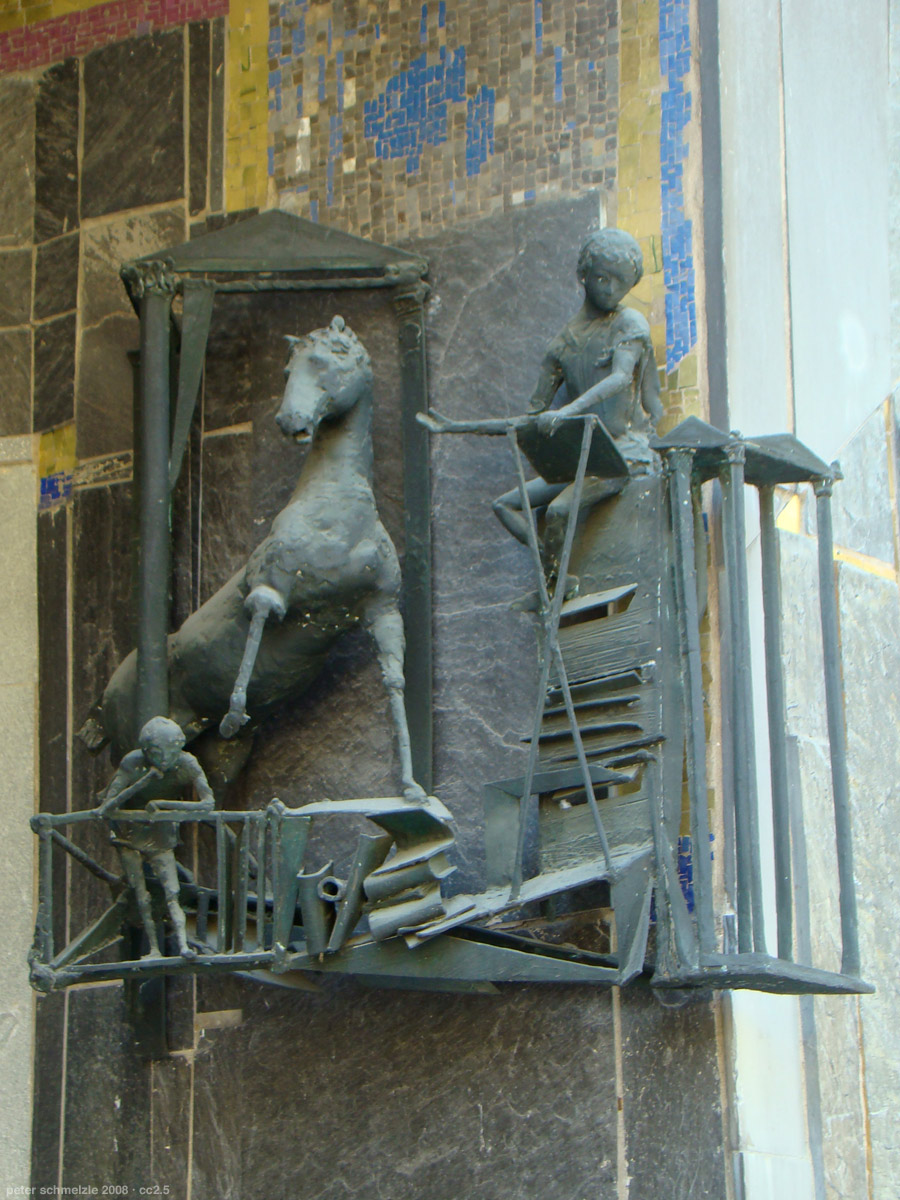
Amtsschimmel von Blasius Spreng
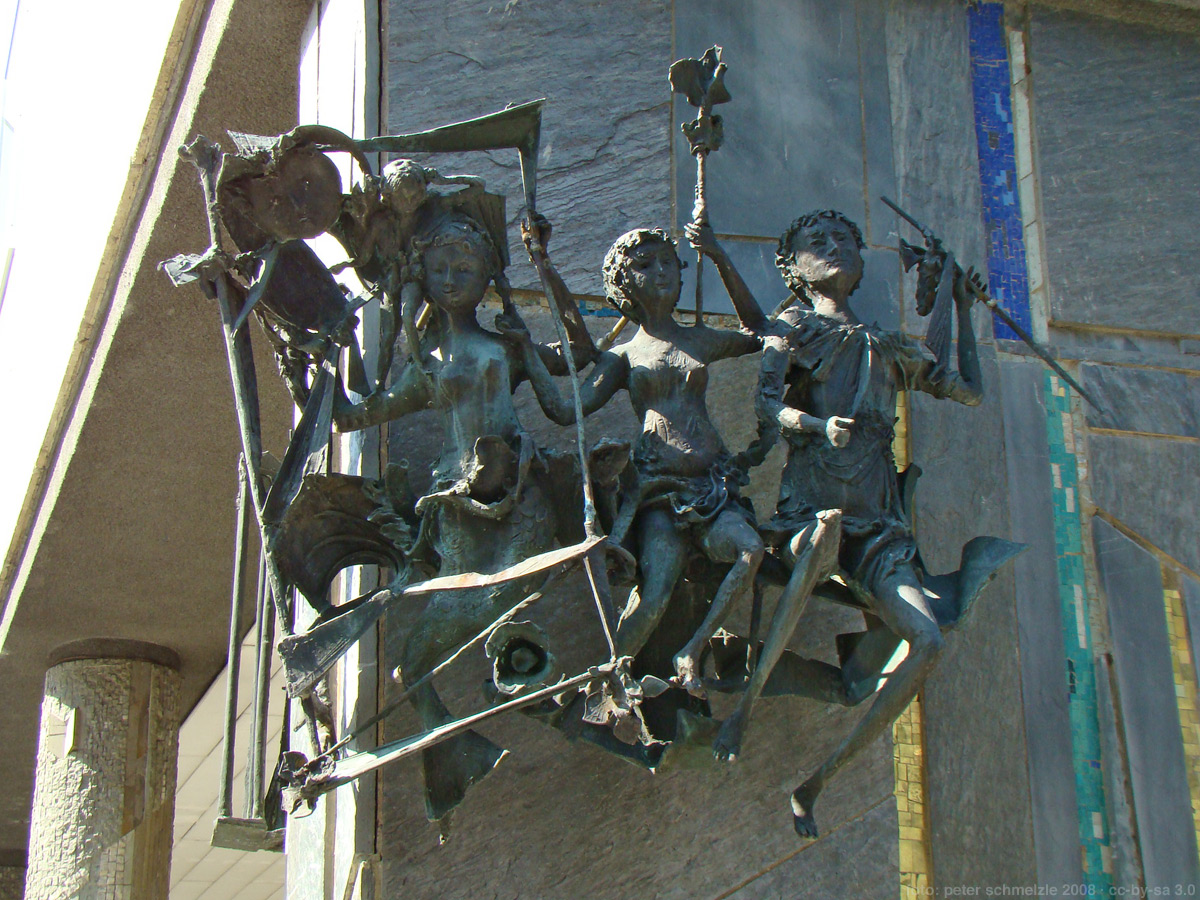
Bachantinnen von Blasius Spreng
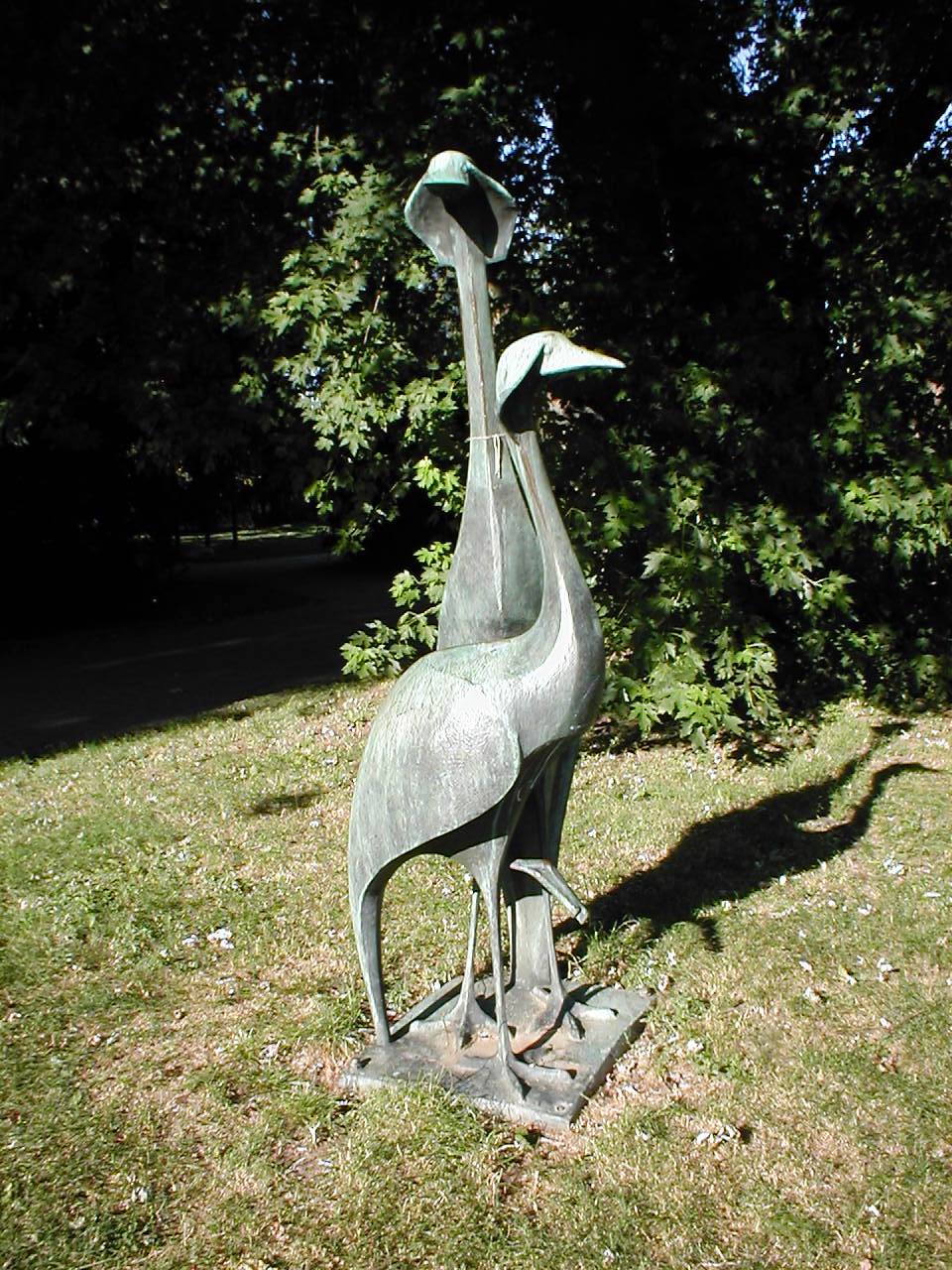
Kraniche von Hermann Koziol
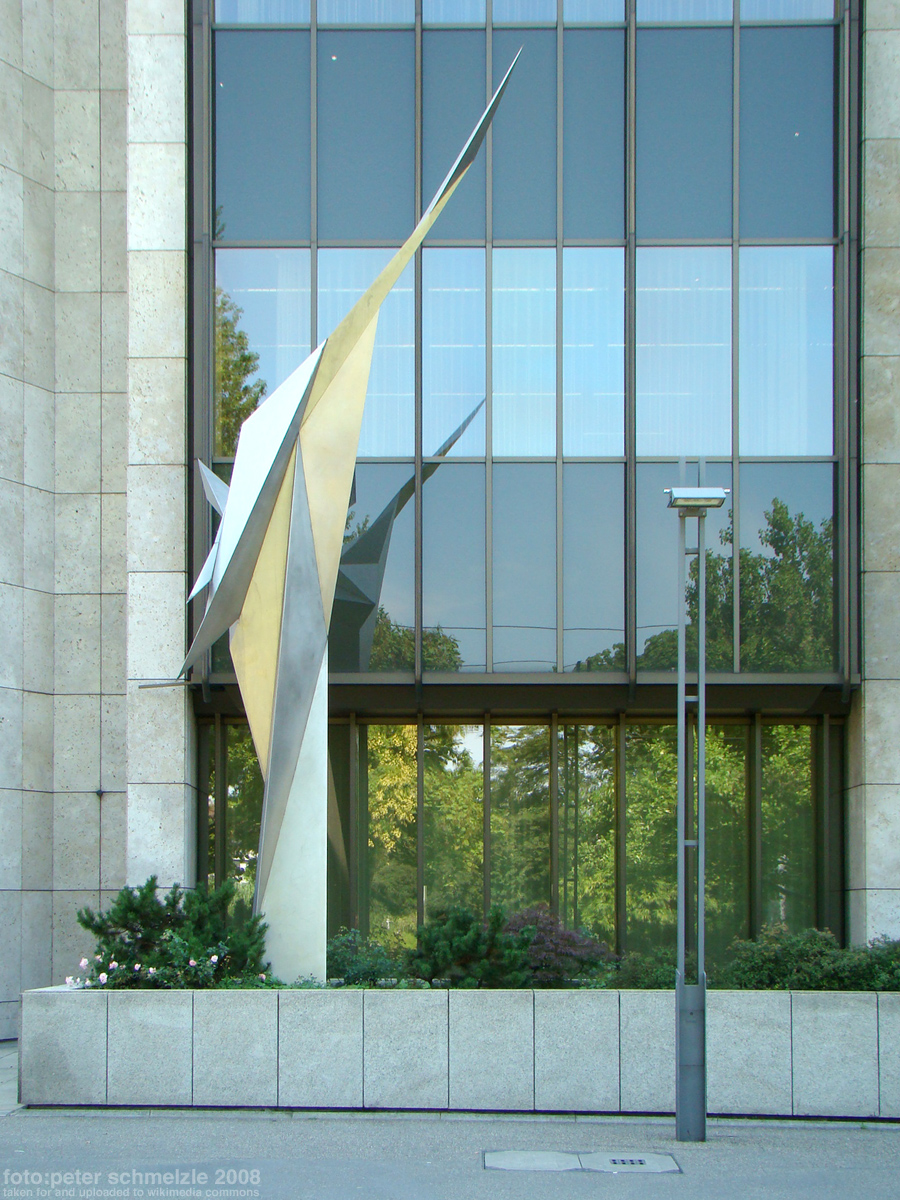
12/88 von Erich Hauser
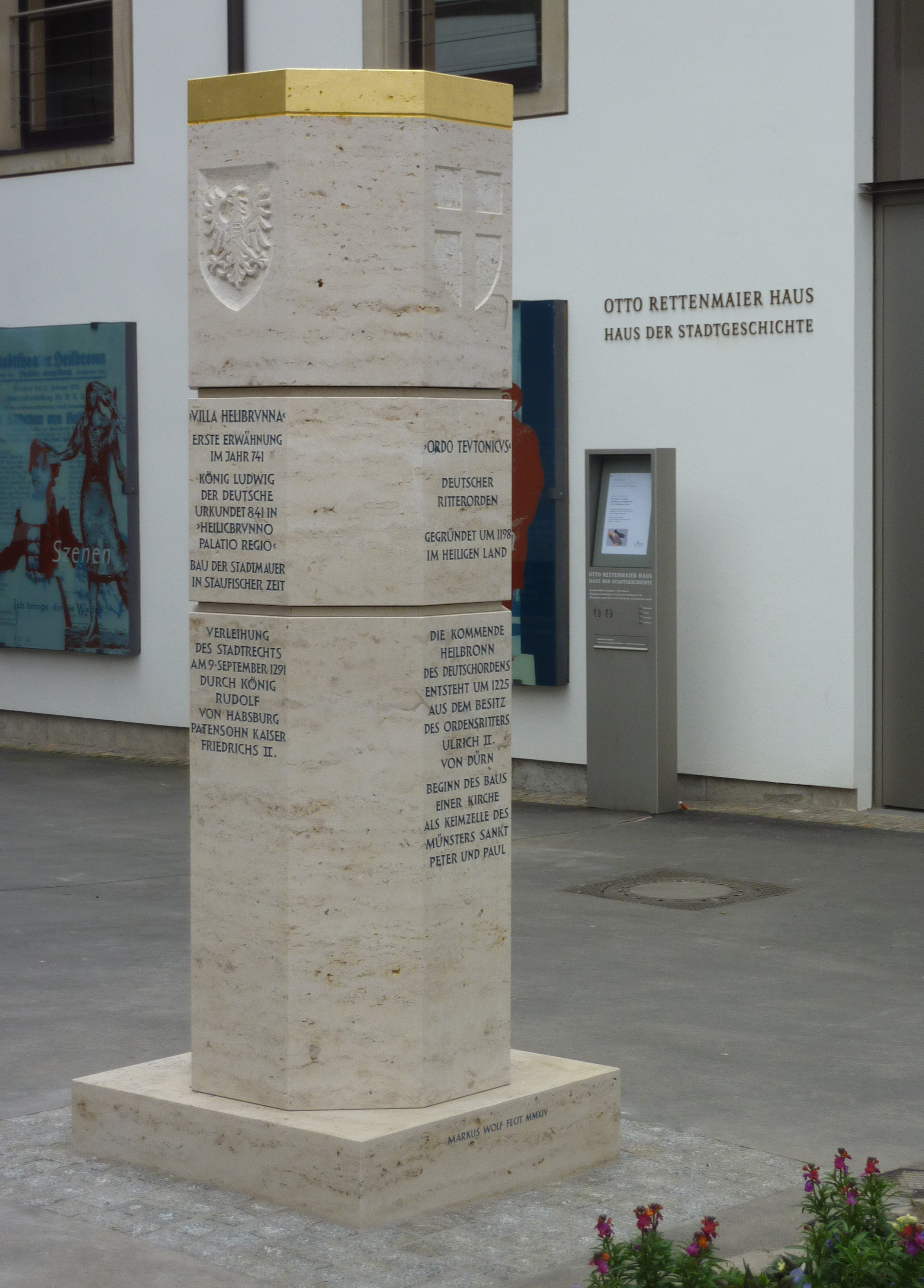
Stauferstele von Markus Wolf

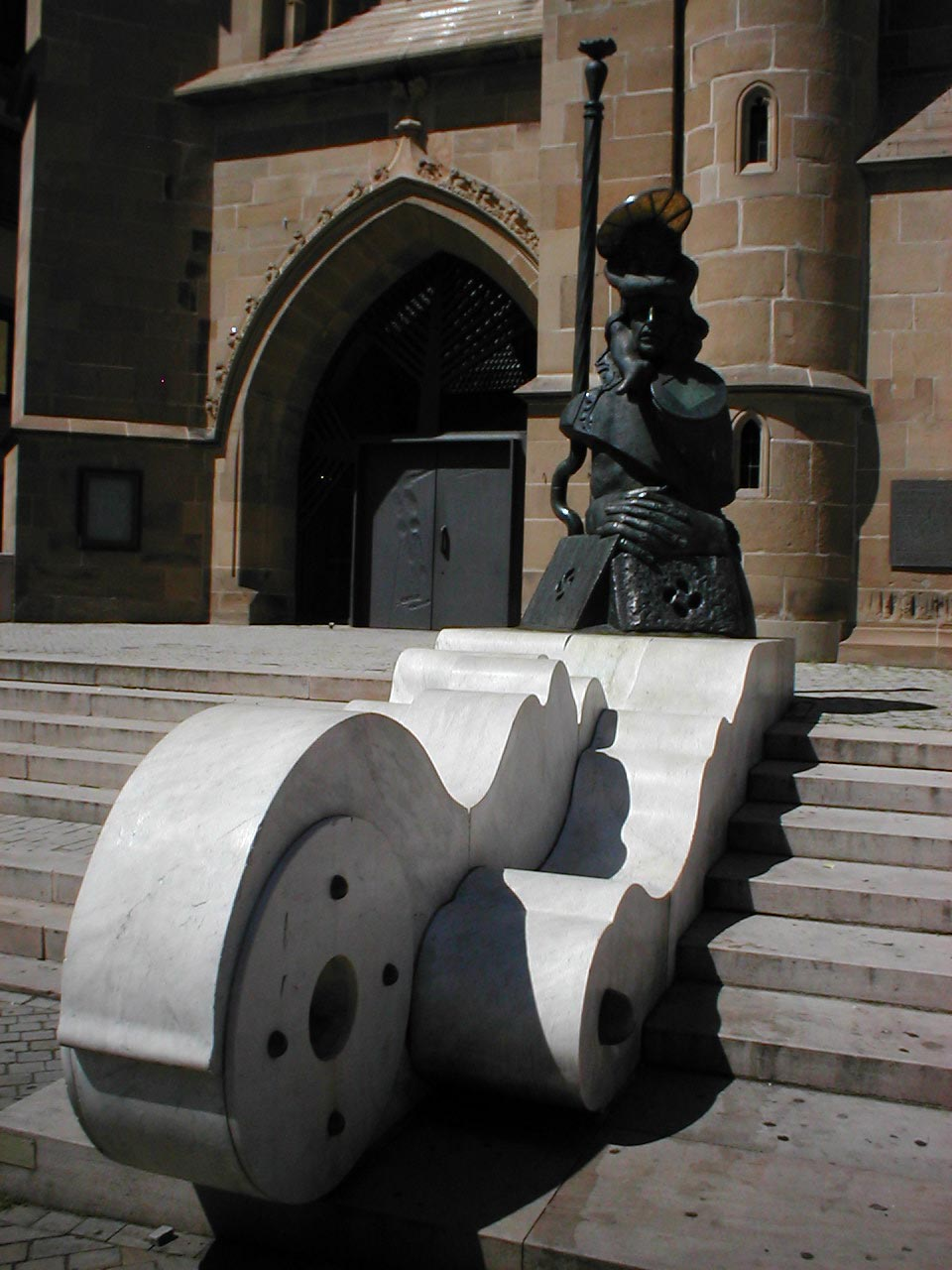
Christophorus von Jürgen Goertz an der Kilianskirche

- Die massive, 3,40 m hohe und 5,50 m tiefe Metall-Marmor-Skulptur Christophorus von Jürgen Goertz (1988) ist über die Treppenstufen des Südportals an der Kilianskirche gelegt.
- Beim Fleischhaus sind in der Kirchbrunnenstraße die Floor Pieces (1991/93) von Bettina Bürkle installiert. Die sieben aus Eisen gegossenen Teile, die 1991–93 konzipiert und 1998 gegossen wurden, gleichen riesigen Versteinerungen und weisen auf die damalige Nutzung des Fleischhauses als Naturhistorisches Museum hin. Unweit davon steht auch das bronzene, aus dem Jahr 1965 stammende Käthchen von Dieter Läpple, das einst Brunnenfigur des Käthchenbrunnens war.
- In der Verlängerung der Kirchbrunnenstraße findet man die Steinskulptur Tor verschlossen aus Bentheimer Sandstein von Michael Schoenholtz (1989). Der Künstler hatte sie für den 1987/88 neu gestalteten Kiliansplatz geschaffen, wo sie auch eine Zeit lang stand, bis man sie an ihren heutigen Standort versetzte, wo die einstige Hauptverkehrsachse die Stadtmauer durchstieß und das Neckarufer erreichte.
- Vor dem Haus der Stadtgeschichte in der Eichgasse 1 wurde am 1. März 2014 eine 2,75 Meter hohe Stauferstele von Markus Wolf eingeweiht.[2]

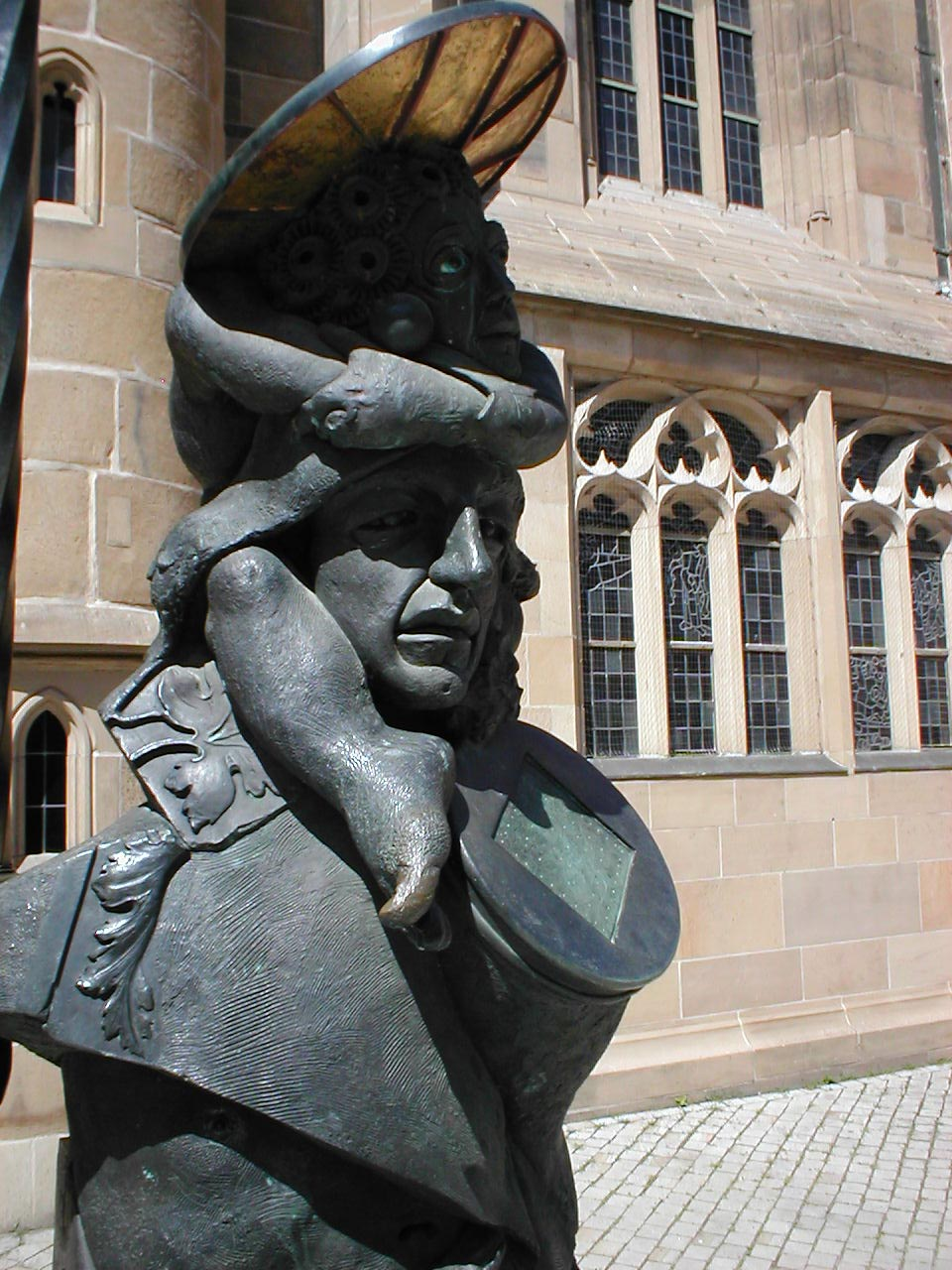
Detail der Skulptur Christophorus
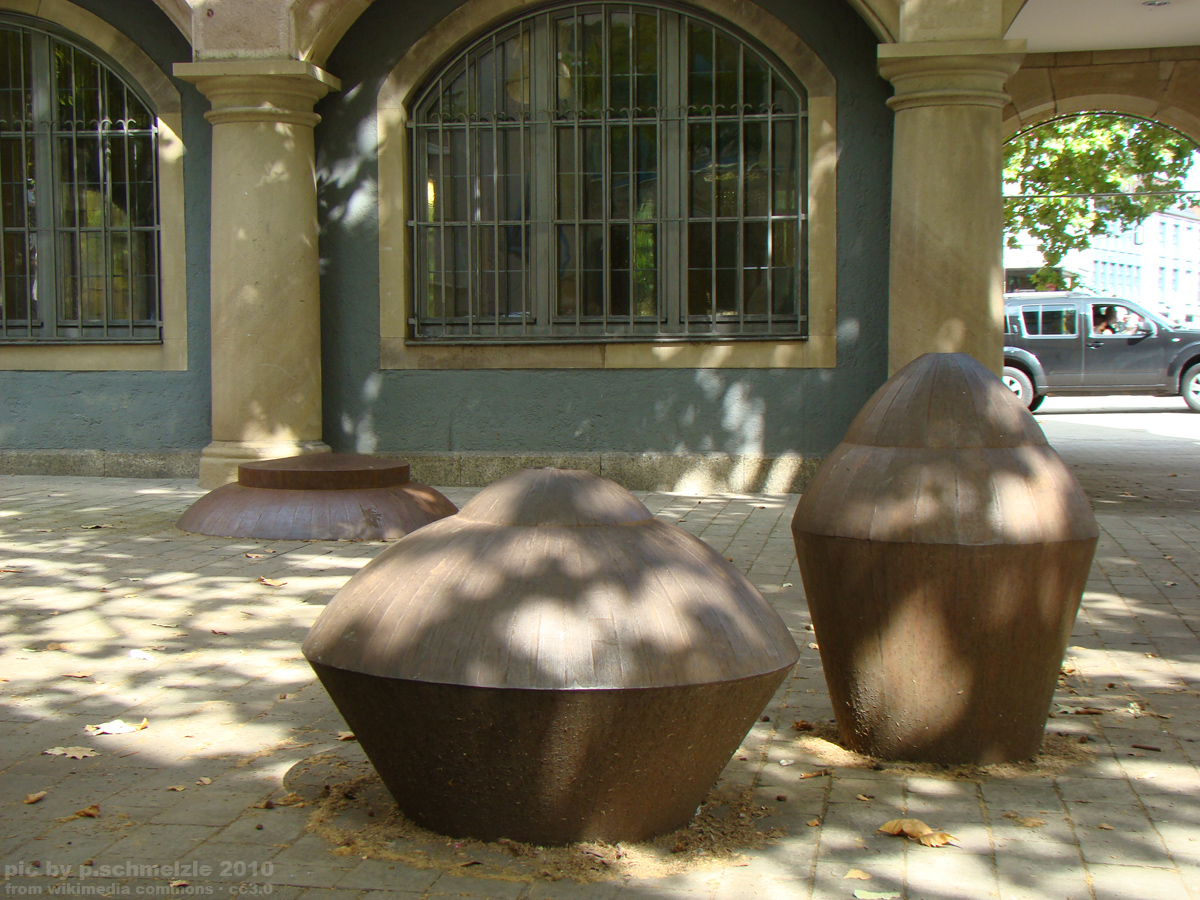
Floor Pieces von Bettina Bürkle
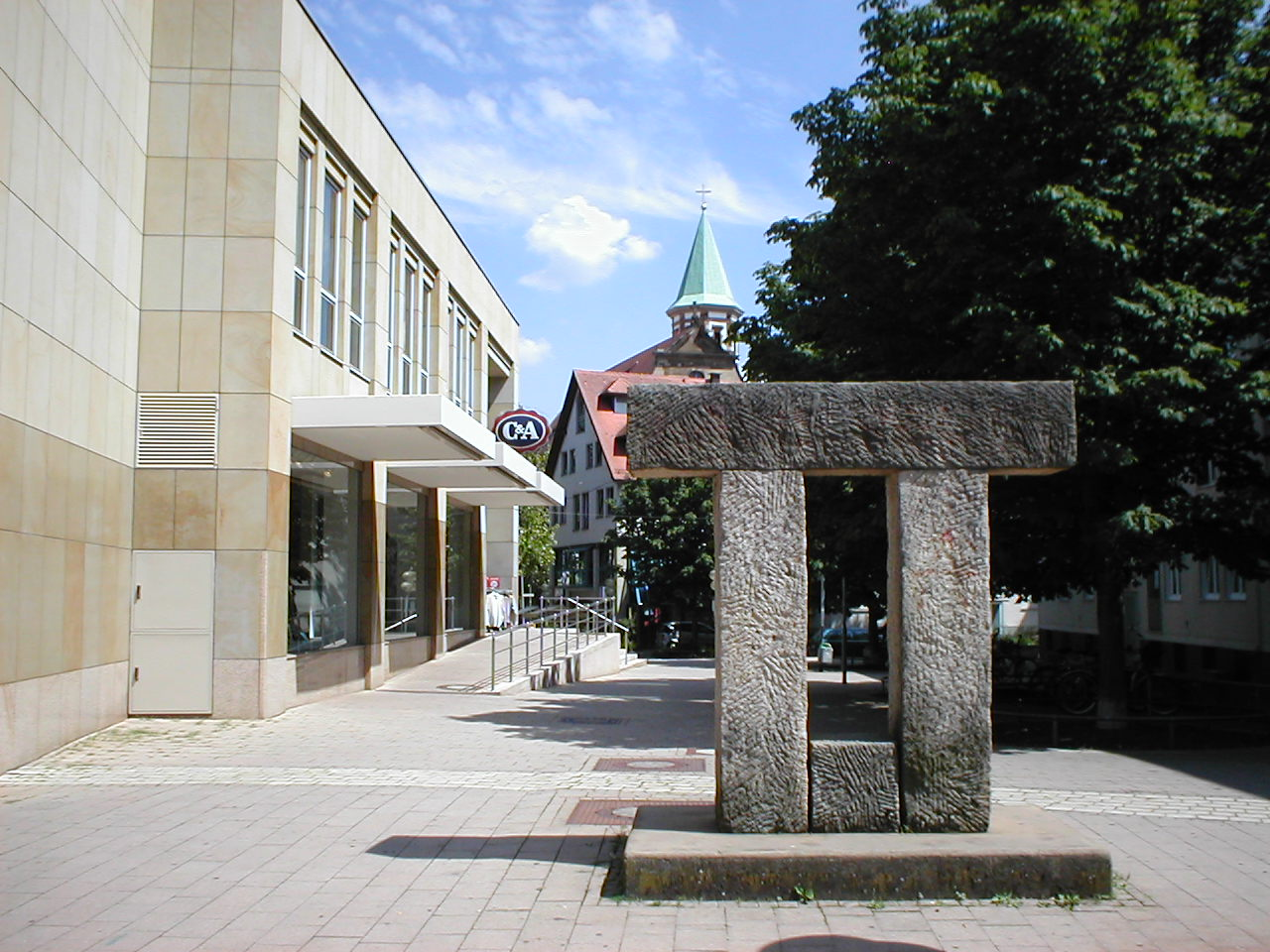
Tor verschlossen von Michael Schoenholtz
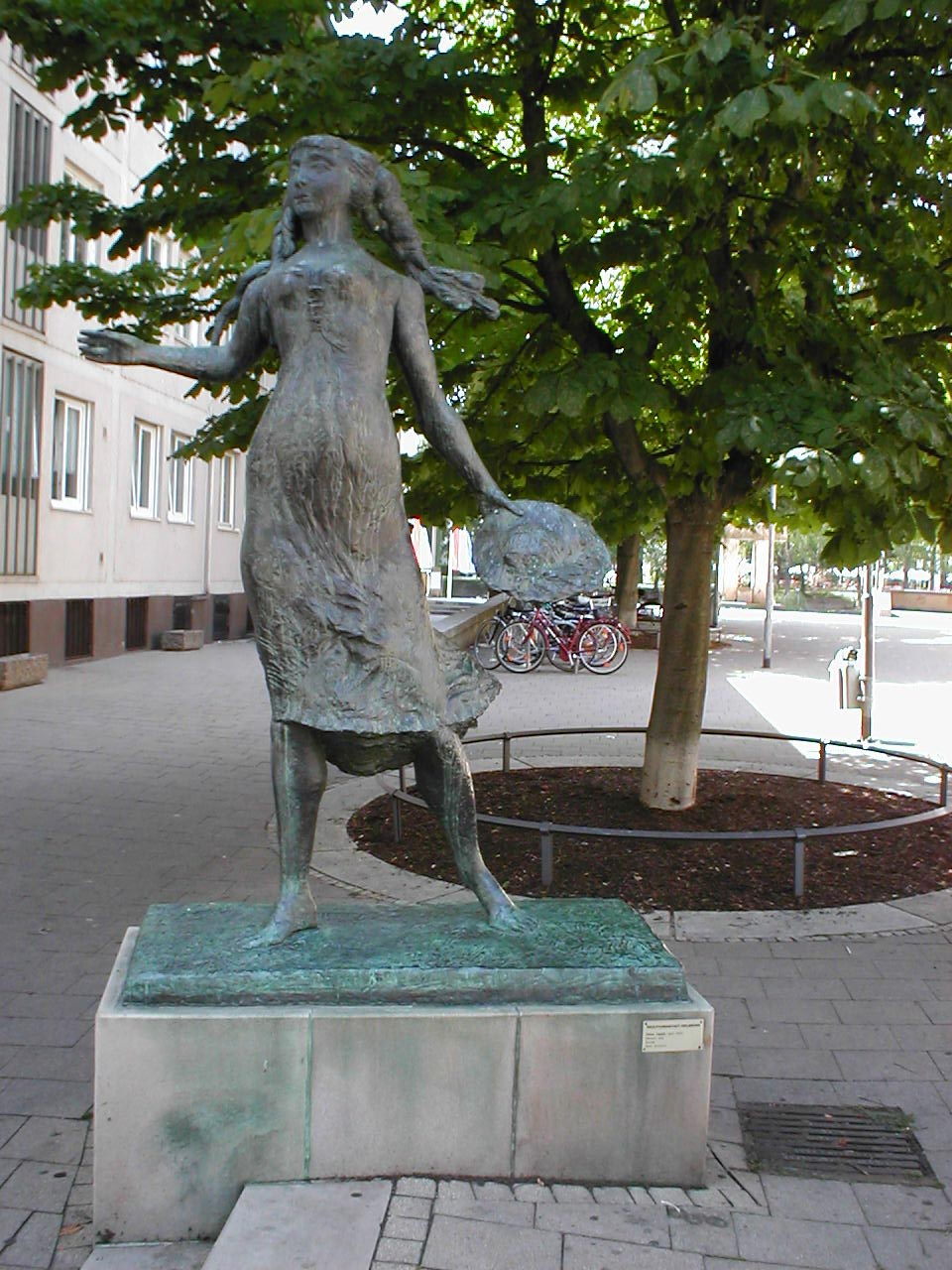
Käthchenfigur von Dieter Läpple

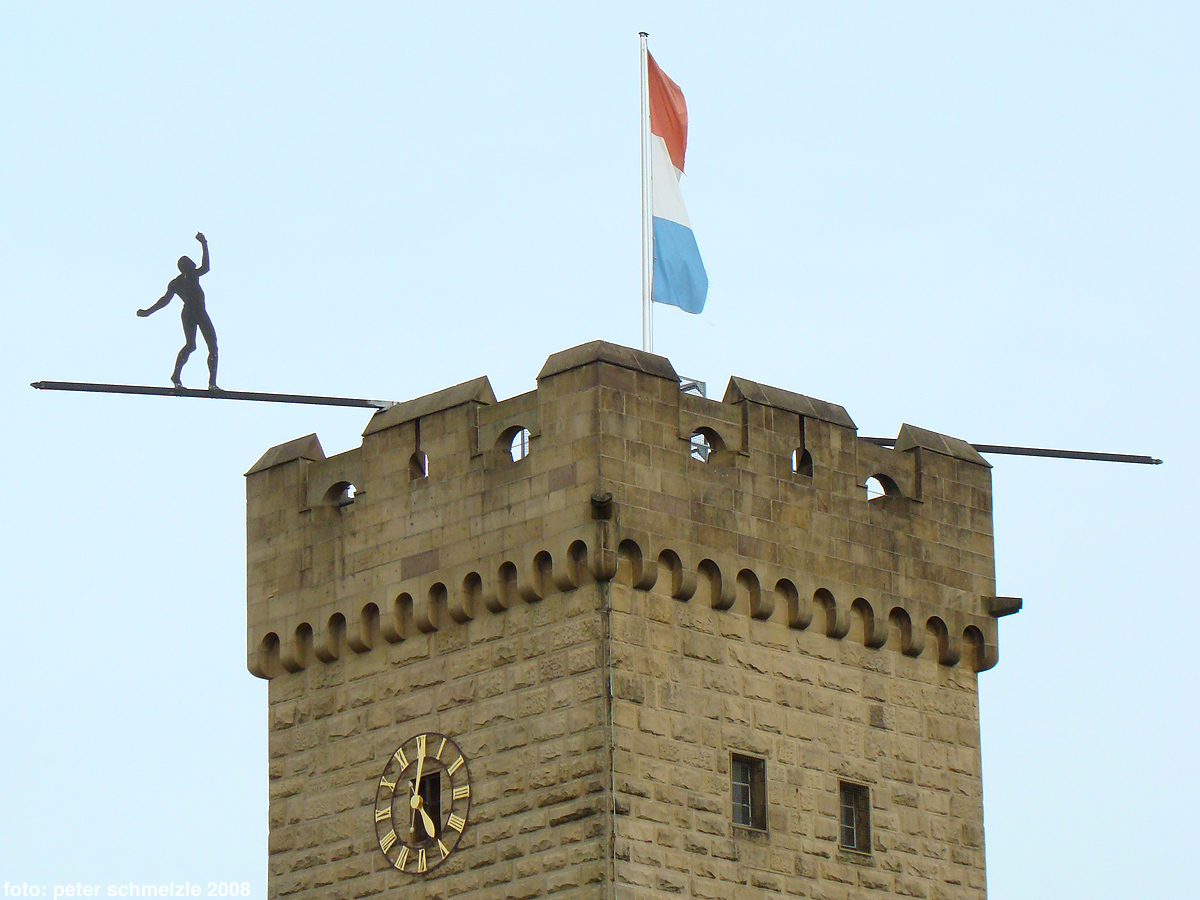
Über dem Abgrund von Hubertus von der Goltz auf dem Götzenturm

- Beim Götzenturm steht Daniel Wagenblasts Taxidriver 98 (2000), auf dem Turm selbst ist die Skulptur Über dem Abgrund (1985) von Hubertus von der Goltz angebracht. Im Deutschhof findet man die Große Pfanem von Dietrich Klinge aus dem Jahr 1999. Außerdem befindet sich dort die an ein Tor erinnernde, teilweise glasierte Großkeramik Unter der Sichel des Mondes der Keramikerin Lee Babel von 1990. Im ummauerten Hof auf der Rückseite des Gebäudes ist ein weiteres Werk derselben Künstlerin zu sehen, ebenso an der Ecke Wartbergstraße/Sichererstraße.

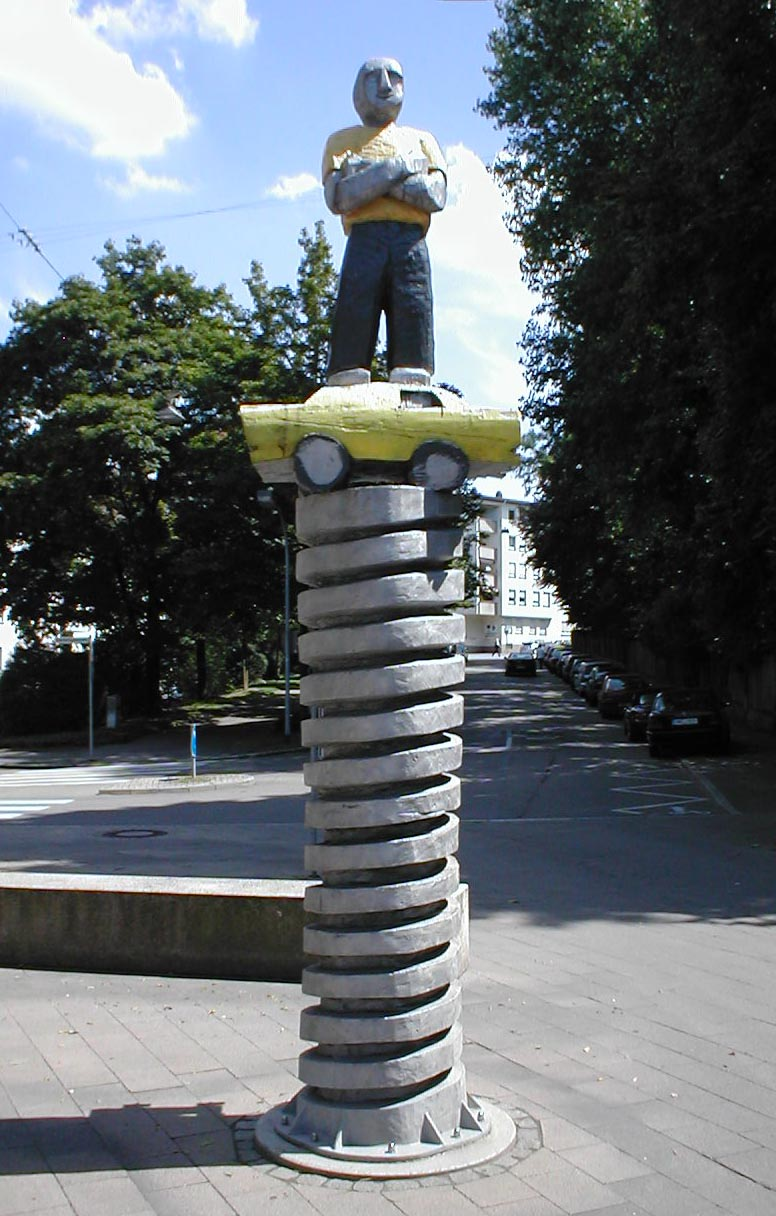
Taxidriver 98 von Daniel Wagenblast
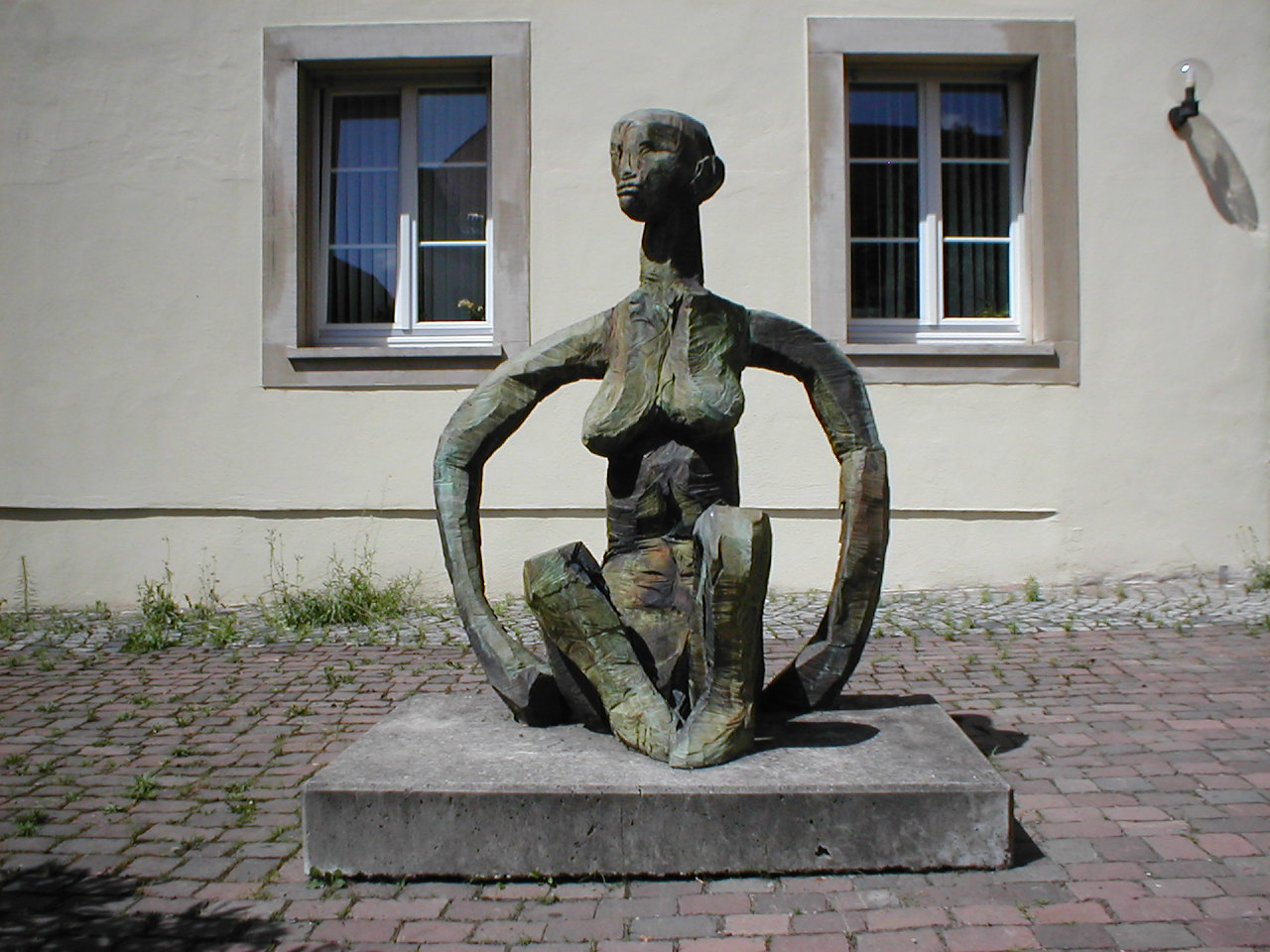
Große Pfanem von Dietrich Klinge
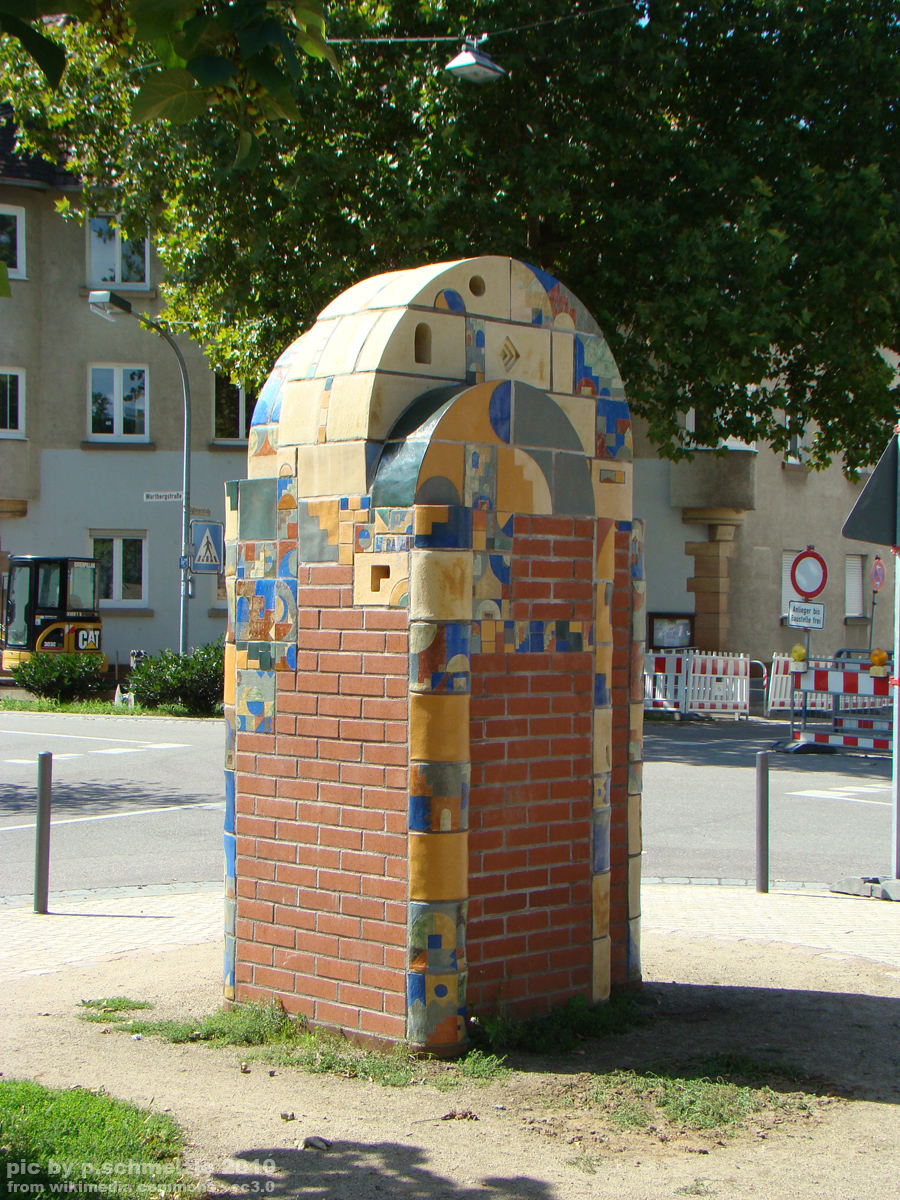
Keramik von Lee Babel an der Wartbergstraße

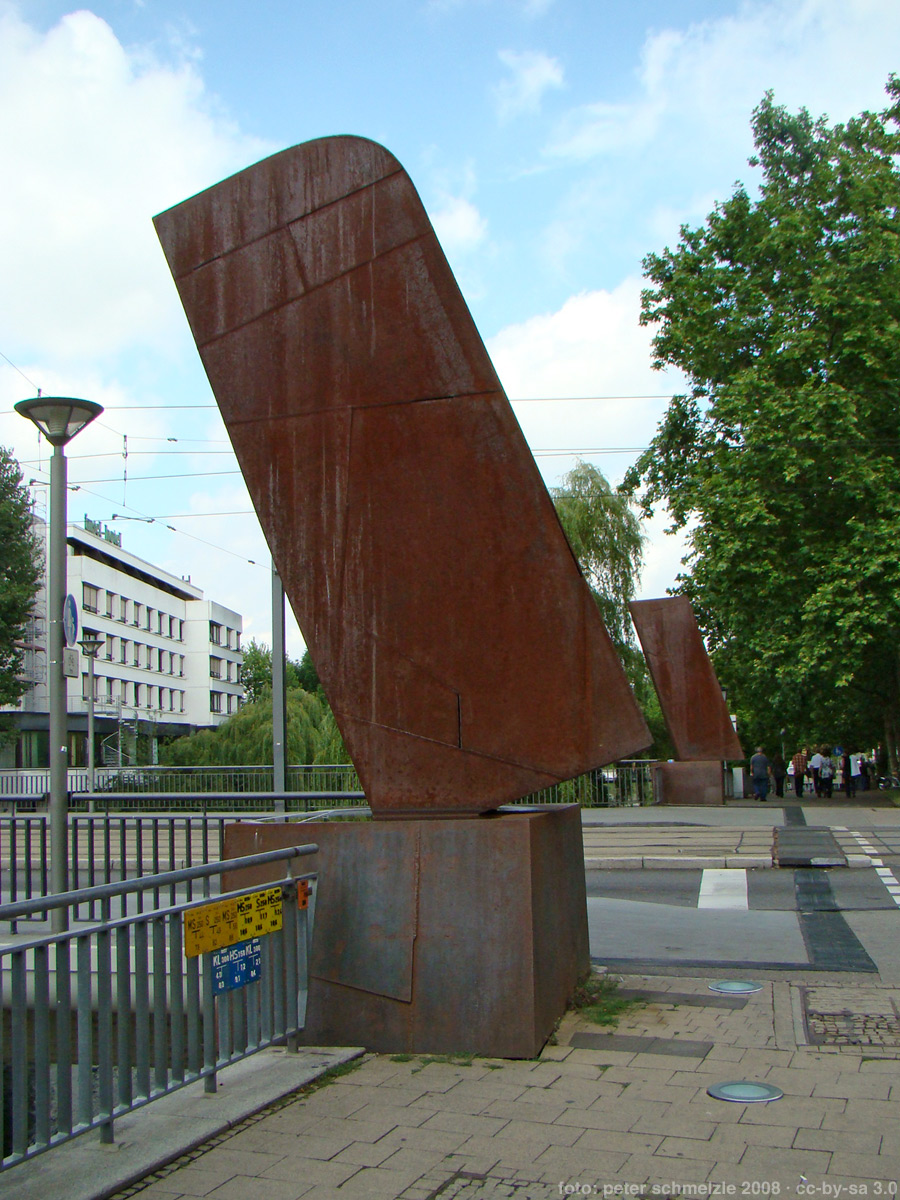
Brückenköpfe von Franz Bernhard (Bildhauer)

- Beidseits der Friedrich-Ebert-Brücke wurden 1997 und 2001 die jeweils etwa fünf Meter hohen Brückenköpfe von Franz Bernhard aus COR-TEN-Stahl aufgestellt. Auf der Friedrich-Ebert-Brücke befindet sich der Erfolgreiche Hase (Goldene Hase) (2007) von Heinrich Brummack: ein aufgerichteter vergoldeter Hase angelt von einem roten Podest aus.
- Auf der von der Brücke überspannten Bleichinsel befinden sich mehrere zeitgenössische Stahlskulpturen vor der Galerie Rieker sowie die bronzene Schwimmerin von Waldemar Grzimek (1959) vor dem Insel-Hotel. Auf der Bleichinsel befindet sich außerdem bereits seit 1960 der Flößer des Stuttgarter Bildhauers Karl Calwer von 1930, den er für die Wasser- und Schifffahrtsdirektion Stuttgart entworfen hat. Flößerei in Heilbronn war gleichermaßen wichtig und schwierig. Durch die unpassierbaren Wasserwege und die vielen Mühlräder war die Floßfahrt lange Zeit fast unmöglich. Erst im 15. Jahrhundert konnte mit der Errichtung der Floßgasse zwischen Bleichinsel und Hefenweiler ein ungehinderter Fahrweg auf dem Neckar geschaffen werden.

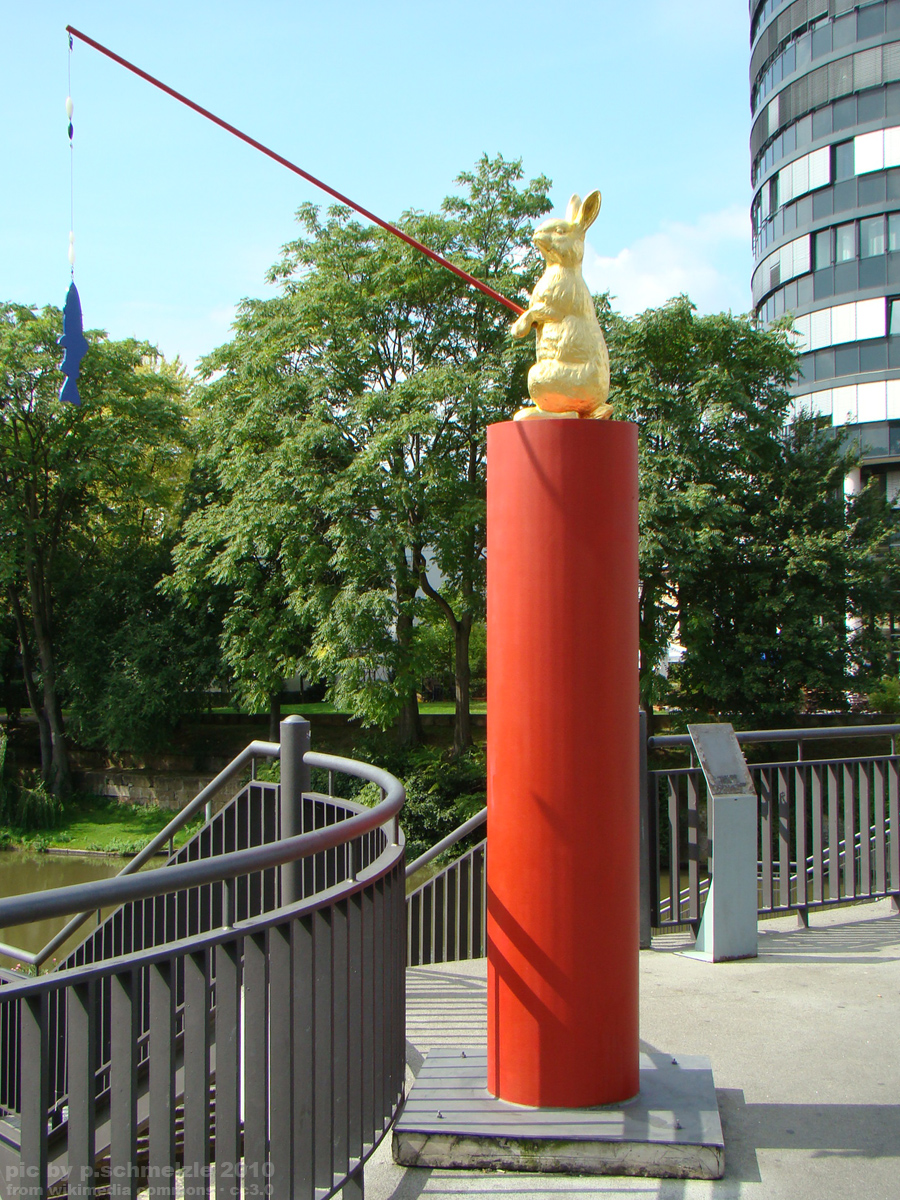
Erfolgreicher Hase von Heinrich Brummack
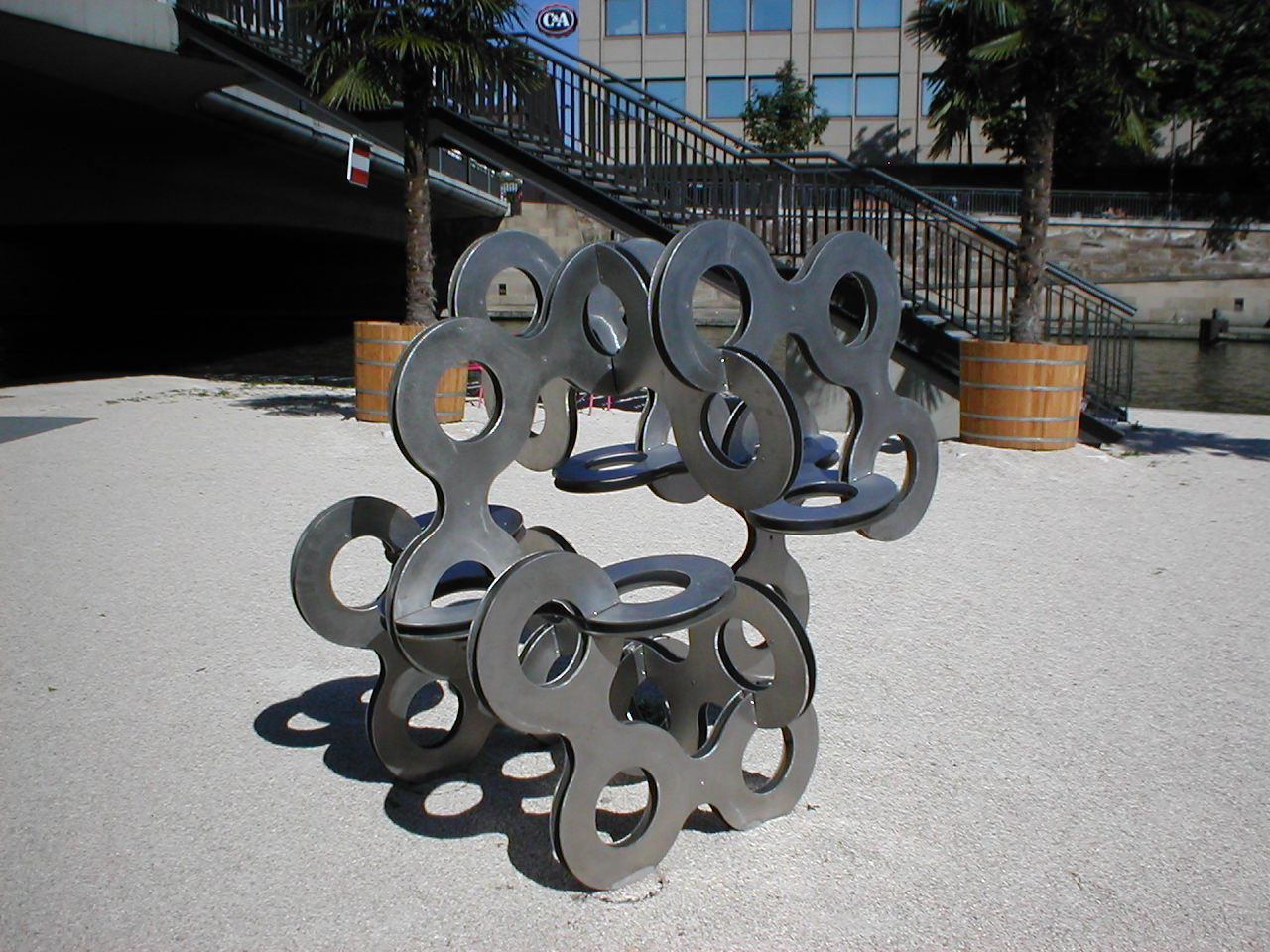
Stahlskulptur vor Galerie Rieker
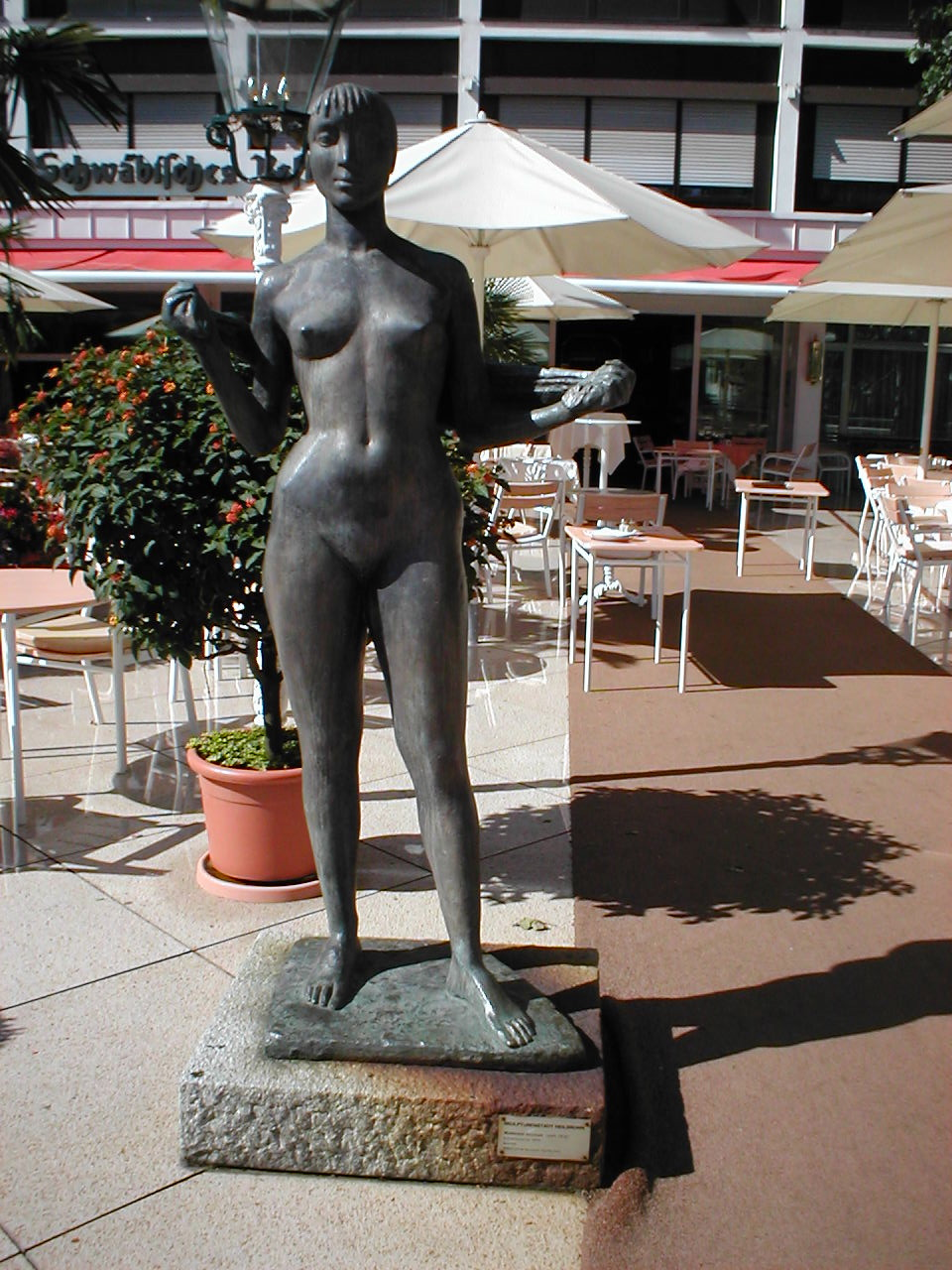
Schwimmerin von Waldemar Grzimek
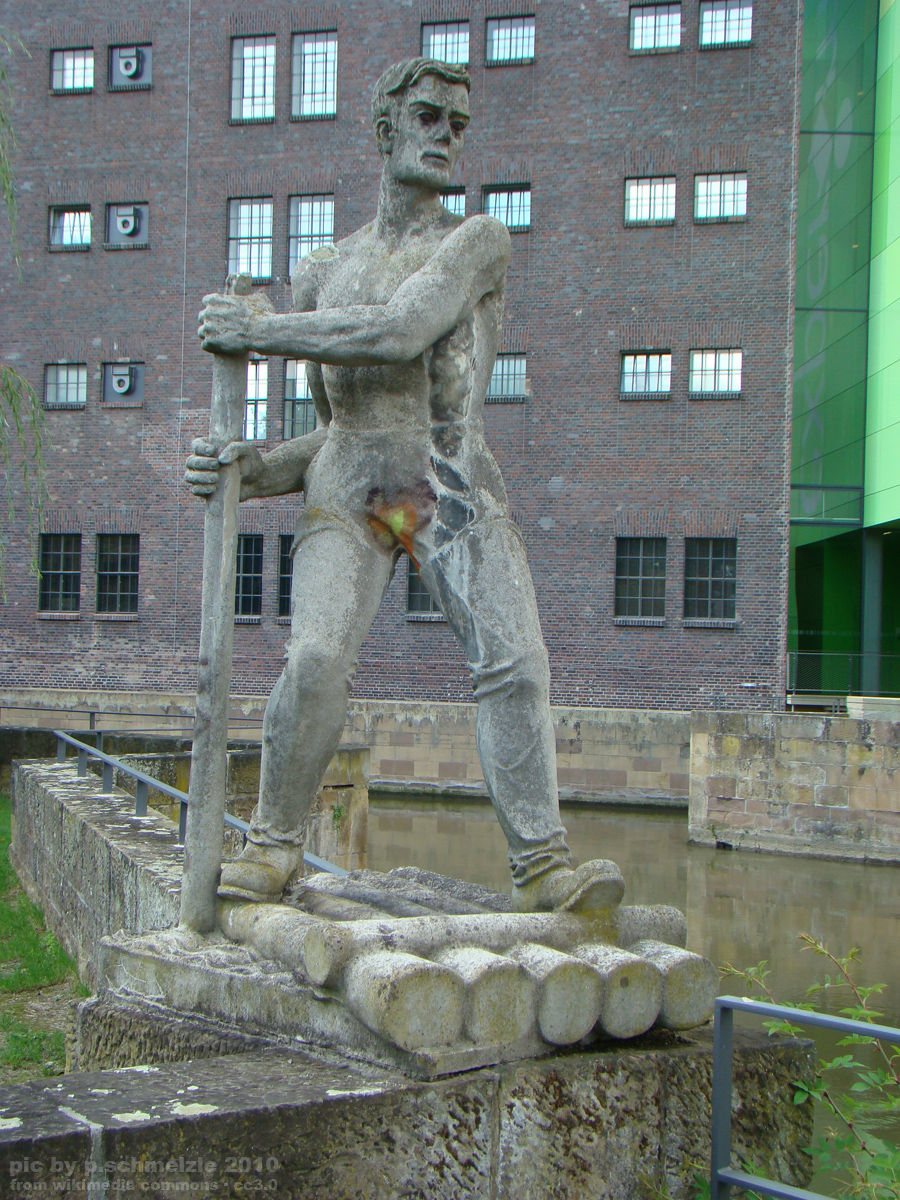
Flößer von 1930 auf der Bleichinsel

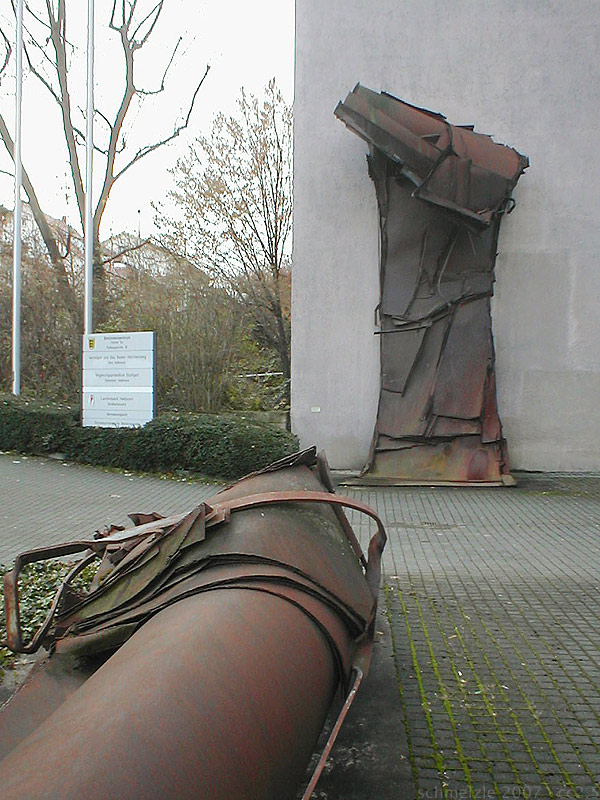
Fleiner Tor von Erwin Wortelkamp

- Gegenüber dem Heilbronner Hauptbahnhof befindet sich die Skulptur Konvex/Konkav von Renate Hoffleit aus Bronze und Granit (1989/93). Die Arbeit ist der zweite von drei Güssen einer ursprünglich für das Hakone-Open-Air-Museum in Japan entstandenen Bronzeplastik.

- Vor dem ehemaligen Fernmeldeamt auf dem Sonnenberg befindet sich die Stahl- und Plexiglas-Skulptur mit Wasserspiel Satelliten (1986) von Gottfried Gruner. Das Objekt zählt zur späten Werkphase Gruners, in der er sich mit transparenten und beweglichen abstrakten Objekten beschäftigte. Arbeiten aus früheren Werkphasen sind an anderen Orten in Heilbronn zu sehen.
- Die Stahlskulptur Fleiner Tor am Behördenzentrum beim Wollhaus stammt von Erwin Wortelkamp. Die zweiteilige Arbeit ist die vermutlich größte Skulptur in Heilbronn: ein sieben Meter hohes, grob aus Platten zusammengeschweißtes Objekt lehnt sich an ein Gebäude, davor liegt ein weiteres, zwölf Meter langes und spitz auf das erste zulaufendes Objekt, das in gleicher Technik gefertigt ist. Zwischen den zwei Teilen der Skulptur betritt man den Innenhof des Behördenzentrums, in dem die Zwei Behördensessel (1983) von Ingeborg Schäffler-Wolf auf betreppten Betonsockeln sitzen. Es sind aus Eibenhecken geformte, kantige und blockartige Gebilde, die nach Platzierung und Gestalt an mittelalterliche Herrscherthrone erinnern. Die Obersulmer Textilkünstlerin hat auch einen Seidengobelin im Inneren des Behördenzentrums gestaltet.

- Vor der Neuen Hauptpost in der Bahnhofstraße 12 befand sich in den Jahren 1990 bis 2017 die Skulptur Postsache von Ernst Günter Herrmann. Die Arbeit aus zwei dunklen Granitplatten war 2,80 Meter hoch, 4,50 Meter tief und standen in einer 13 m langen Marmorschiene. Die beiden Granitplatten saßen wie „überdimensionale Schmetterlingsflügel auf langen Marmorsockeln“.[3] Das Kunstwerk gehörte der Deutschen Post AG, wurde jedoch wegen ihrer Größe und ihrer Aufstellung im öffentlichen Raum in den Skulpturenkatalog der Stadt aufgenommen. Vor wenigen Jahren wurde die Skulptur, inklusive benachbartem Post-Gebäude, von privater Hand erworben. Aus Gründen der Verkehrssicherheit wurde die Skulptur Postsache im März 2017 entfernt und wurde auf das Betriebsgelände in Leingarten gebracht. An ihrer Stelle steht seitdem die Skulptur Torso des Güglinger Bildhauers Gunther Stilling. Stillings Skulptur Torso stand seit 2014 an der Volksbank.[4]

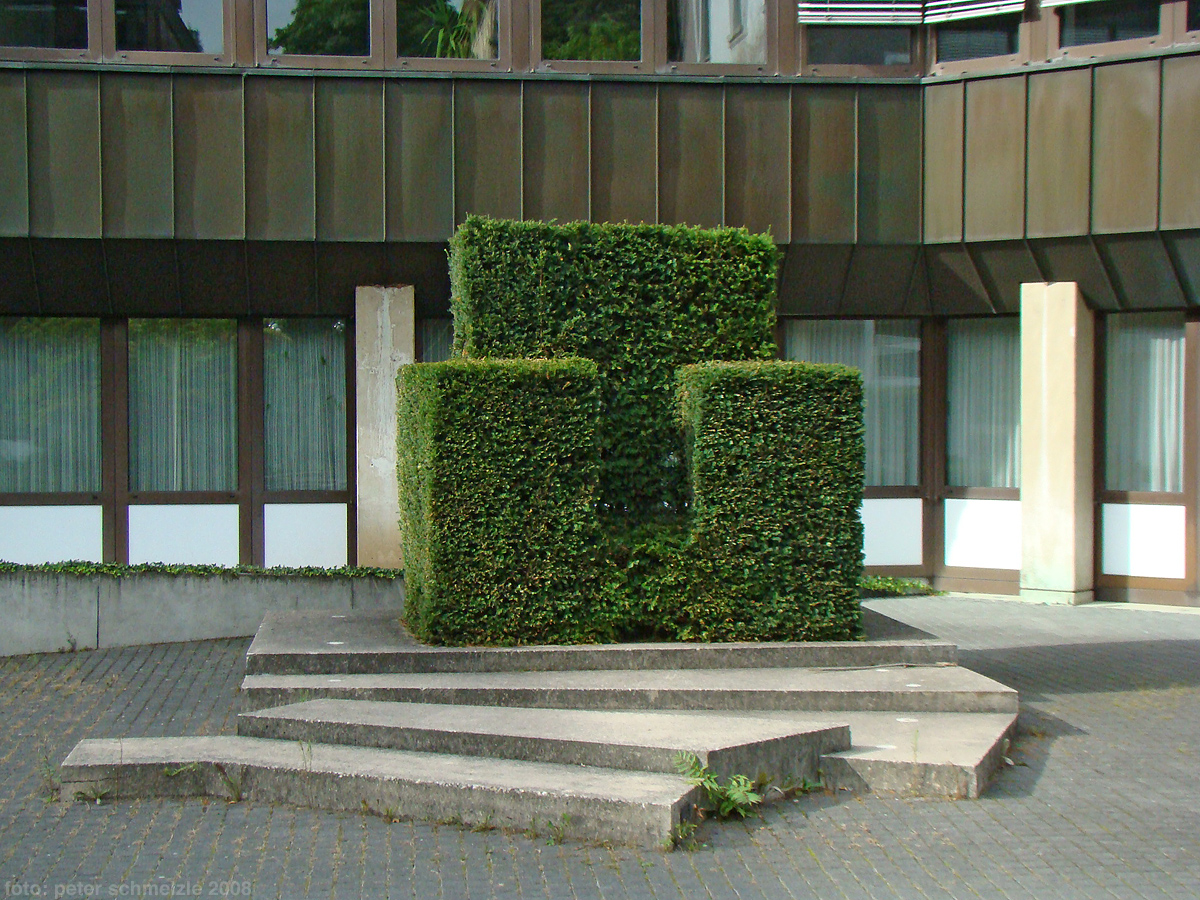
Behördensessel von Ingeborg Schäffler-Wolf
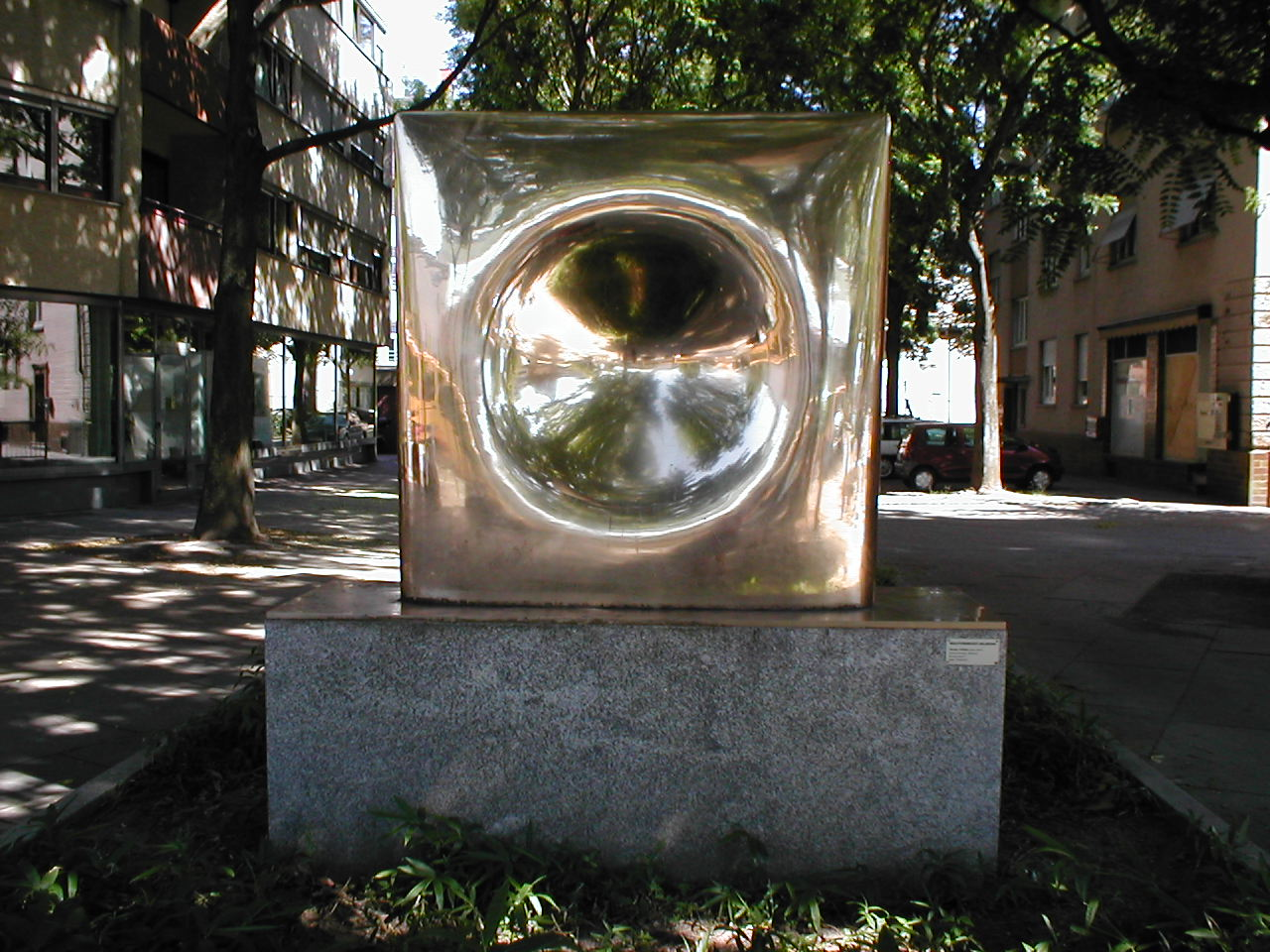
Konvex/Konkav von Renate Hoffleit
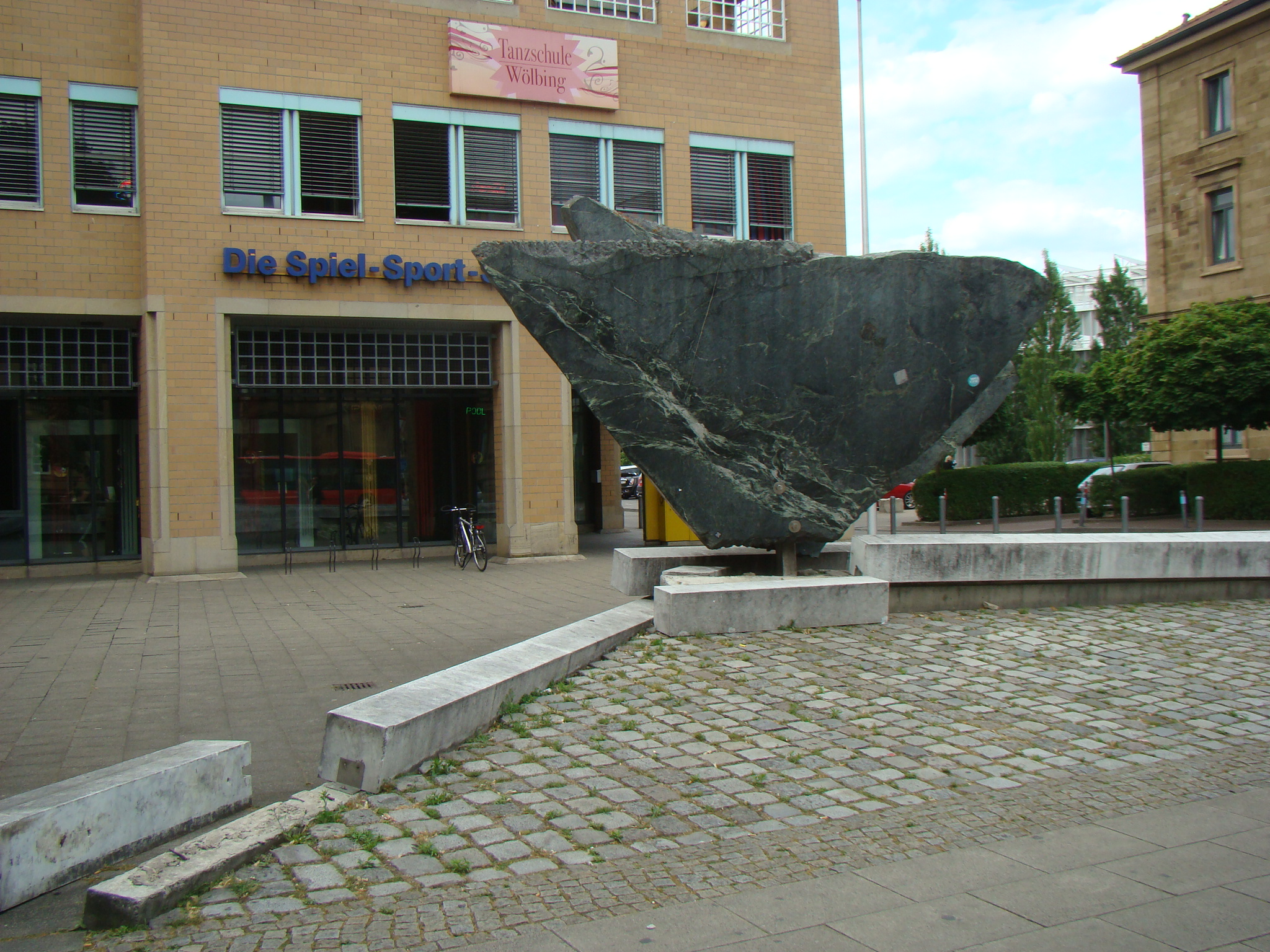
Postsache von Ernst Günter Herrmann
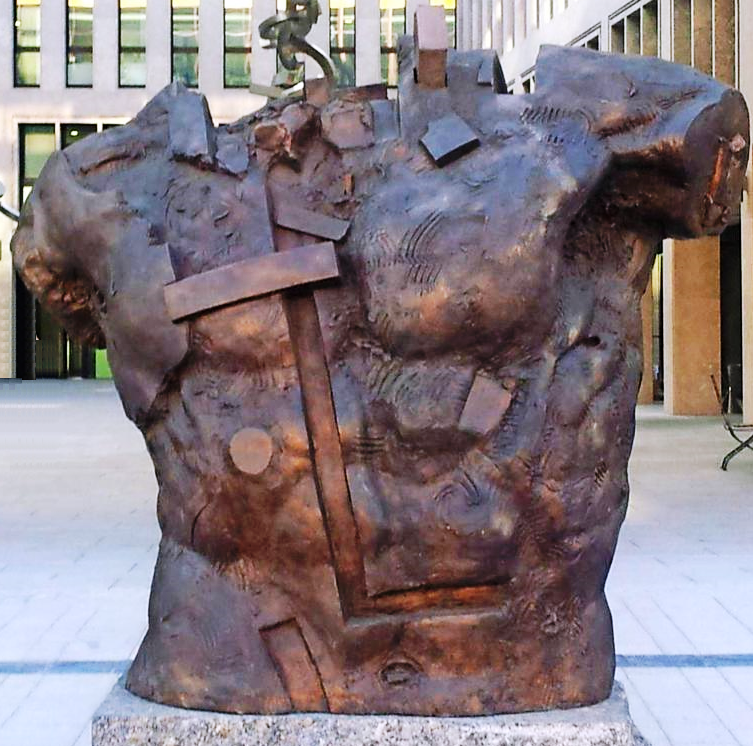
Torso von Gunther Stilling
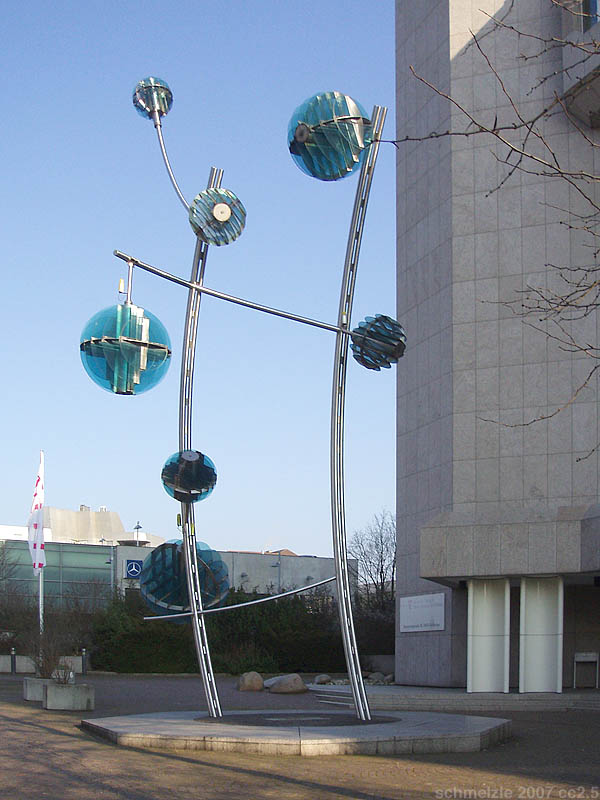
Satelliten von Gottfried Gruner

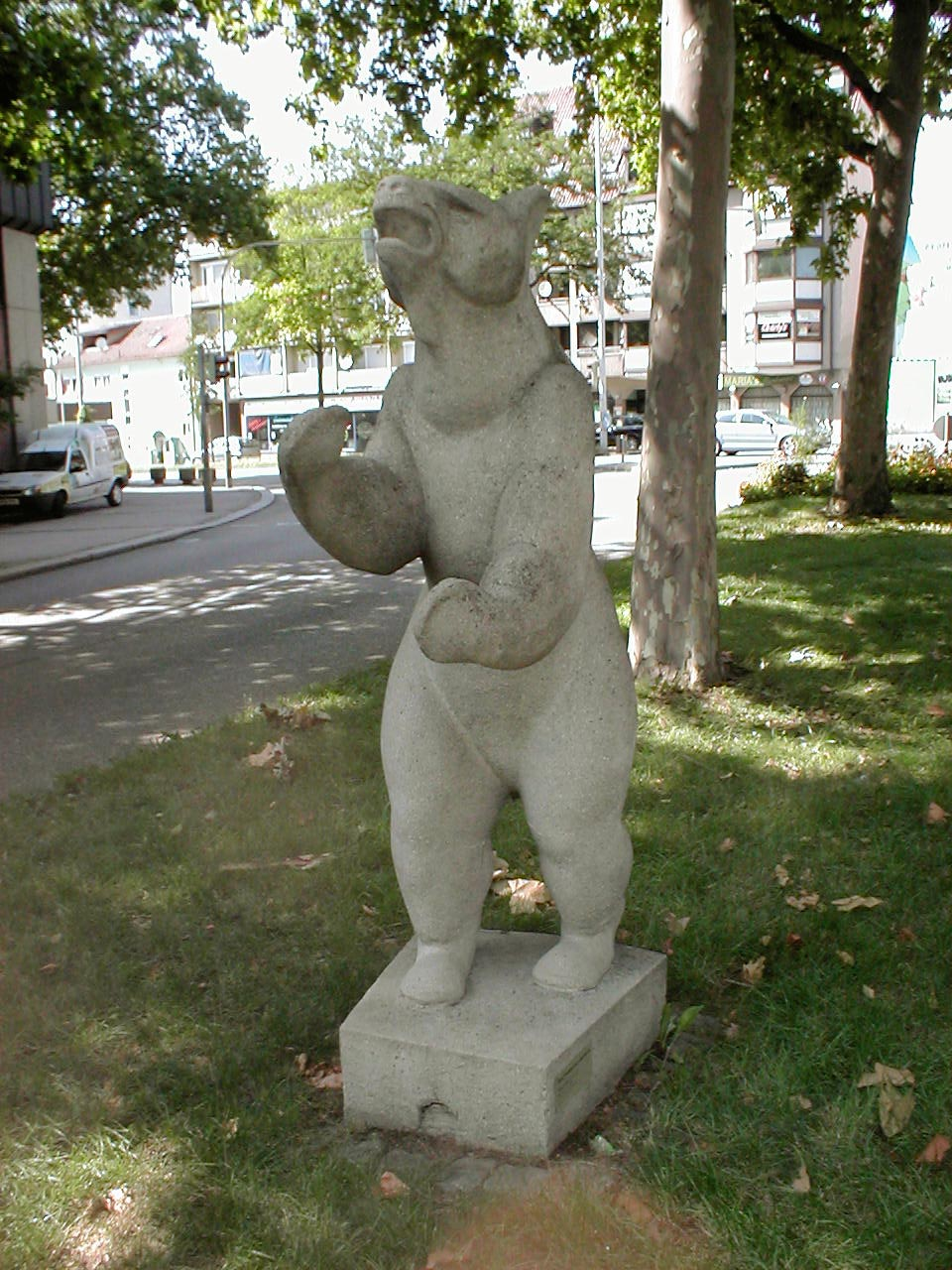
Berliner Bär von Ernst Kibler

- Auf dem Mittelstreifen der Allee beim Theater stand von 1981[5] bis zum 27. Januar 2011 der Berliner Bär von Ernst Kibler (9. November 1901 in Stuttgart; † 1976 ebenda)[6], einst Teil des am 13. Mai 1960[7] eingeweihten Bärenbrunnens. Ernst Kibler wurde als jüngster Sohn von Karl Wilhelm Friedrich Kibler (1871–1937) und Hedwig Zeller (1870–1836) geboren und studierte an der Kunstakademie in Stuttgart und in Berlin unter dem Bildhauer Georg Kolbe (1877–1947). Er war mit Luba Herschensohn (1898–1946) verheiratet und lebte in Stuttgart. Seine Arbeiten waren von Ernst Barlach (1870–1938) beeinflusst.[8][9][10] Danach befand sich die Figur in der Stadtgärtnerei auf den Böllinger Höfen (Stand April 2016). Wilfried Hajek „etwas flapsig gesprochen: Er liegt noch im Winterschlaf, wohl bis April“.[11] Die Figur soll wieder auf den Berliner Platz zurückkehren, doch zuvor müssten laut Hajek ihm „noch die Reißzähne gezogen werden, damit er nicht mehr so gequält und bärbeißig dreinschaut“.[12] Am Mittwoch, dem 21. Dezember 2016, wurde die Figur auf dem Heilbronner Berliner Platz vor dem Heilbronner Stadttheater aufgestellt. Museumsdirektor Marc Gundel bezeichnete die Figur als „unseren Problembär“.[13]

- Nahe dem Heilbronner Stadttheater befindet sich Rainer Bergmanns Steinskulptur Befreiung aus Gauinger Travertin aus dem Jahr 1991 sowie die knapp vier Meter hohe Metallskulptur Orpheus von Gunther Stilling von 1982, die namengebende Figur scheint hier unter dem Bogen eines kleinen H (für Hades) hervorzukommen.

- Unweit des Theaters hängt in der Weinsberger Straße die Intervention P (1994) von Christian Hasucha. Es ist ein in 15 Zentimeter Höhe über Straßenniveau an einem Verkehrsschild befestigtes Metallpodest von 40 Zentimeter Durchmesser und der letzte Überrest einer von Hasucha in den Jahren 1990 bis 1994 durchgeführten Kunstreihe in Heilbronn, Köln und Graz.

- Vor dem Theodor-Heuss-Gymnasium in der Gymnasiumstraße befindet sich die Bronzefigur Jüngling (1958) von Gottfried Gruner. Diese auch Schlotterle genannte Figur[14][15] zählt zur frühen Werkphase Gruners, in der er figürliche Darstellungen bevorzugte. Derselbe Künstler schuf 1957 auch den Betonguss Läufer im Hof des Mönchsee-Gymnasiums sowie die Skulpturen für die Eingangshalle der Heilbronner Handelsschule Handel – Heilbronn und die Welt, die in Lindenholz eine chinesische Wasserträgerin, einen Wagenzieher und chinesische Schriftzeichen darstellen.[16]

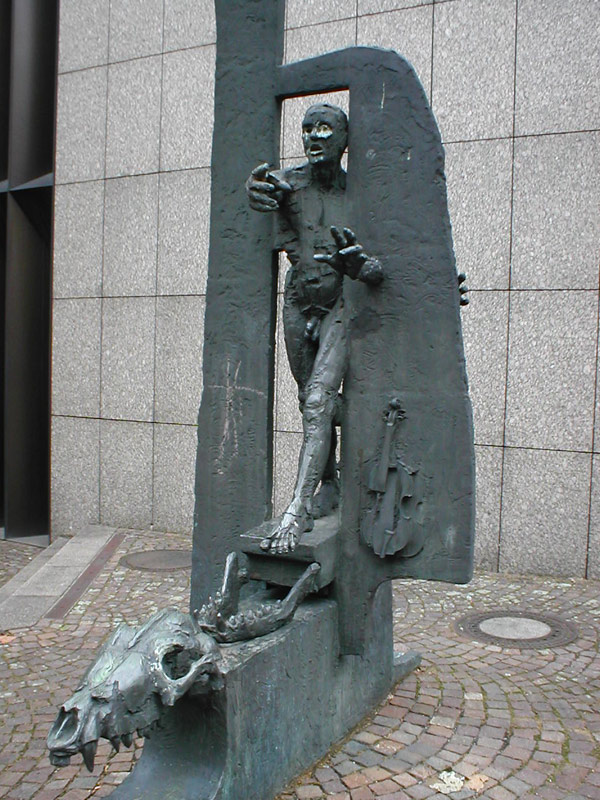
Orpheus von Gunther Stilling beim Stadttheater
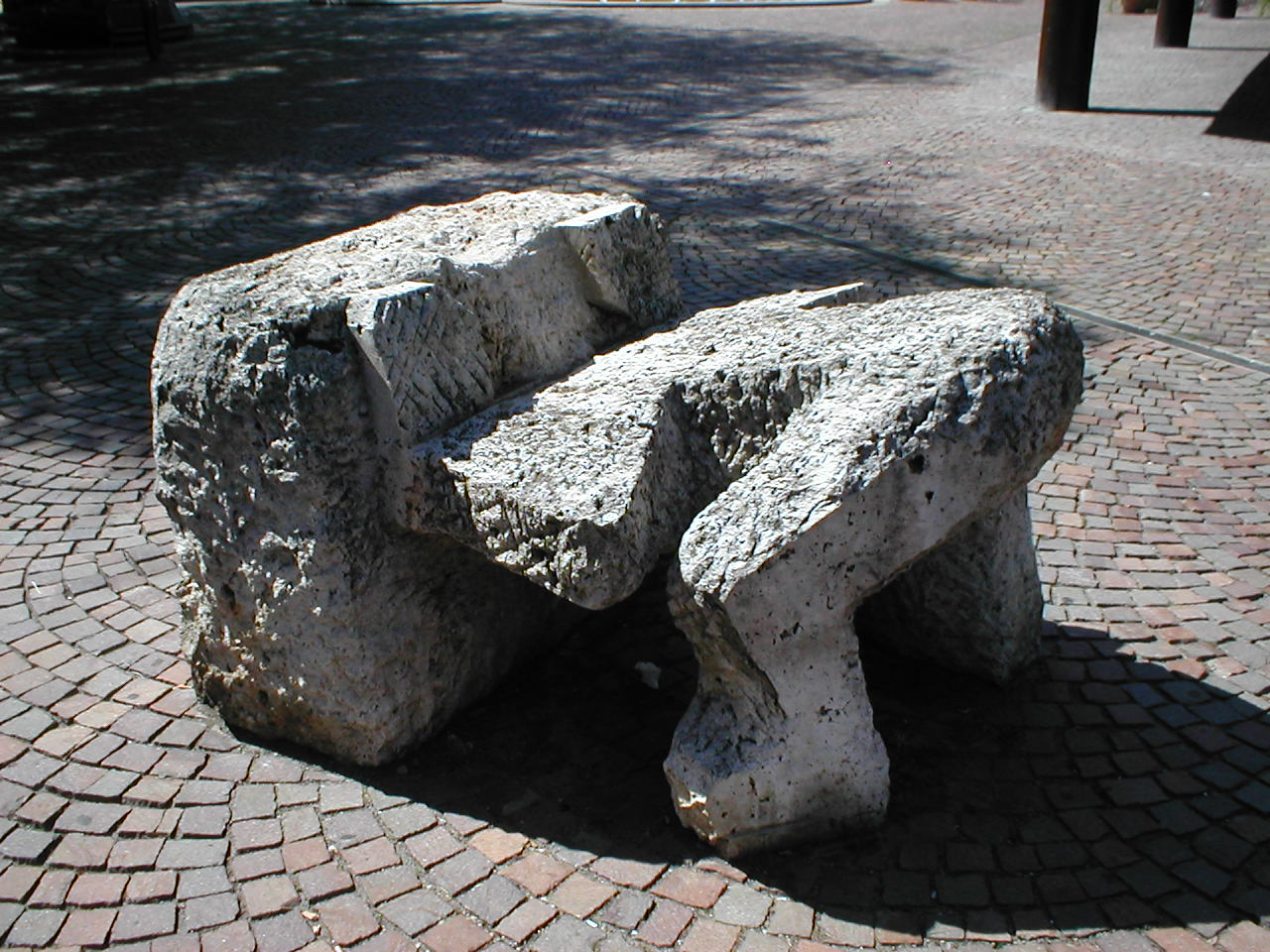
Befreiung von Rainer Bergmann
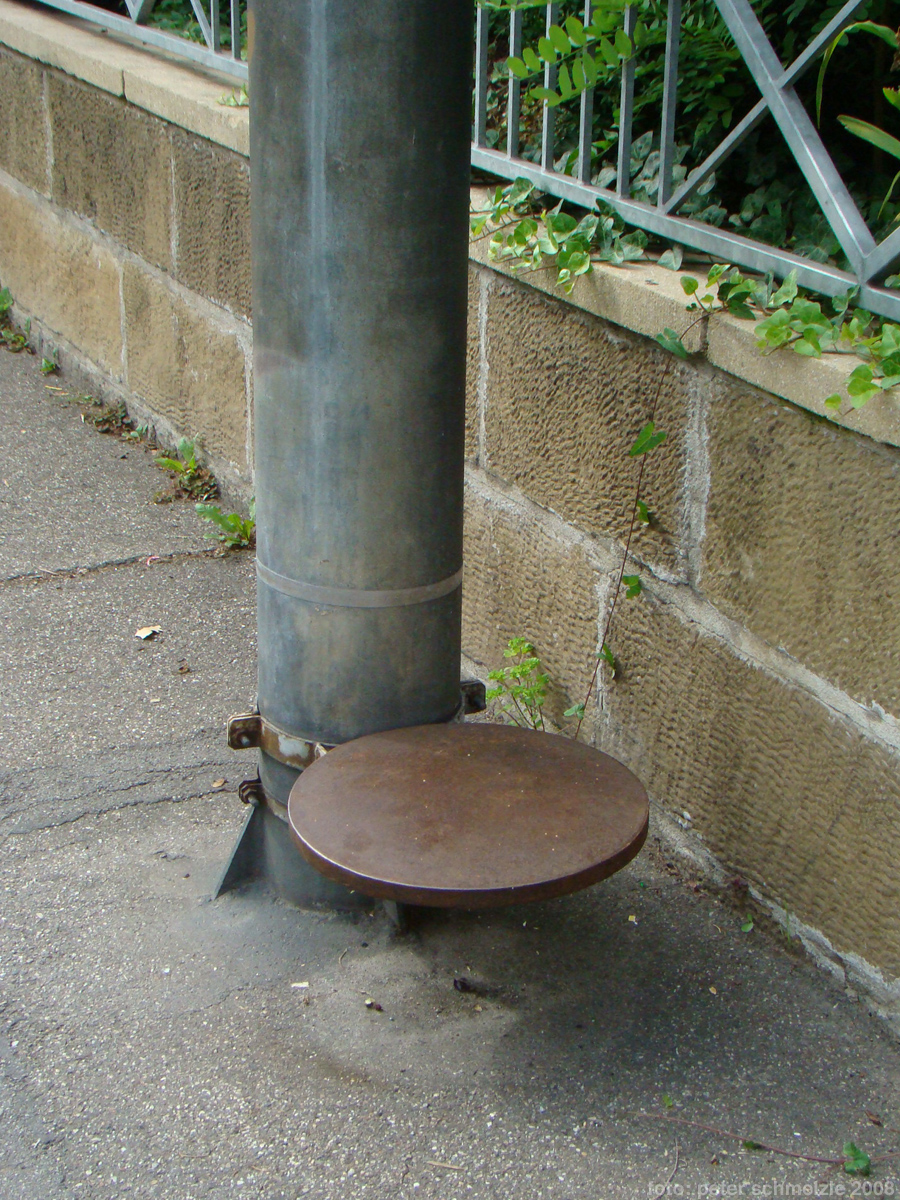
Intervention P von Christian Hasucha
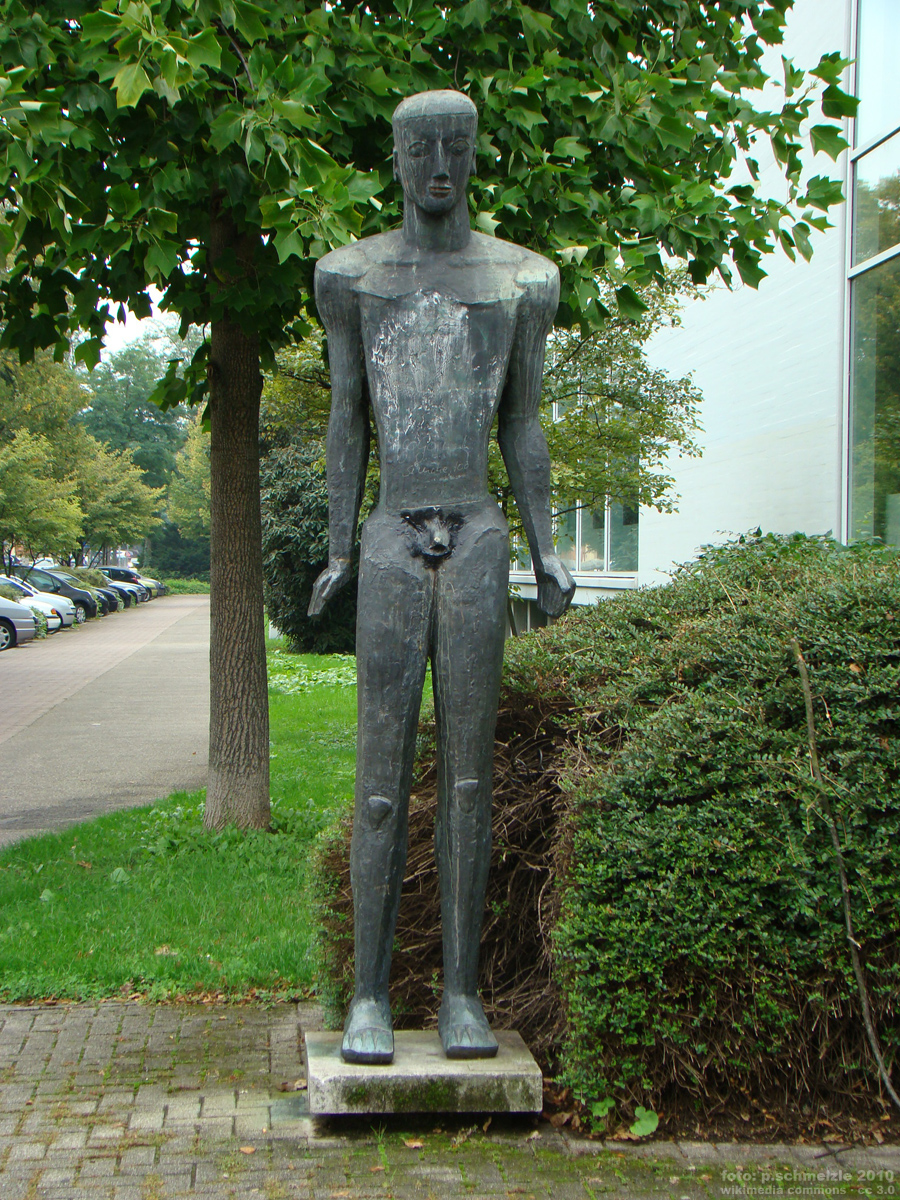
Jüngling von Gottfried Gruner

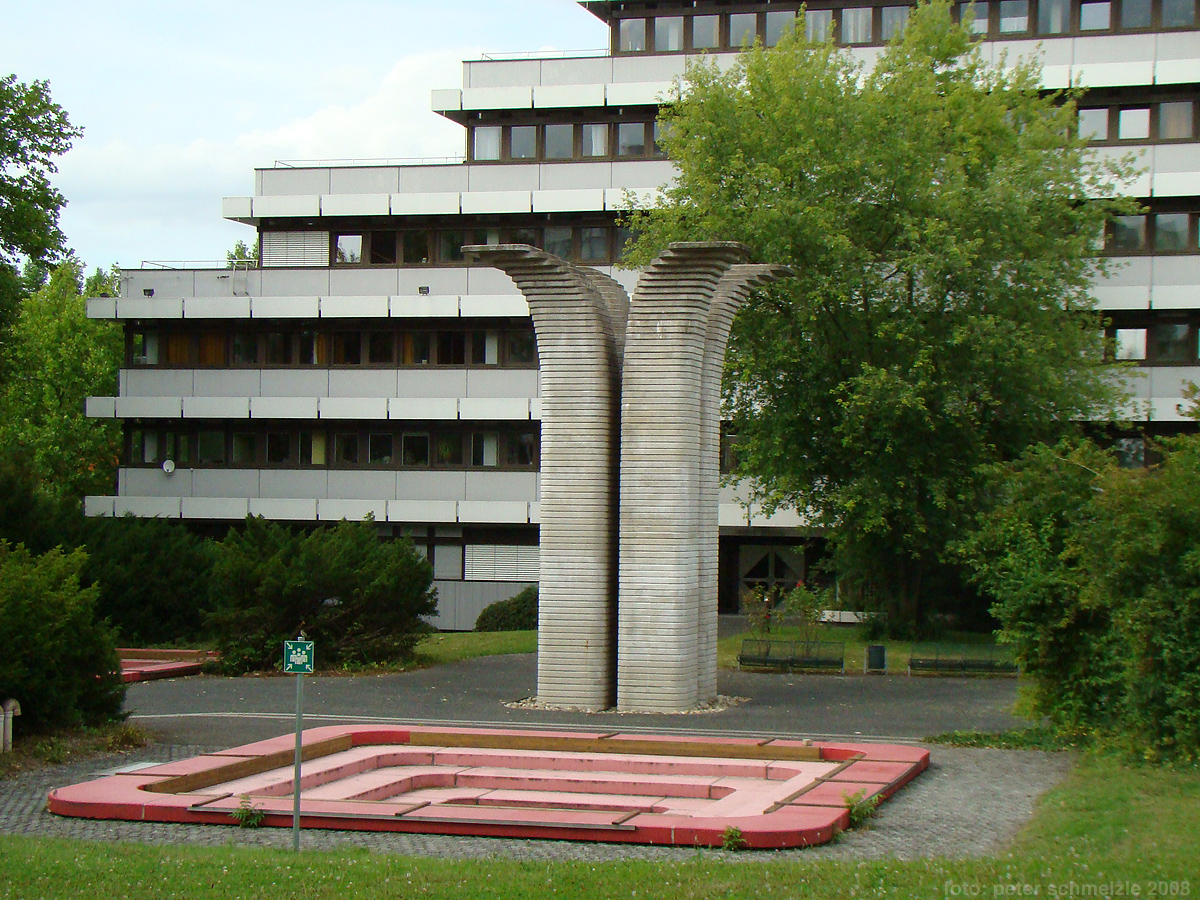
Heilbronner Kapitell von Thomas Lenk beim Polizeipräsidium

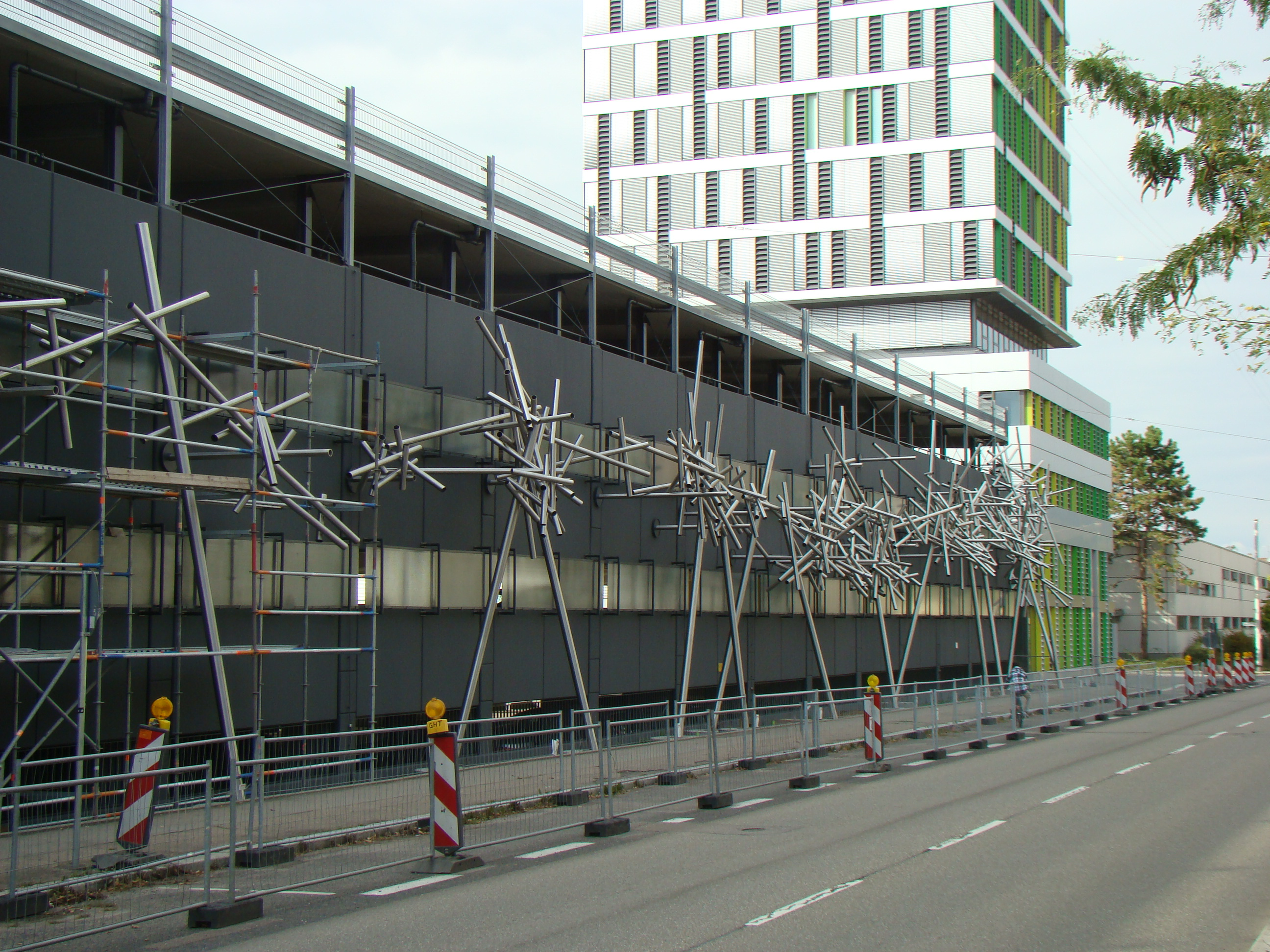
Skulptur von Gunther Stilling am Parkhaus des Landratsamts

- Zwischen Polizeidirektion und Finanzamt ist das Heilbronner Kapitell (1977) von Thomas Lenk aufgestellt. Die 8,60 Meter hohe Plastik besteht aus quadratischen Betonplatten mit abgerundeten Ecken, die durch zentrifugalen Versatz zu einem Bündel von vier im unteren Teil parallelen Säulen aufgeschichtet sind, die oben jeweils über die äußere Kante auskragen.

- Vor dem Landratsamt befindet sich die von Karl-Henning Seemann gestaltete Zweifigurengruppe (1978/79), deren zwei lebensgroße Bronzefiguren den Dialog zwischen Obrigkeit und Bürger versinnbildlichen sollen. Die Parkhausfassade des Landratsamts wurde 2012 mit einer 85 Meter langen Skulptur aus Edelstahlrohren von Gunther Stilling versehen.
- Vor der Villa Faißt in der Cäcilienstraße ist mit der Bronzeplastik Sich umdrehendes Mädchen[17] eine weitere Arbeit von Karl-Henning Seemann aufgestellt. Diese Skulptur befand sich nach dem Erwerb durch die Stadt von Oktober 1978 an lange Jahre vor dem Eingang zum Städtischen Museum in der Eichgasse.[18]

- Vor der Kreissparkasse Heilbronn steht überlebensgroß und in bemalter Bronze eine Frau, sich die Maske abnehmend (1996) von Joachim Schmettau. Die Fassade des Kreissparkassengebäudes ist mit den jeweils vier Meter hohen Flossis der Stuttgarter Künstlerin Rosalie aus dem Jahr 2006 verziert.

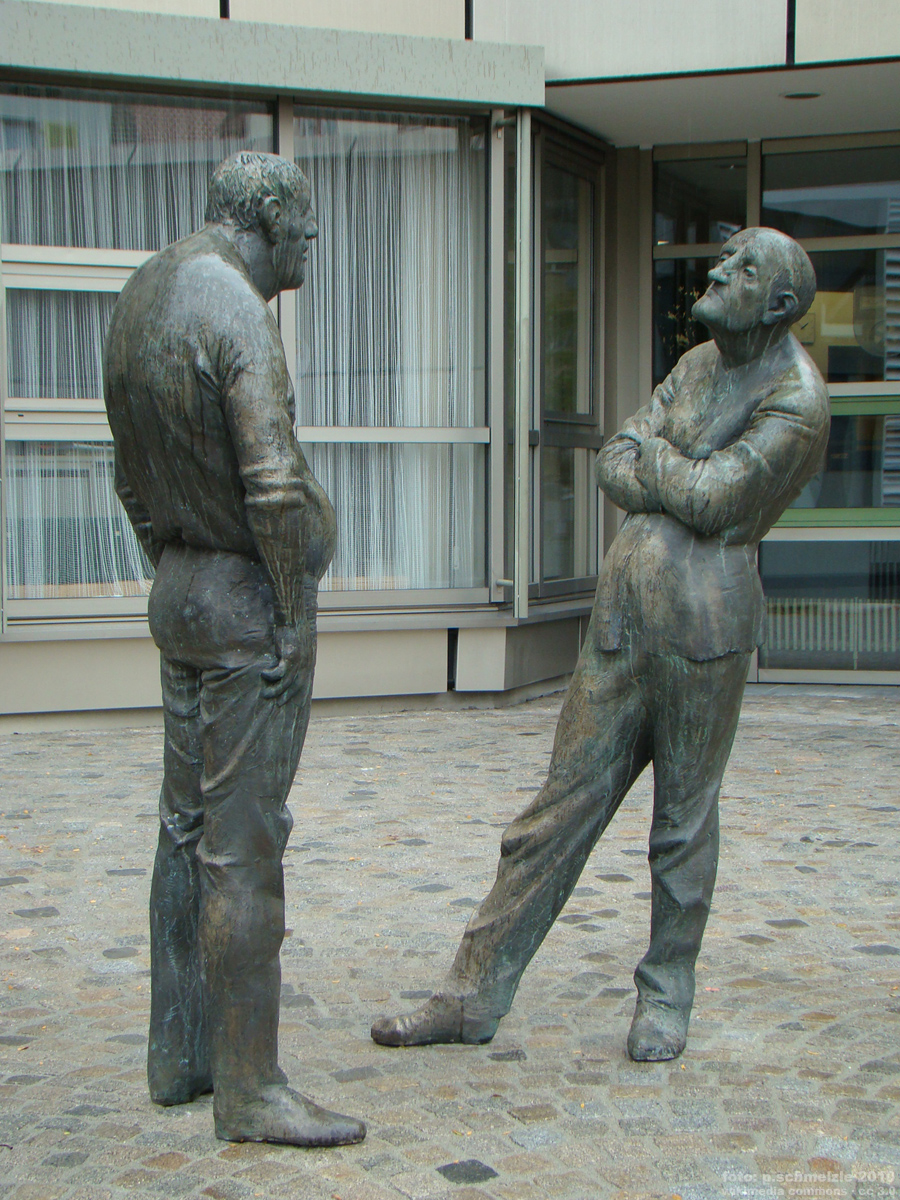
Zweifigurengruppe von Karl-Henning Seemann
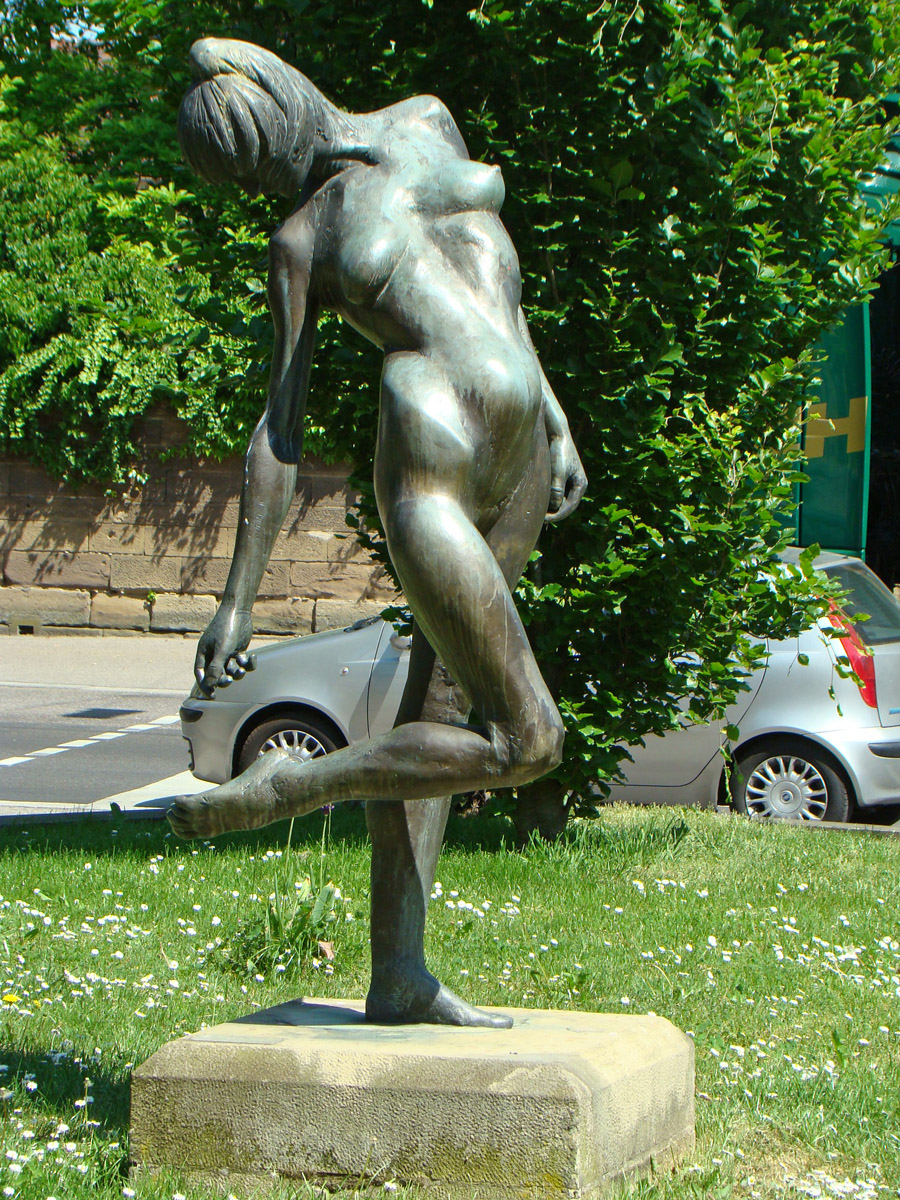
Sich umdrehendes Mädchen von Karl-Henning Seemann
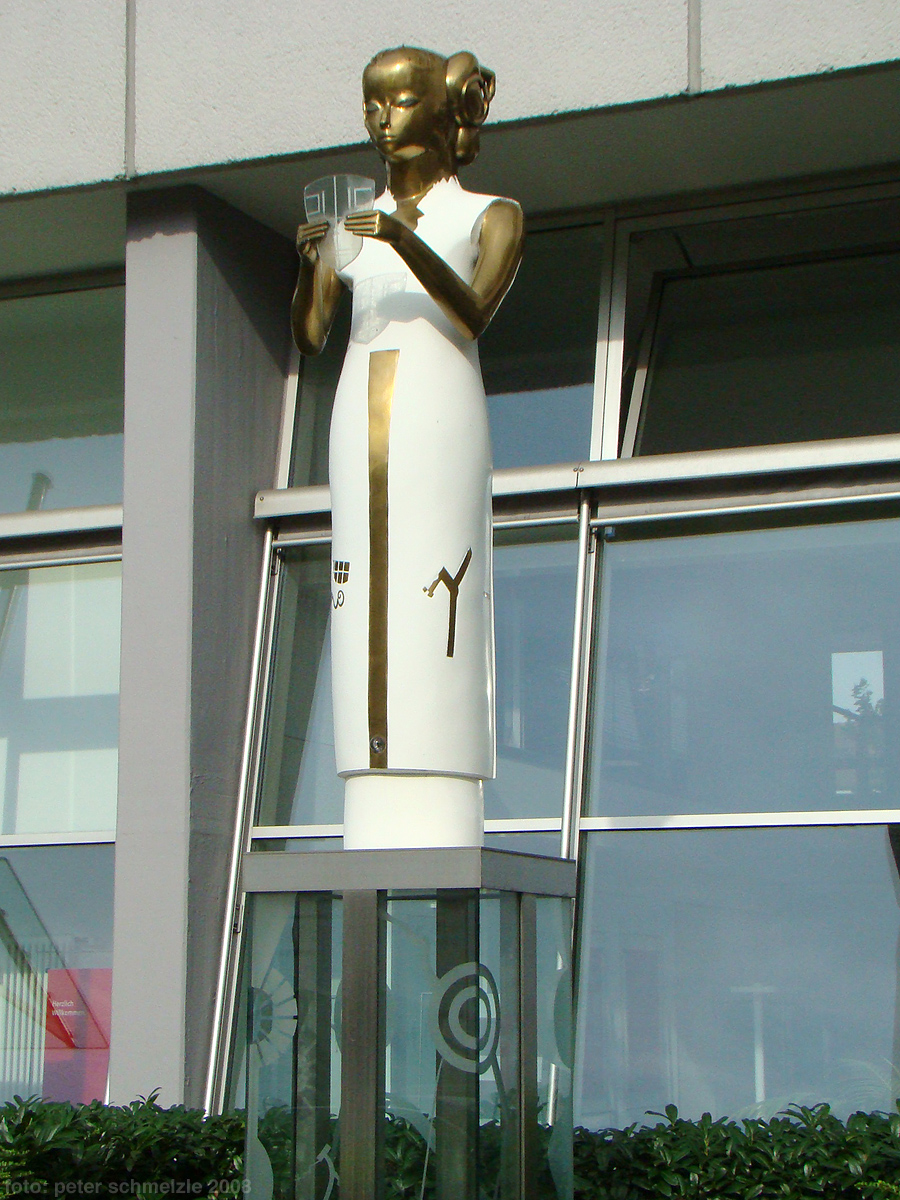
Frau, sich die Maske abnehmend von Joachim Schmettau
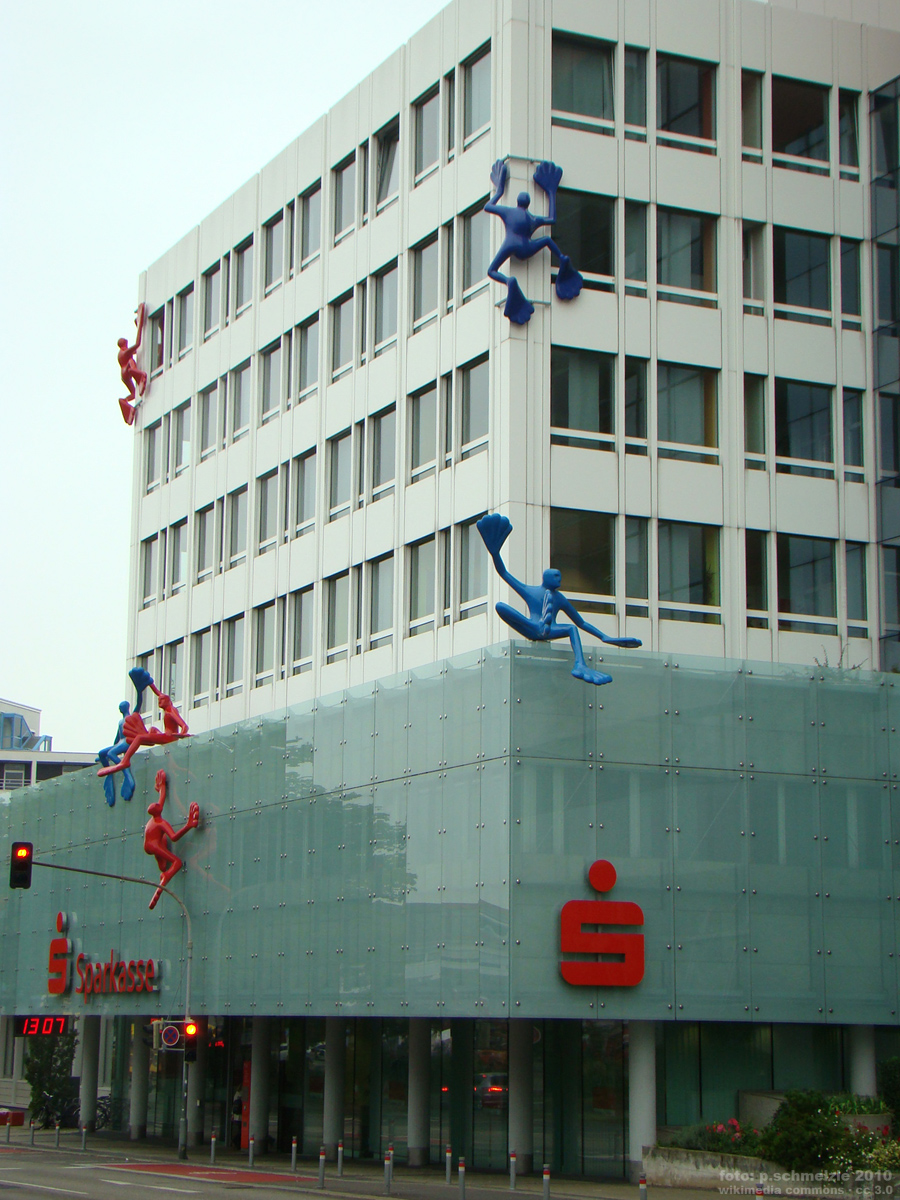
Flossis von Rosalie

### Wein-Panorama-Weg

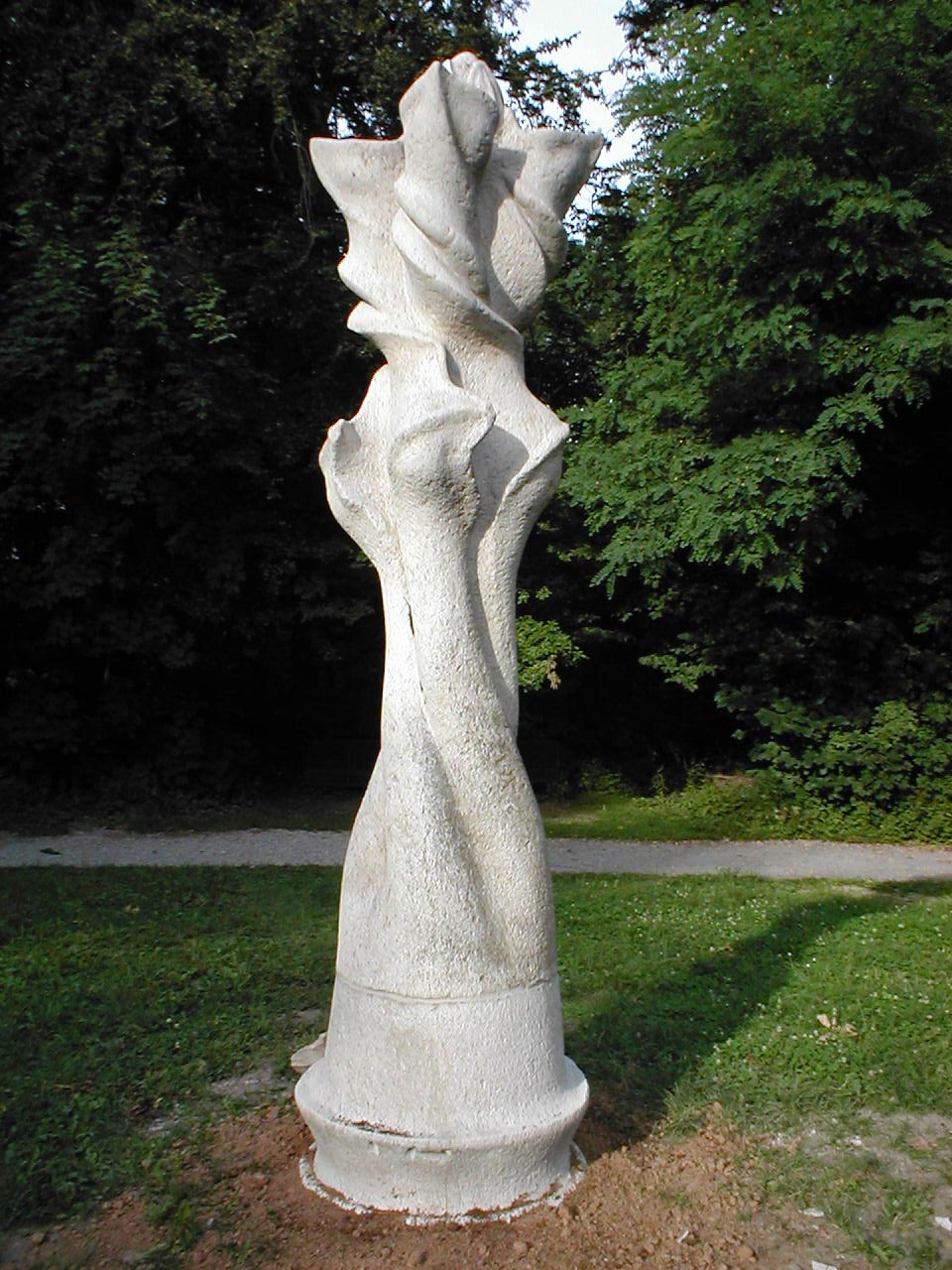
Stein 2000 von Ralf Krämer

Am längs des Wartbergs verlaufenden Wein-Panorama-Weg befinden sich zahlreiche weitere Skulpturen. Die Jurakalk-Skulptur Stein 2000 von Ralf Krämer (2000) befindet sich direkt vor dem Wartbergturm, in dessen direktem Umfeld auch die 2,55 Meter hohe Metallarbeit Großer sitzender weiblicher Torso von Lothar Fischer (1978–84), die aus zwei Kantsteinen bestehende Skulptur Corpus, Arm von Michael Schoenholtz (1988) sowie die Plastik aus Belgisch Granit Cosmic XVII von Ottmar Mohring (1977/78) aufgestellt sind. Längs des Weges befinden sich weitere Arbeiten, darunter eine in rotem Sandstein ausgeführte Vorstudie von 1983 zur 1986 im Heilbronner Stadtteil Böckingen aufgestellten Schwarze-Hofmännin-Skulptur von Dieter E. Klumpp, die Madonna von Berlin (1987/88) aus Bronze und Eisen von Markus Daum, die Bronzefigur Großer Bedrohter (1970) von Waldemar Grzimek, die Große Liegende (um 1980) aus Ruhpoldinger Marmor von Susanne Knorr sowie die Metallskulptur Labora (2002) von Werner Stepanek.
Der bronzene Fassträger aus dem Jahr 1982 von Karl-Henning Seemann unterhalb der Wartberggaststätte war einst als Fassträgerbrunnen in der Heilbronner Innenstadt installiert.
Die Skulpturen Großer Bedrohter und Faßträger wurden im Mai 2018 mutmaßlich von Metalldieben an ihren Standorten am Wein-Panorama-Weg in Bodennähe abgesägt und gestohlen.

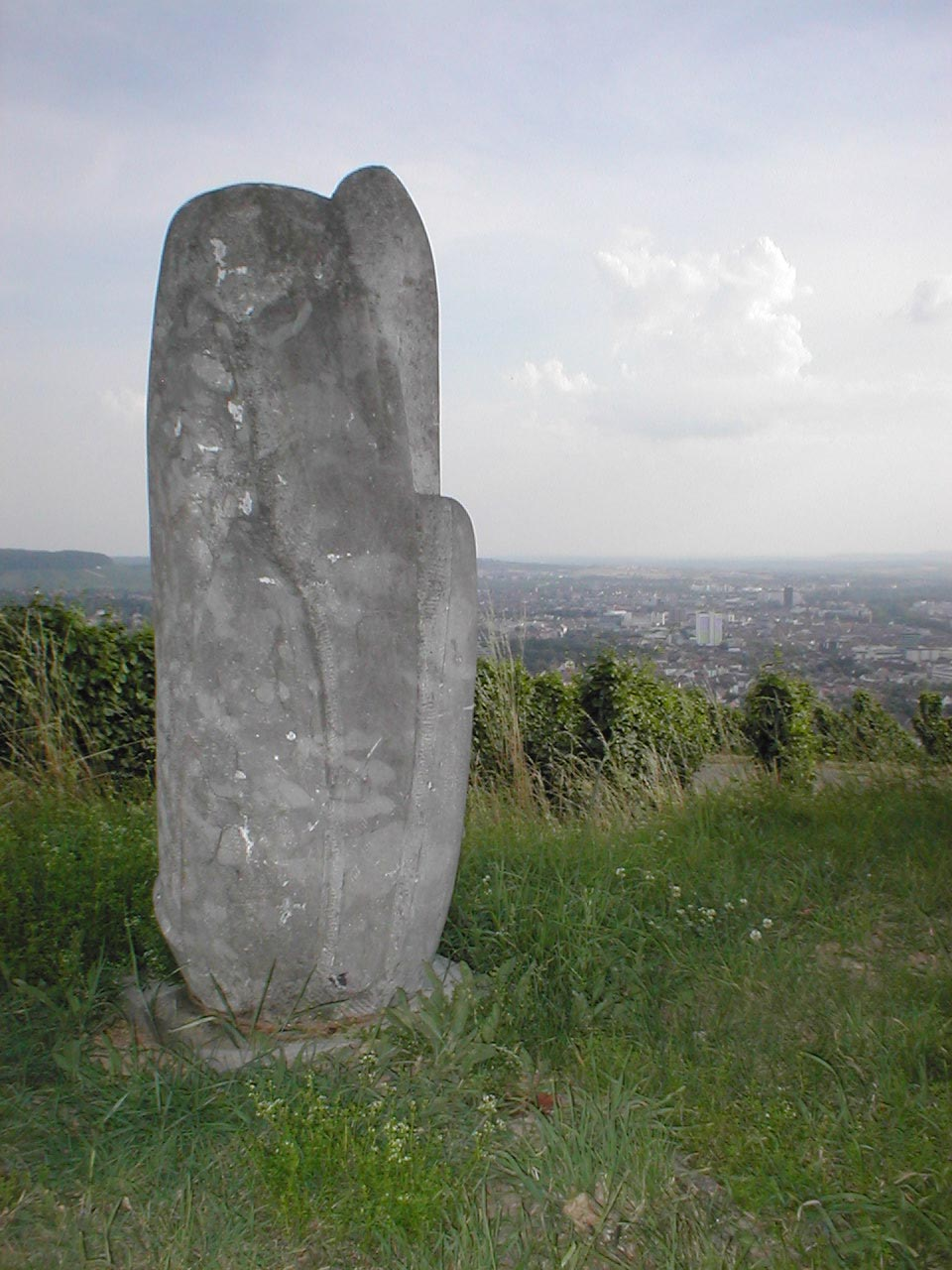
Cosmic XVII von Ottmar Mohring
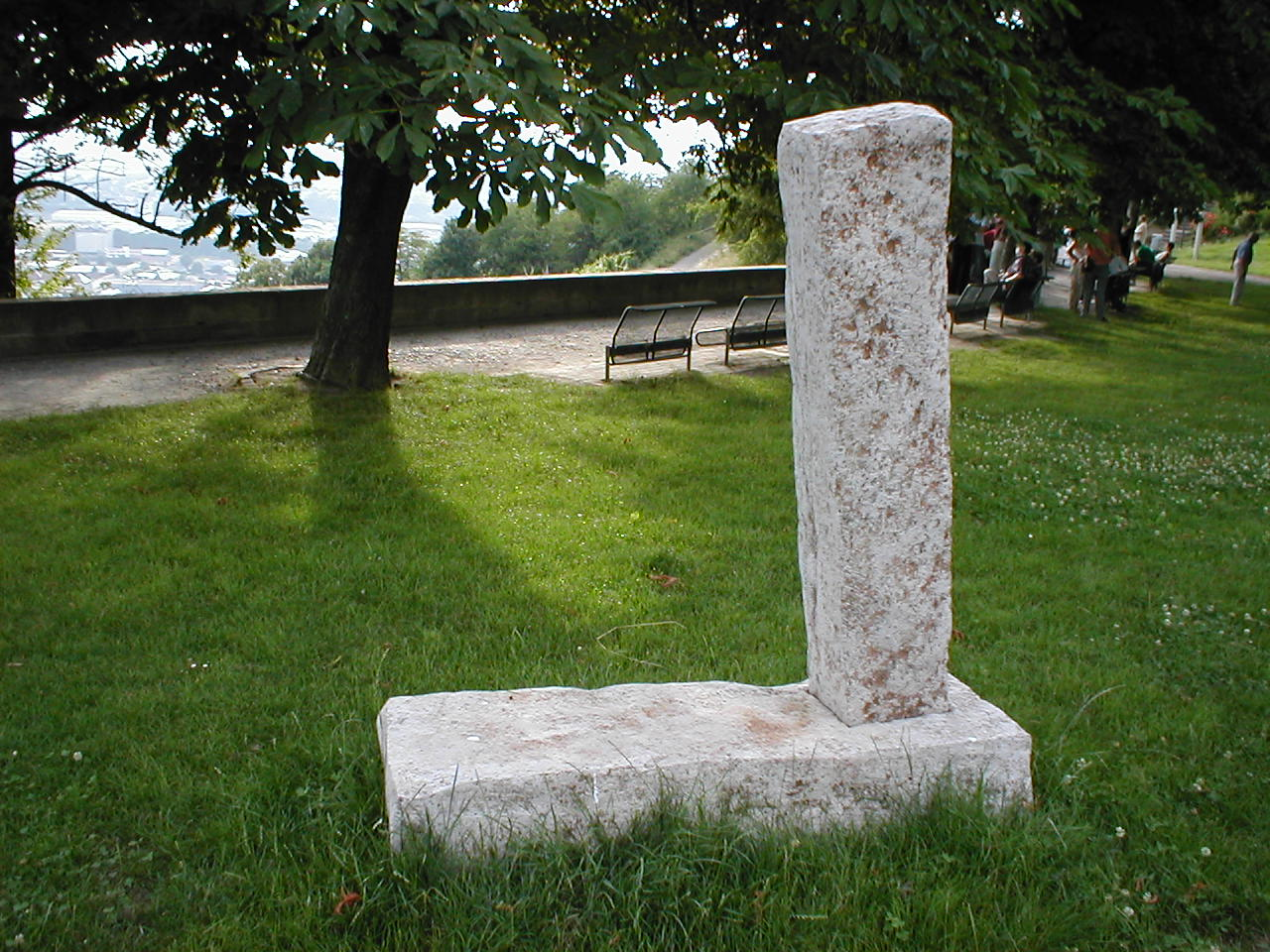
Corpus, Arm von Michael Schoenholtz
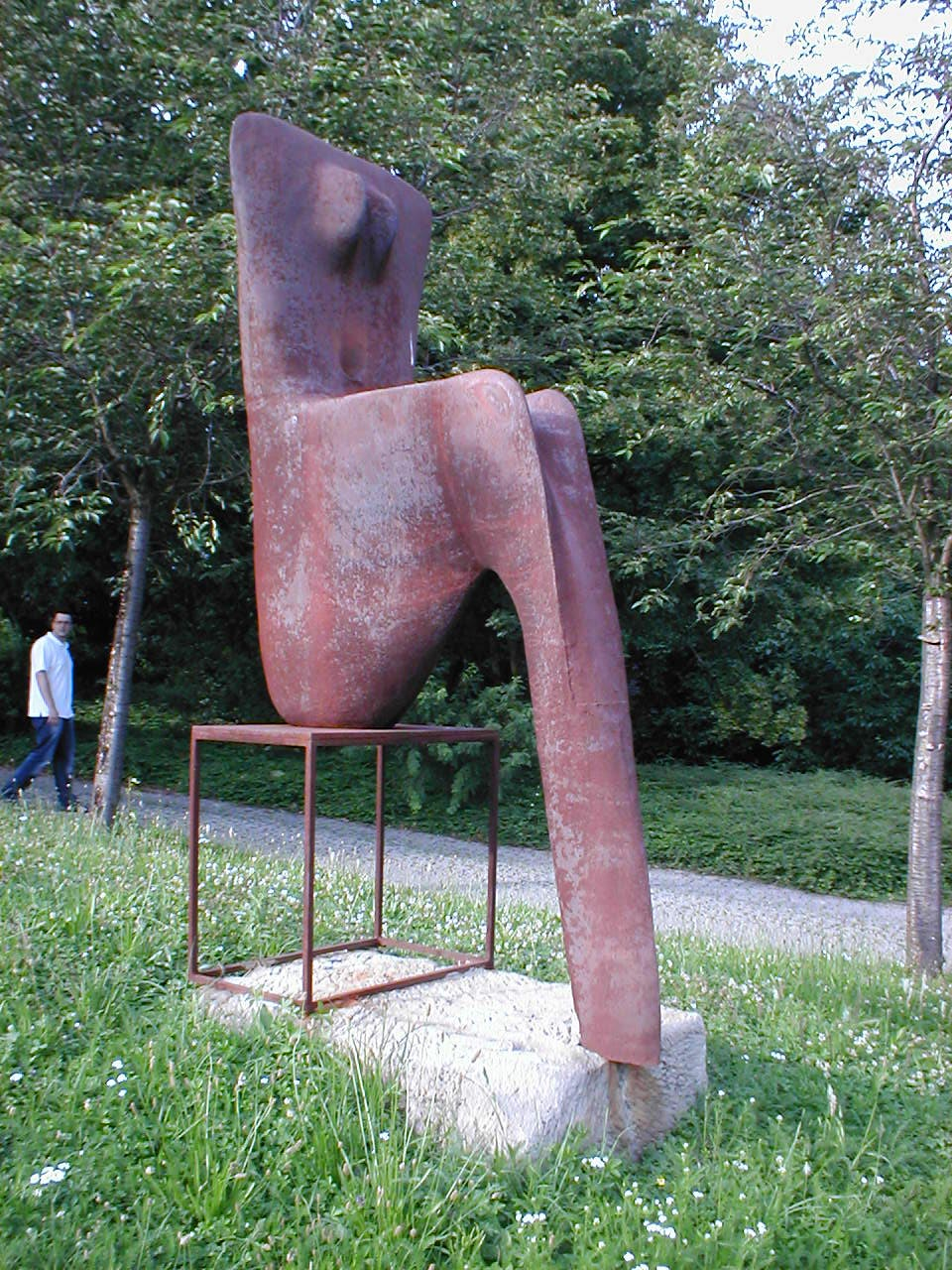
Torso von Lothar Fischer
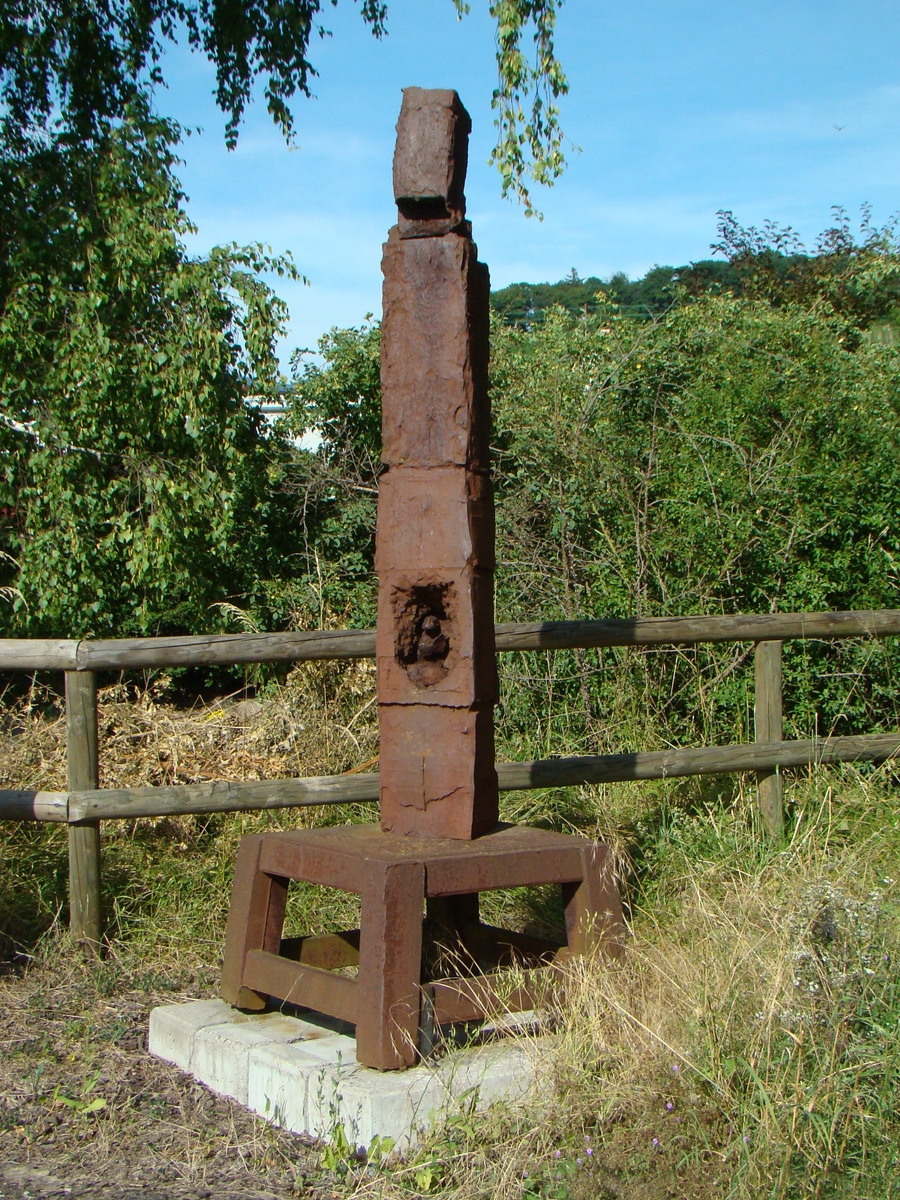
Madonna von Berlin von Markus Daum
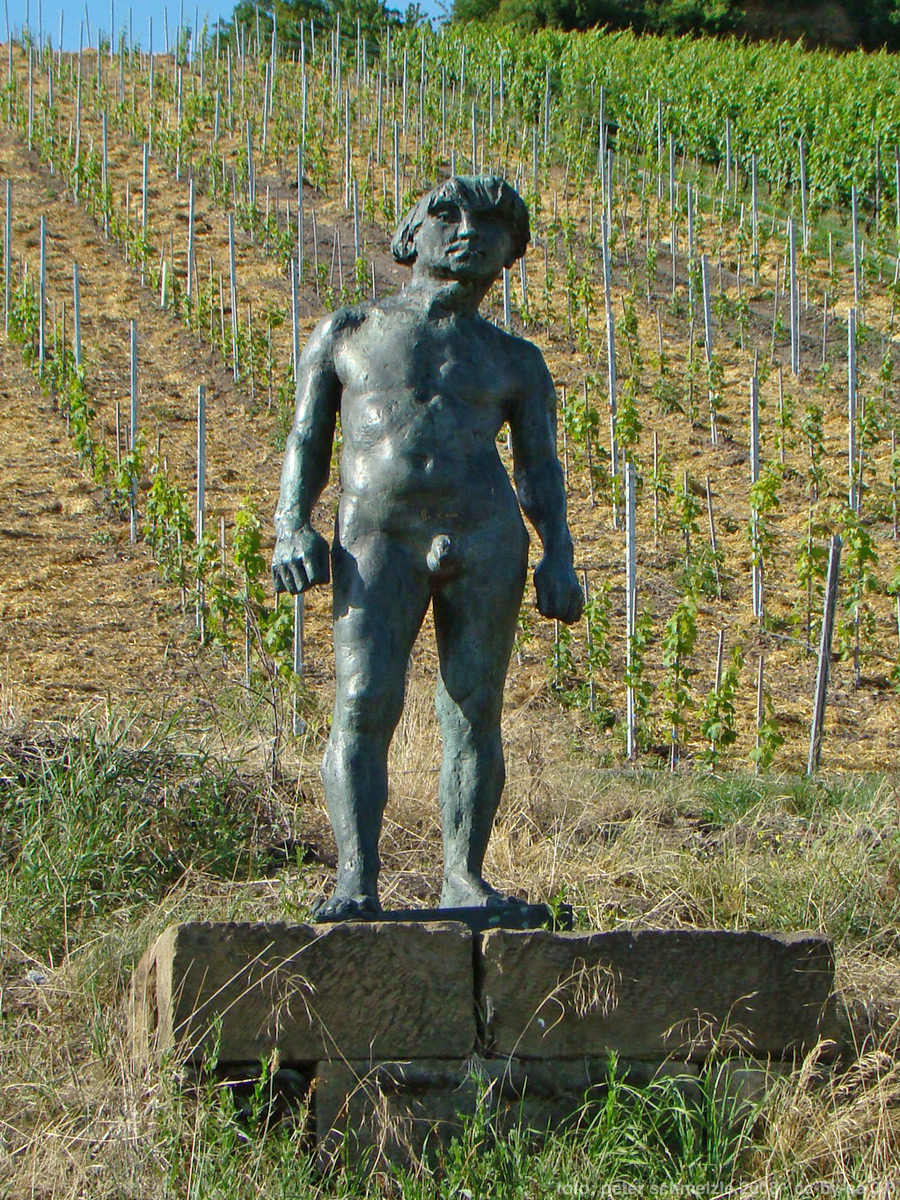
Großer Bedrohter von Waldemar Grzimek
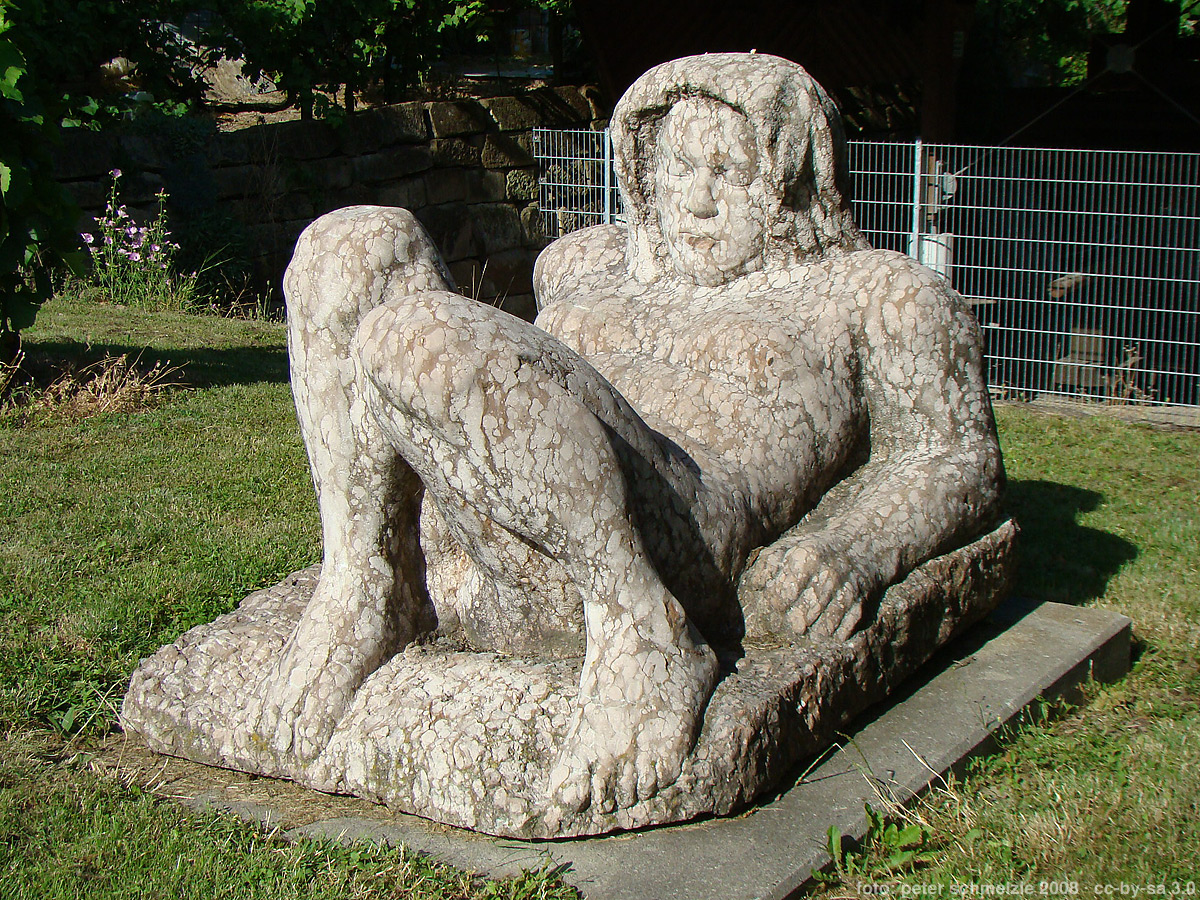
Große Liegende von Susanne Knorr
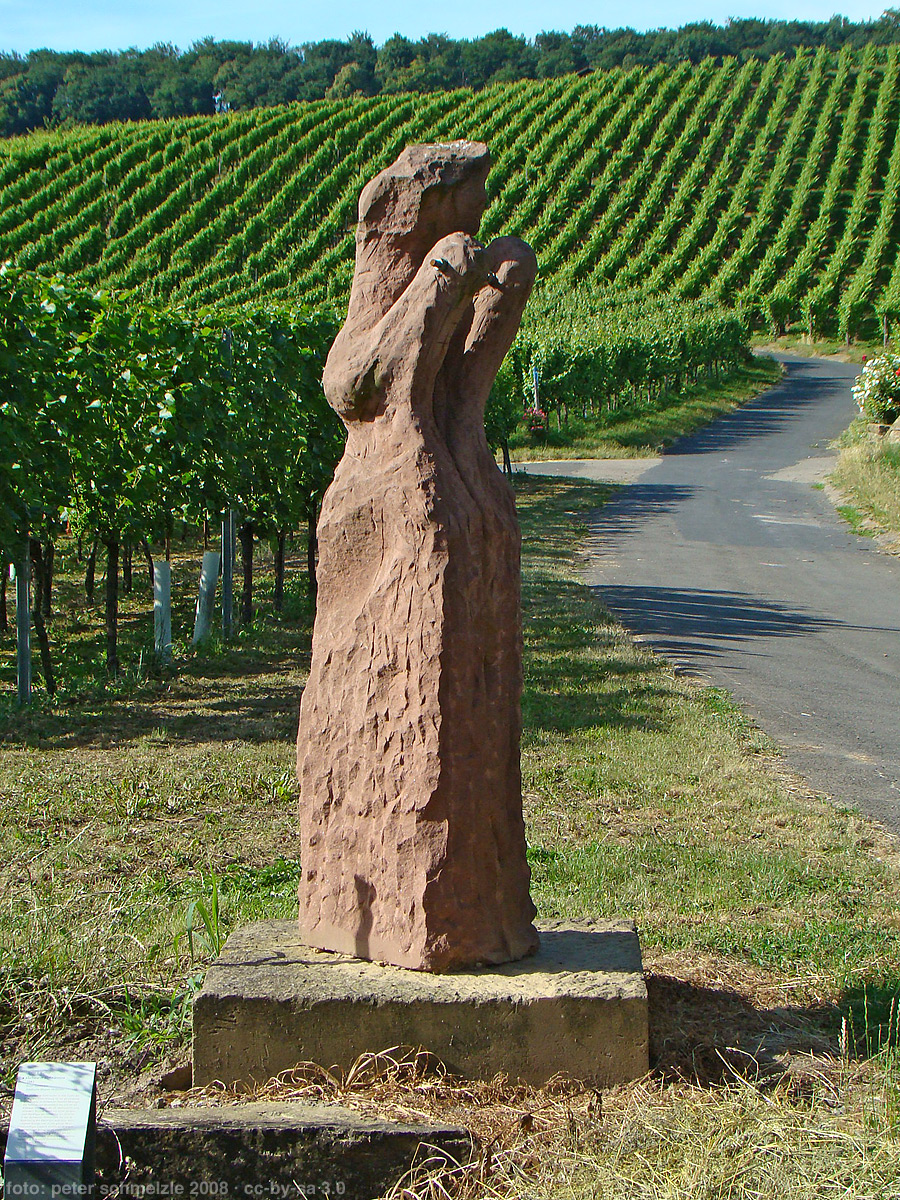
Studie zur Schwarzen Hofmännin von Dieter E. Klumpp
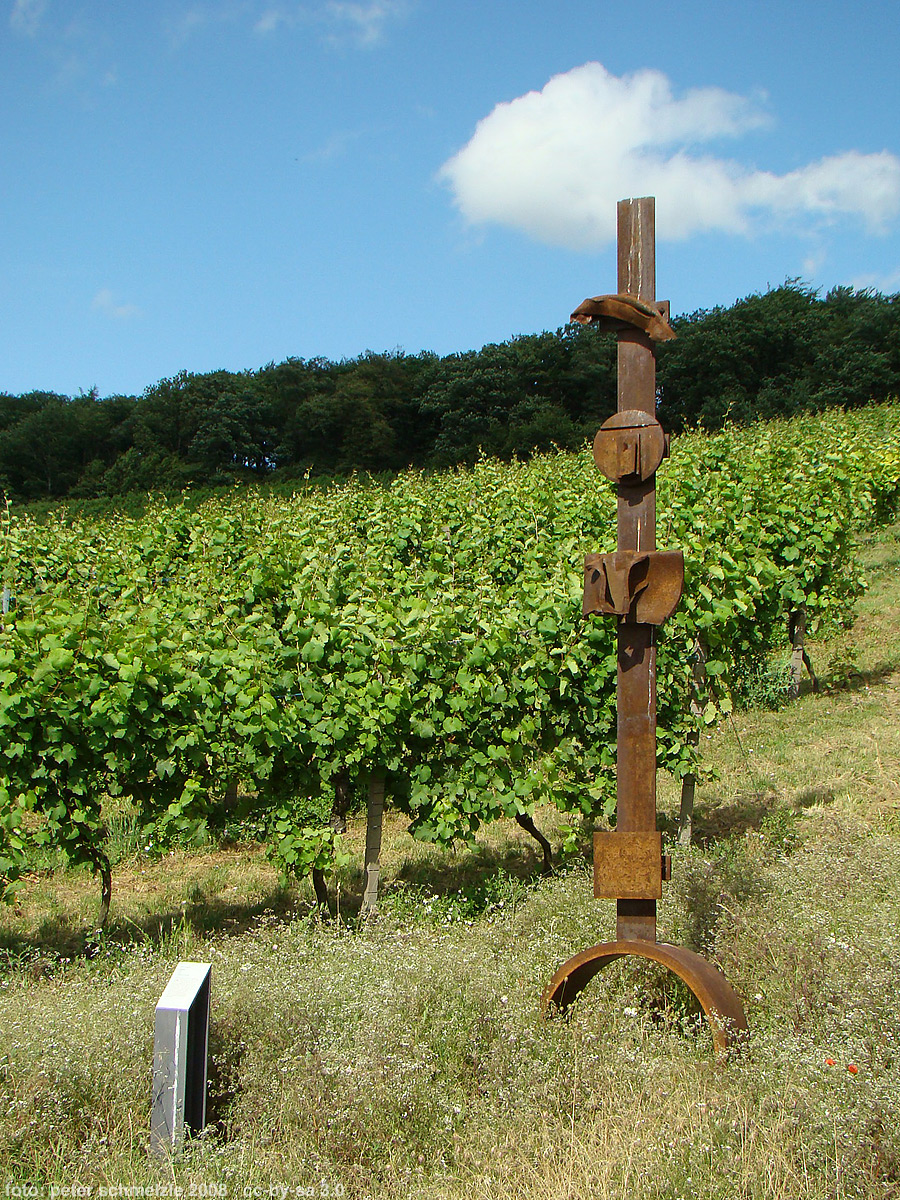
Labora von Werner Stepanek
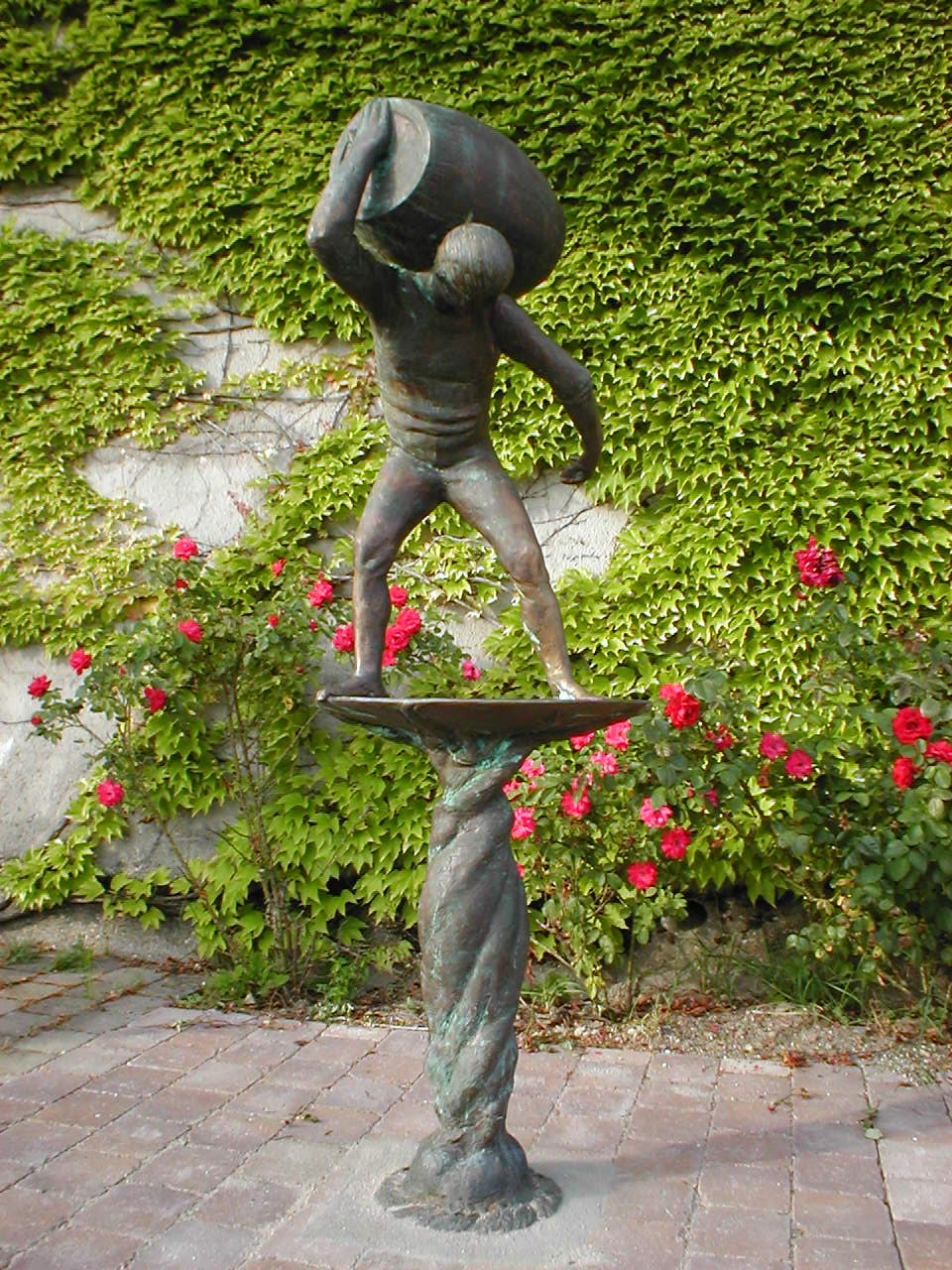
Fassträger von Karl-Henning Seemann

### Parks

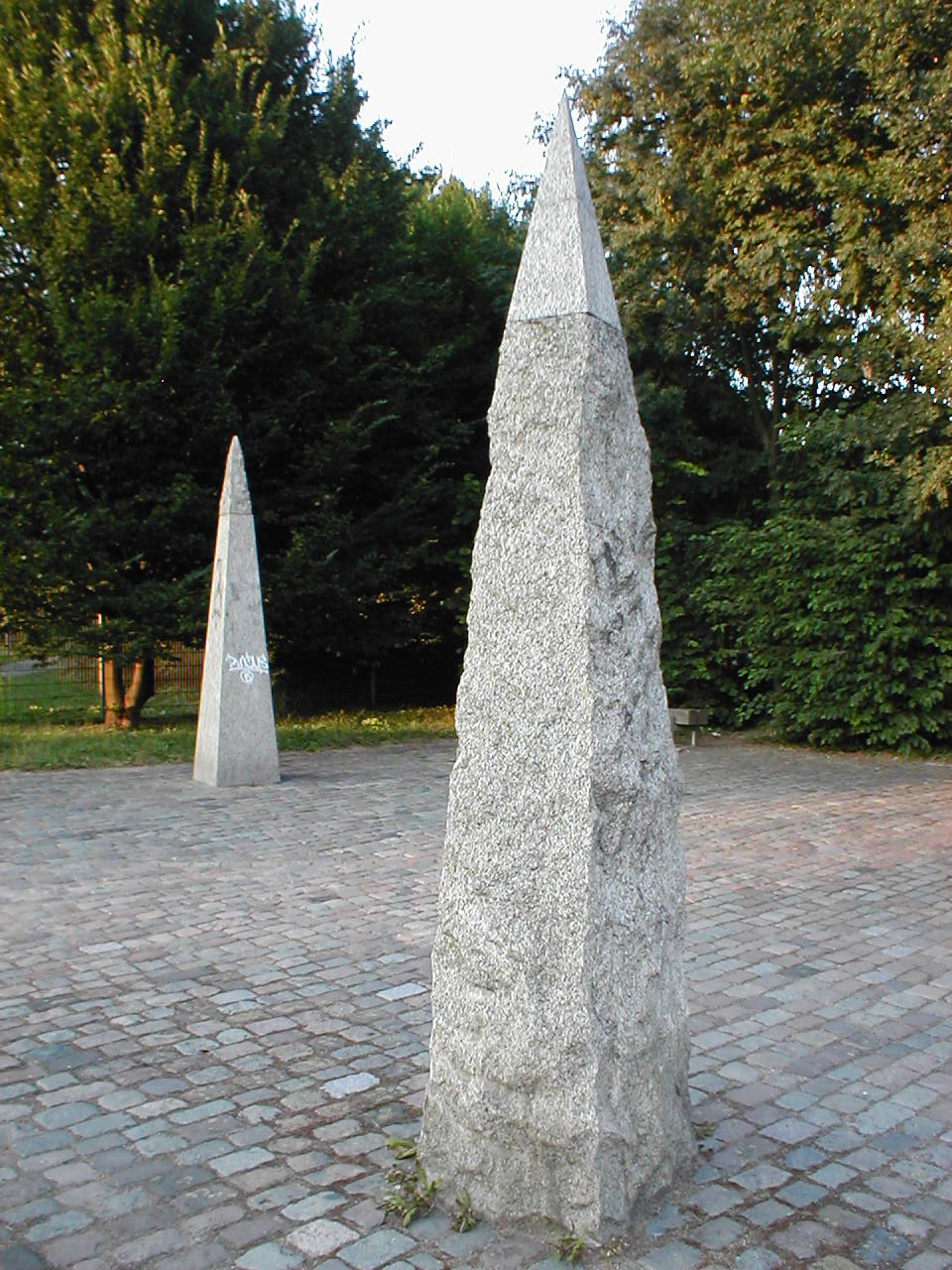
Romea und Julio von Rolf Bodenseh im Wertwiesenpark

- Im Wertwiesenpark, dem Austragungsort der Landesgartenschau Baden-Württemberg 1985, befinden sich mehrere Skulpturen, darunter wiederum eine Steinskulptur von Ottmar Mohring, Cosmic Connection I (1985). Die Stahlskulptur Heilbronner Stück (1985) von Bernd Hennig nimmt mit in den Boden eingelassenen, teils gegenläufigen Stahlbändern Bezug auf die hügelige Landschaft des Parks. Die Arbeit Turm (1985) von Jo Schöpfer entstand während des Bildhauersymposions zur Landesgartenschau aus heimischen Heilbronner Sandstein, wie auch die Steinskulptur aus zwei Obelisken Romea und Julio (1985) von Rolf Bodenseh. Der bereits auf Gemarkung des Heilbronner Stadtteils Sontheim liegende Park war Endepunkt der rund zwei Kilometer langen Skulpturenallee, die entlang von 74 Skulpturen von der Heilbronner Innenstadt zum Gartenschaugelände führte.

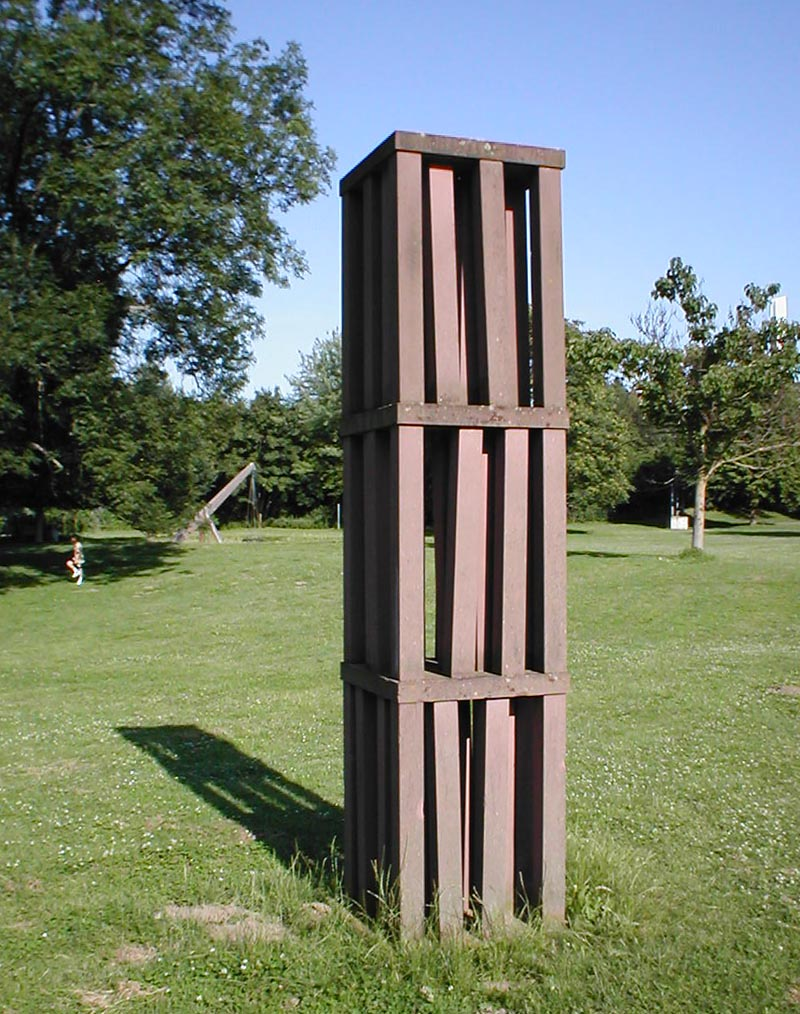
Turm von Jo Schöpfer
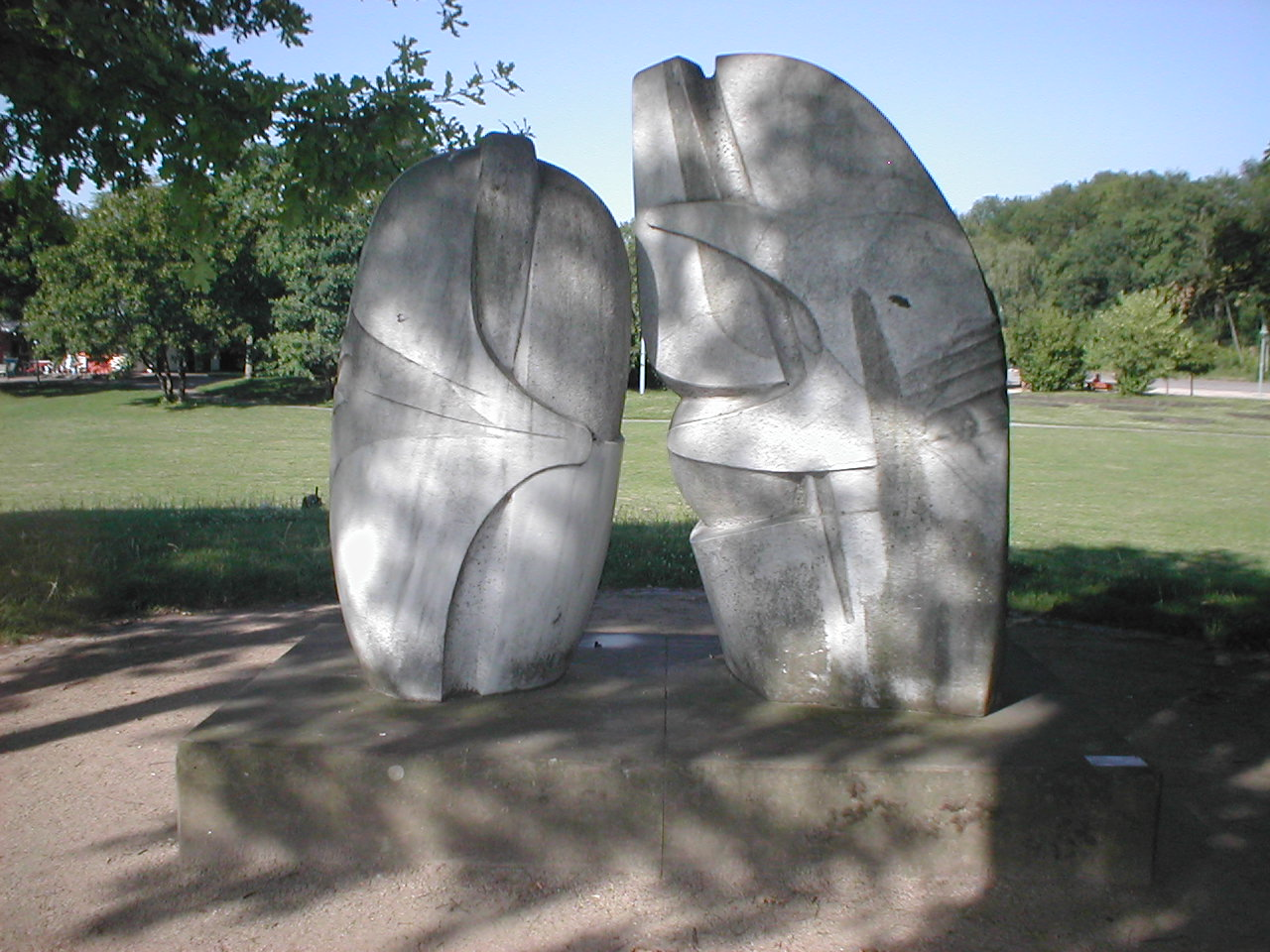
Cosmic Connection I von Ottmar Mohring
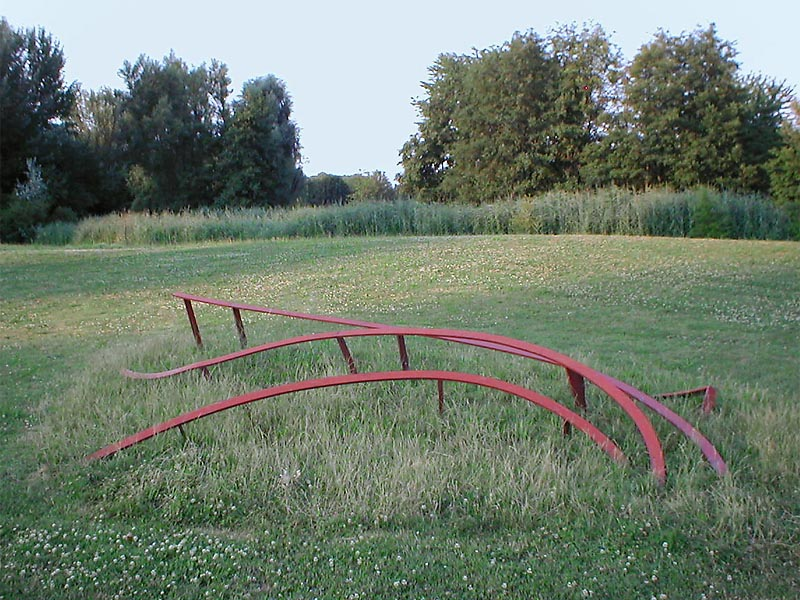
Heilbronner Stück von Bernd Hennig

- Im Pfühlpark, der zwischen 1909 und 1936 zum Naherholungsgebiet entwickelt wurde, befindet sich eine Sandsteinsäule mit einer steinernen Faunfigur aus der Zeit vor 1900, die während der Einrichtung des Geländes von privat der Stadt gestiftet wurde. Säule und Faun entstanden vermutlich getrennt und kamen erst bei der Anlage des Parks zusammen; der Künstler ist unbekannt. Ebenfalls im Pfühlpark befinden sich seit Ende der 1950er Jahre die Zwei Musikanten von Wernher Eberbach (1926), die in den späten 1920er Jahren zunächst im Stadtgarten gestanden hatten.

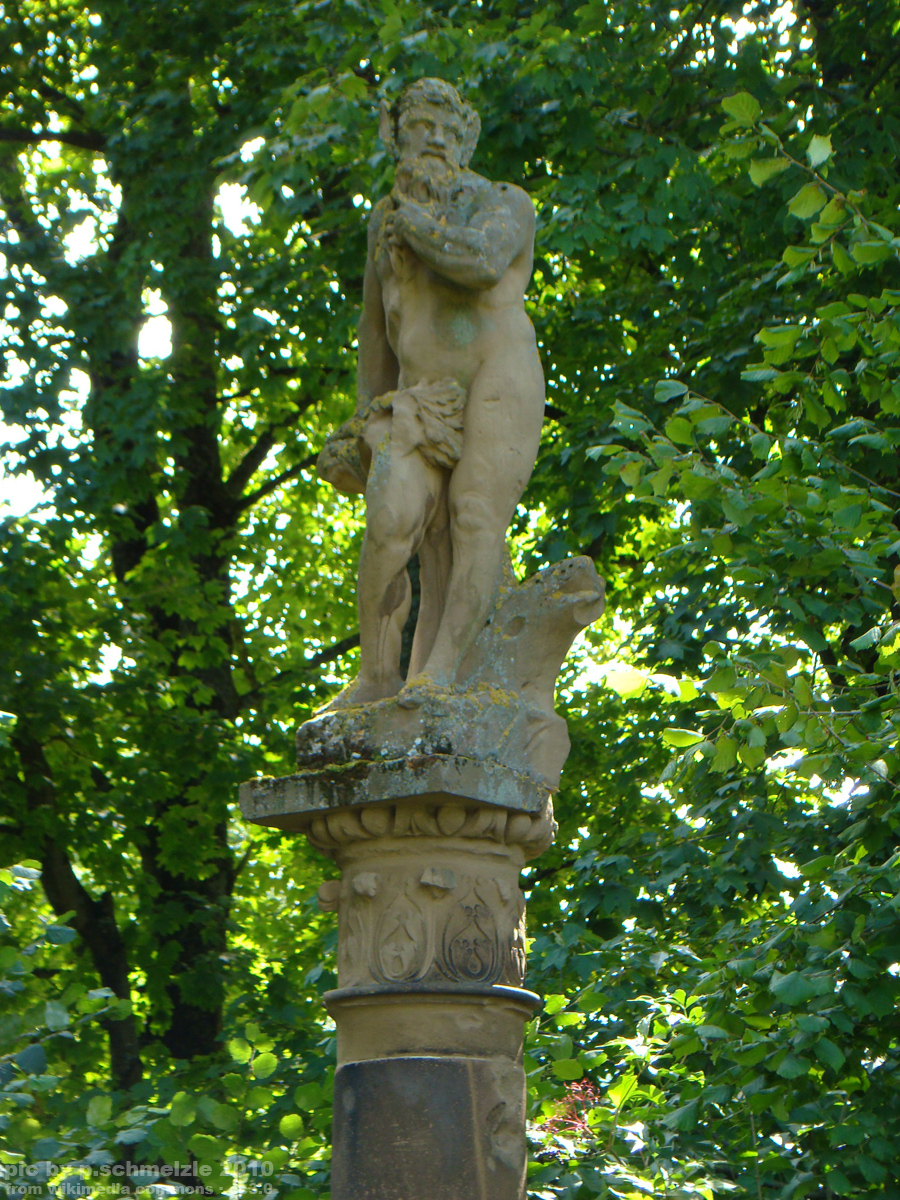
Faun im Pfühlpark
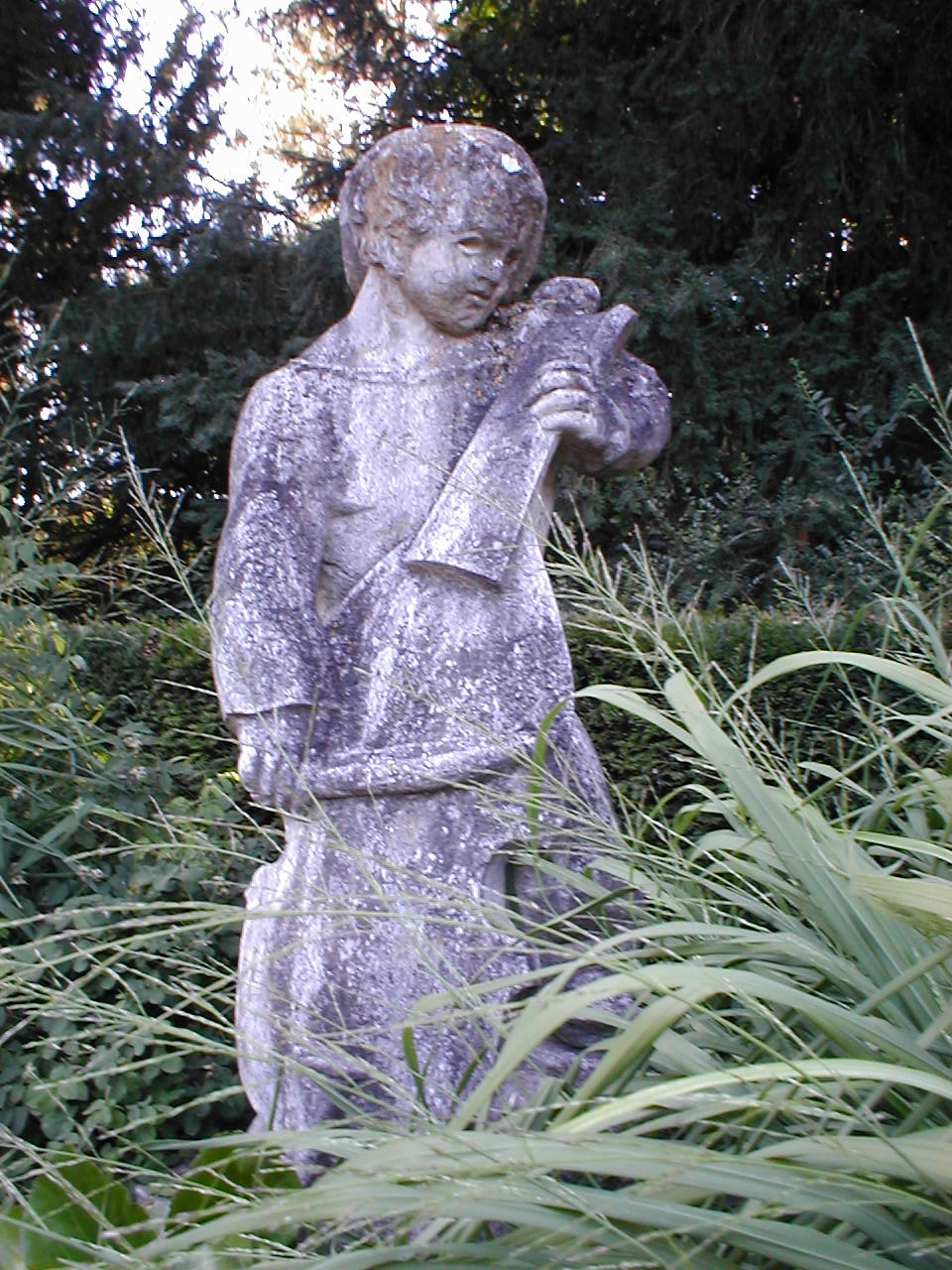
Einer von Zwei Musikanten im Pfühlpark
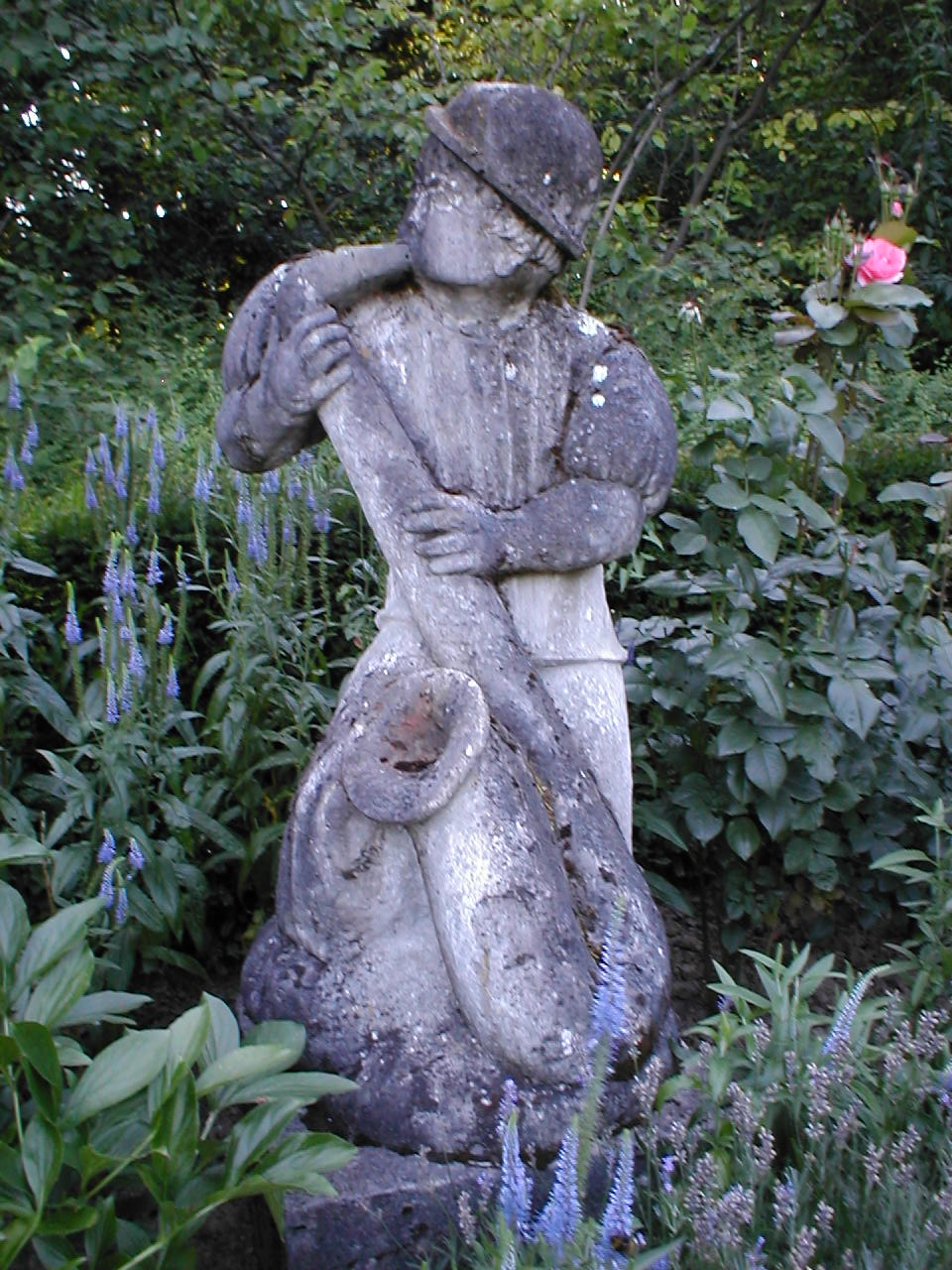
Der andere der Zwei Musikanten

### Gesundbrunnen-Klinikum
- Vor dem Eingang zum Klinikum am Gesundbrunnen im Heilbronner Stadtteil Neckargartach befinden sich drei lebensgroße Bronzeskulpturen, die zuvor schon zeitweilig in der Innenstadt zu sehen waren: Adam von Richard Heß (1973), Mutter und Kind von Sabina Grzimek (1981) und Mann mit Maske von Wolfgang Mattheuer (1983).

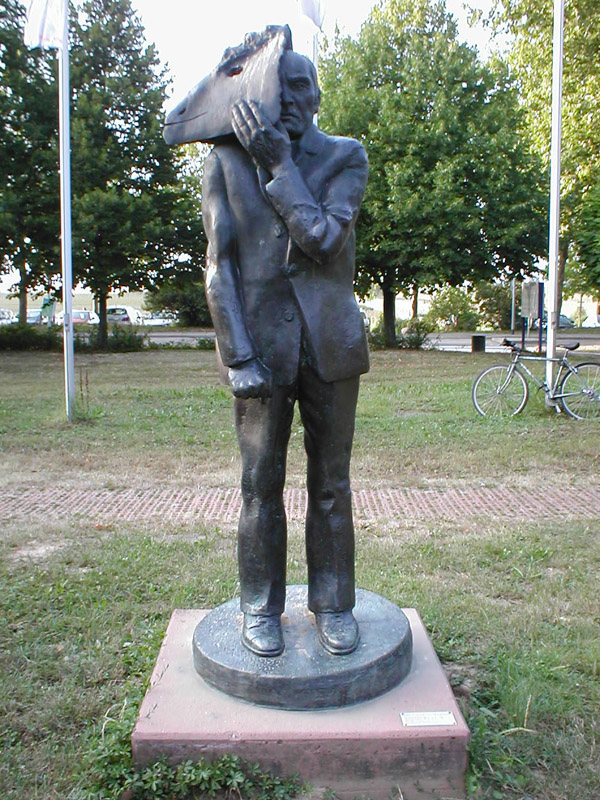
Mann mit Maske von Wolfgang Mattheuer
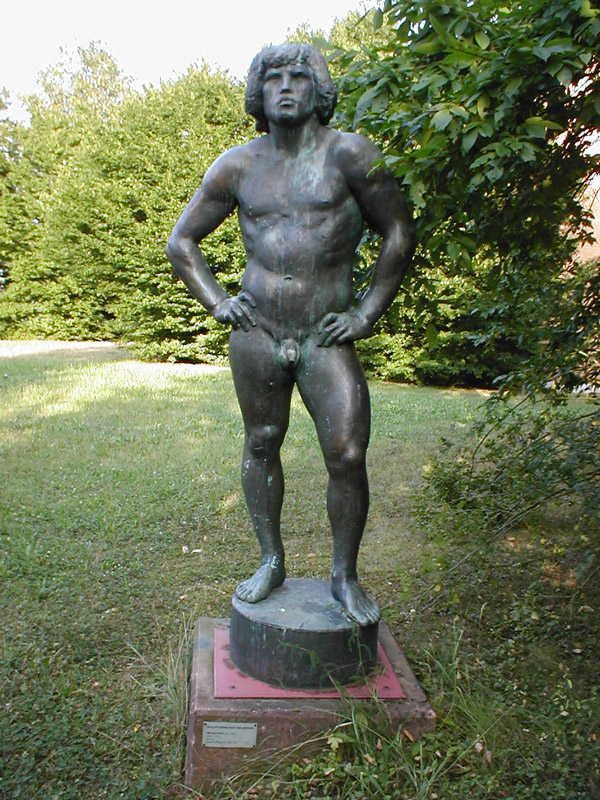
Adam von Richard Heß
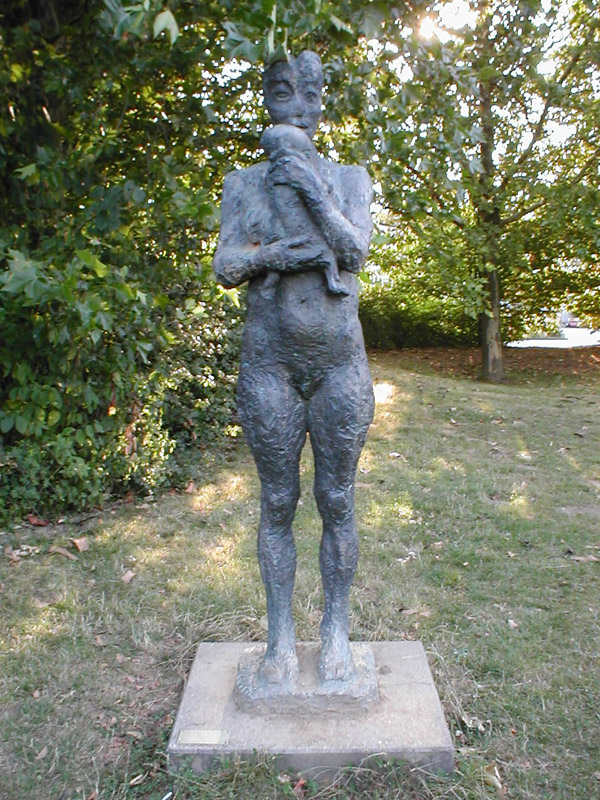
Mutter und Kind von Sabina Grzimek

### Hochschule Heilbronn
- Vor der Hochschule Heilbronn steht die Bronzeplastik Dialog (1966) von Max Seiz, einem langjährigen Mitglied der Stuttgarter Sezession. Sie zeigt drei eben überlebensgroße junge Menschen im Gespräch miteinander. Sie stehen über einer Grundfläche, die in Schachbrettmusterung den Satz von Pythagoras anhand des rechtwinkligen Dreiecks zum einfachsten pythagoreischen Tripel illustriert.[20] Die Innenhofgestaltung mit der aus Beton, Edelstahl und Plexiglas ausgeführten Brunnenskulptur (1983/84) stammt von Paul Reich, die Reliefplastik (1967) beim Haupteingang ist eine Bronzearbeit von Hanspeter Fitz.

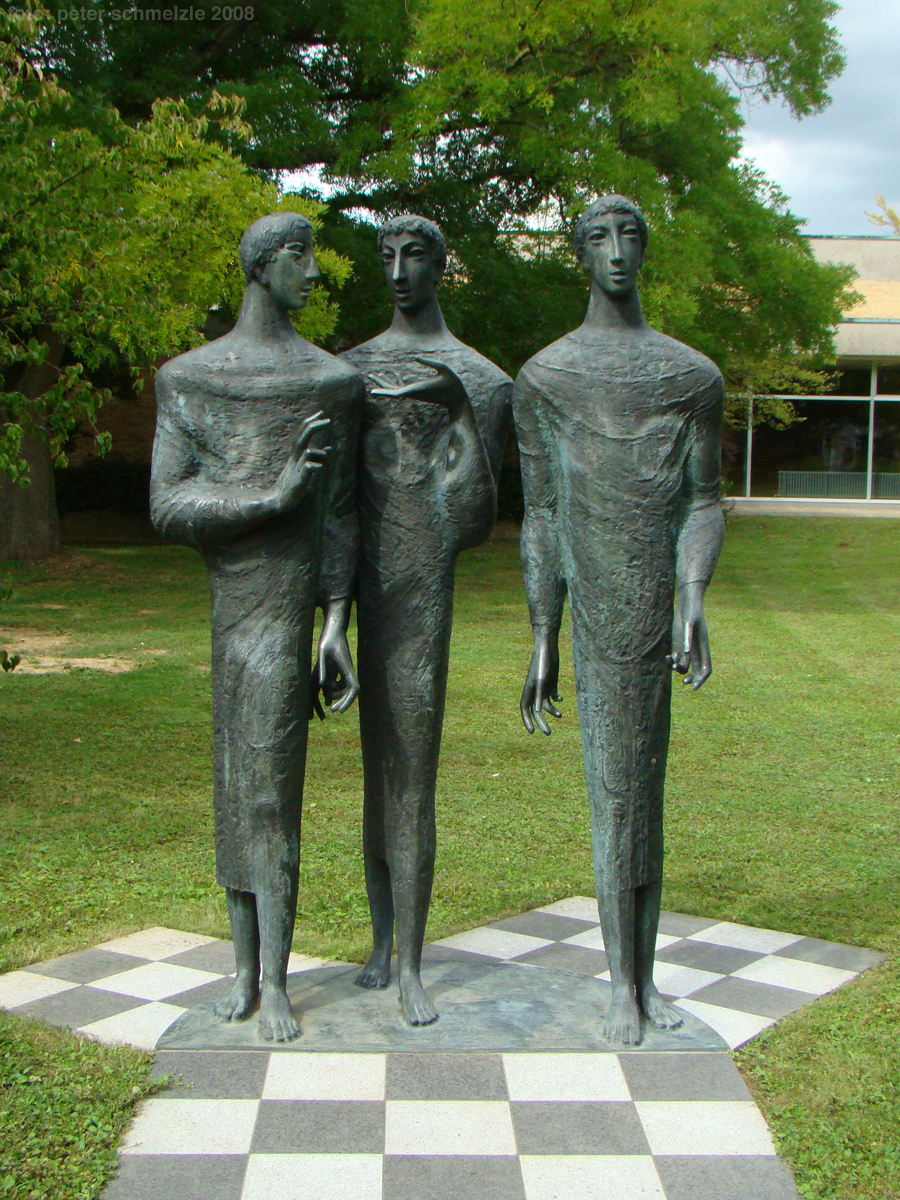
Dialog von Max Seiz
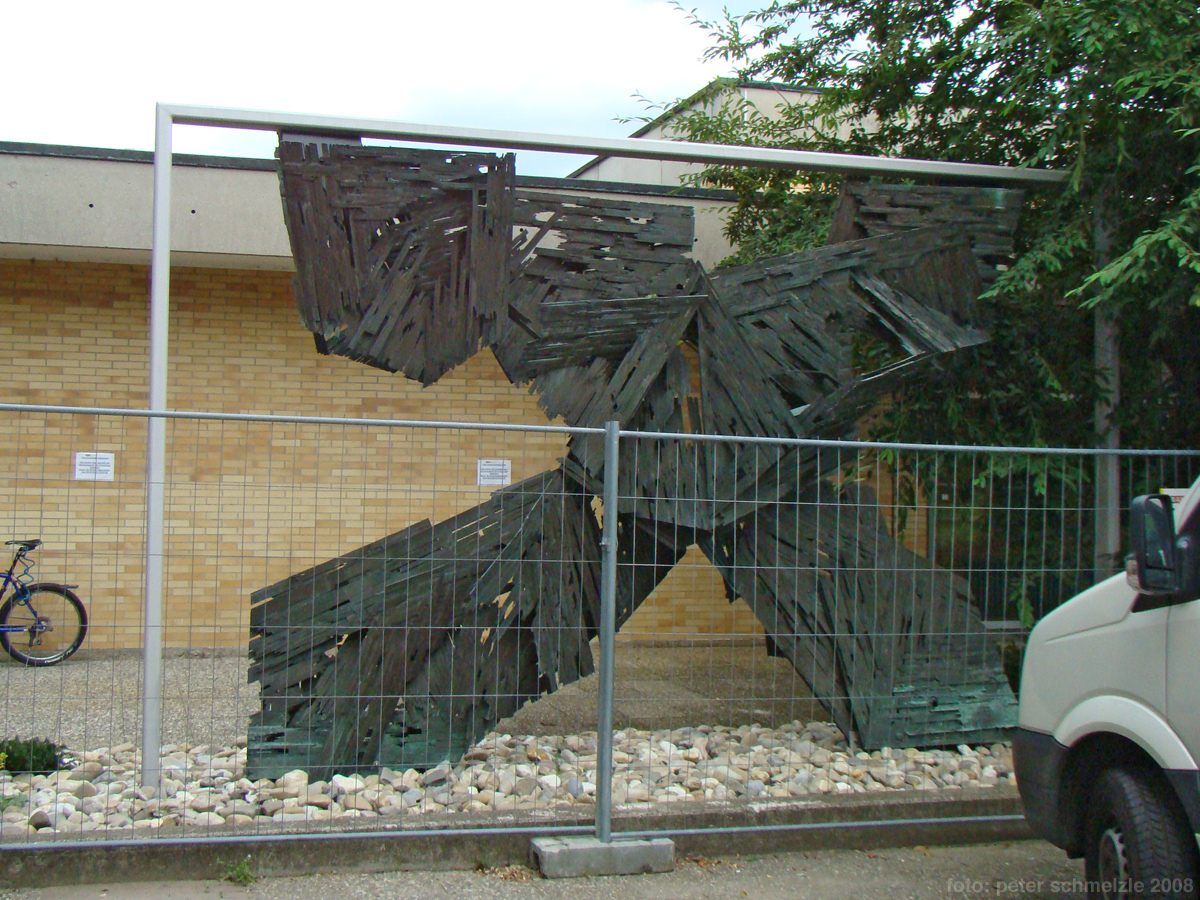
Reliefplastik von Hanspeter Fitz
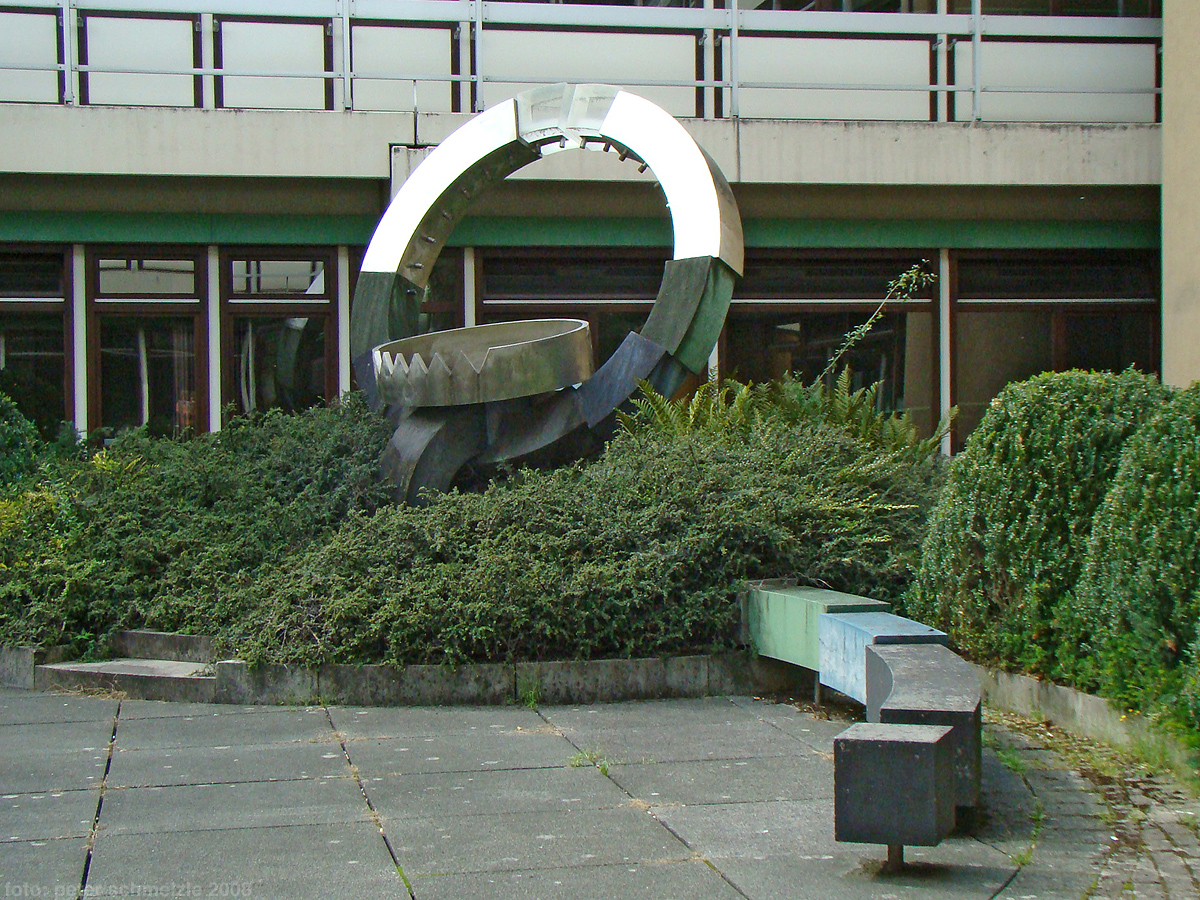
Innenhofgestaltung, Paul Reich

### Weitere Skulpturen

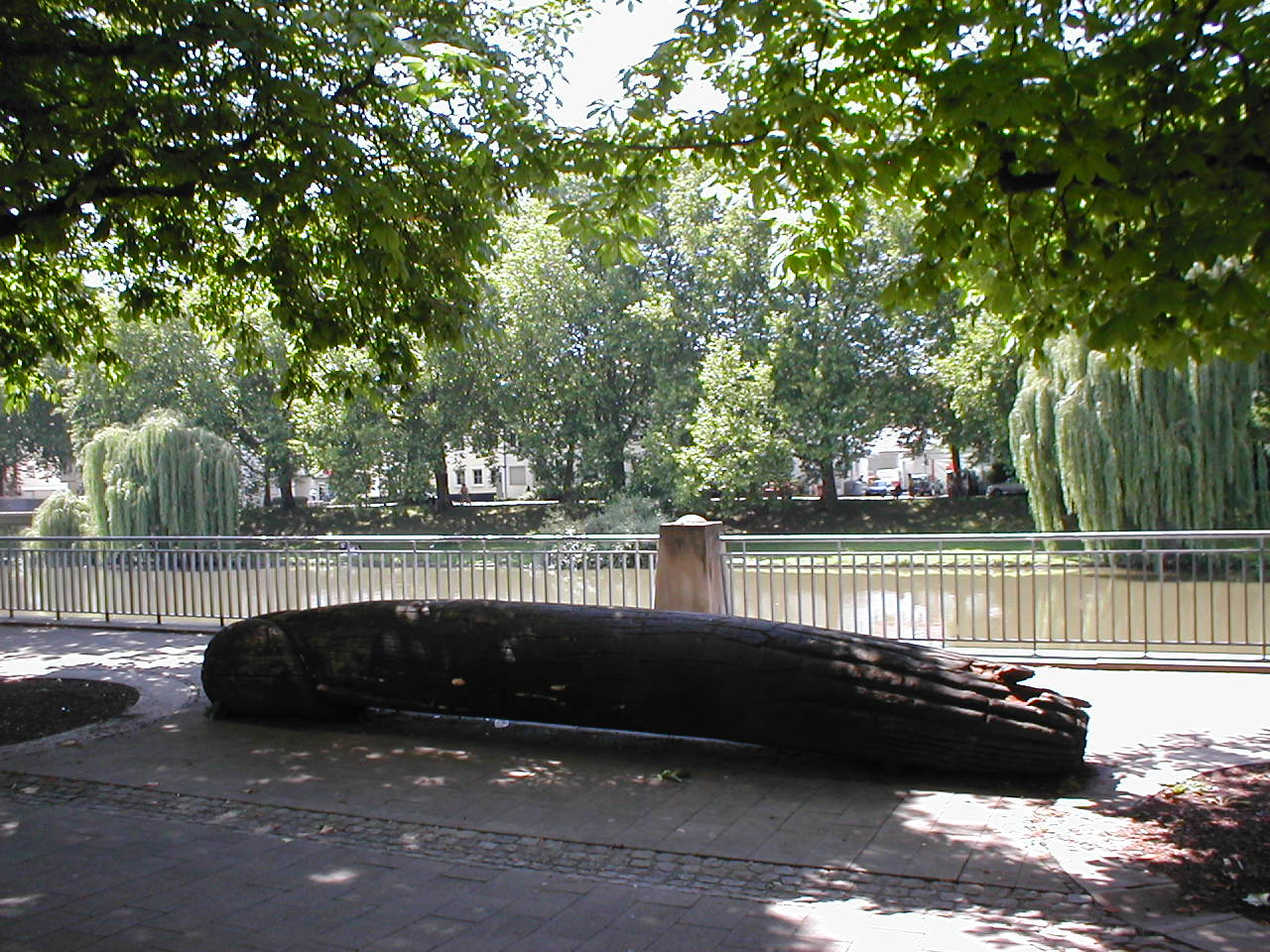
Phallocaust III von Franz Gutmann, 2006 noch beim Götzenturm

Laut Skulpturenstadt Heilbronn, einem Führer zur Kunst im öffentlichen Raum von 1996, sollen sich in Heilbronn noch weitere Skulpturen befinden, die jedoch nicht verifiziert werden konnten, da sie sich nicht mehr an ihren ursprünglichen Standorten befinden oder auf Privatgelände, obwohl sie in den Katalog der Kunst im öffentlichen Raum aufgenommen wurden. Das Steinerne Käthchen (1959/60) von Doris Balz befand sich im einstigen Lesegarten der Stadtbücherei im Deutschhof. Die Bronzearbeit Yoyo – Eurasierin (1968/73) derselben Künstlerin soll sich am Eingang der Kinderklinik am Gesundbrunnen befinden. Beide Arbeiten sind im Besitz der Städtischen Museen. Im Besitz der Richard-Drautz-Stiftung soll sich auf dem Gelände des Altersheims dieser Stiftung im Stadtteil Böckingen die Eisenguss-Arbeit Saba – Spuren des Alterns (1991/92) von Markus Daum befinden. Von Cornelius Hackenbracht sollen sich insgesamt drei Granitobjekte im öffentlichen Raum in Heilbronn befinden, darunter die einst im Deutschhof aufgestellte Arbeit Steinraum VIII (1992), ein Granitquader mit kantigen Einschnitten.
In der Oberen Neckarstraße befand sich bis 2010 der hölzerne Riesenpenis Phallocaust III von Franz Gutmann. Die Stadt Heilbronn hatte das 1984/85 geschaffene Kunstwerk im Jahr 1996 erworben, zunächst im Deutschhof aufgestellt und später an seinen langjährigen Standort verlegt. Im April 2010 wurde das Objekt wegen fortgesetzten Zerfalls aufgrund von Pilzbefall in den städtischen Milchhof verbracht.